# カムカムエヴリバディ
『カムカムエヴリバディ』は、2021年度後期放送のNHK「連続テレビ小説」第105作で、2021年11月1日から2022年4月8日まで放送された日本のテレビドラマである。脚本は藤本有紀。
岡山・大阪・京都を舞台として大正・昭和・平成・令和の四時代をラジオ英語講座とジャズと時代劇と共に生きた母娘孫三代の1925年から2025年まで100年間に渡る悲喜こもごもの物語を描く。

## 企画・制作
2020年7月28日に、第77作『ちりとてちん』（2007年度）を手掛けた藤本有紀の脚本でオリジナル作品となることがNHKから発表された。
福井県で『ちりとてちん』を撮影していた当時、NHK福井放送局でディレクターを務めていた堀之内礼二郎が、藤本の執筆した台本を目にして「そのあまりの面白さに衝撃を受け」「いつかきっと藤本さんと一緒にドラマを作ろう」と夢見ていた。そして、今作で制作統括に就いた堀之内の指名により、藤本2度目の連続テレビ小説での起用となった。
題材となる「NHKのラジオ英語講座」は、藤本が「いつか2度目の連続テレビ小説を書かせていただく機会に恵まれたなら、きっと書こう」として温めていたもので、1925年（大正14年）の日本のラジオ放送開始とともに始まった英語講座の歴史を紐解くことは、それにまつわる百年の物語を見つけて紡ぎ上げることと同義であり、自然な成り行きとして3世代のヒロインの物語という発想に至ったという。
タイトルは、1946年（昭和21年）2月1日から1951年（昭和26年）2月9日にかけてNHKラジオ第1放送→NHKラジオ第2放送で担当した「カムカム英語」として親しまれた語学番組『英語会話』のオープニング曲のタイトル「Come, Come, Everybody」から採られている。
主人公となる3人の登場人物を、3人の女優が、それぞれ別のヒロインとして演じる作品は連続テレビ小説史上初めてである。
3名のうち少なくとも1名は2020年夏頃に開催予定の出演者オーディションを経て決定することが広報され、同年12月24日に上白石萌音、深津絵里、川栄李奈がリレーする形でヒロインを演じることが発表された。上白石と川栄は全3,061人の応募者の中からオーディションで選ばれた。なお、オーディションで主演が決定したのは第98作『半分、青い。』の永野芽郁以来となる。なお、深津は共同主演ではあるものの、初登場時48歳は歴代の朝ドラにおけるヒロインの史上最年長である。
撮影は、京都・東映太秦撮影所で2021年3月26日にスタート。
2021年7月21日、同年11月1日から放送をスタートすることが発表された。9月27日には、主題歌がAIの「アルデバラン」（作詞・作曲：森山直太朗）に決まったことが発表された。
この作品のタイトルロゴ制作にあたって、美術担当の瀨木文は演出の安達もじりから「今作品はオリジナル脚本で、祖母から孫にかけての100年を描きます。ラジオ英会話を中心に繰り広げられる、伏線盛りだくさんでちょっと複雑なストーリー。そんなコンテンツの顔（ロゴ）を、物語全体を把握し作りこんでいく人と、1からつくりあげたいんです」とオファーがあったと語っている。その後検討を重ねた上で「おひさまのような親近感」をイメージしたロゴが当初決まりかけた。しかし前作『おかえりモネ』のロゴお披露目の際、丸っこいフォルム、手書き文字、色のトーンといった要素がこれとほとんど同じになってしまうことが判明。再度検討を重ね、「どんなことがあっても、自分の居場所は見つかるから、陽のあたるトコロへいこうよ」というテーマで現ロゴが完成した。
物語構成はヒロイン単位で、「安子編」「るい編」「ひなた編」の3編で構成されており、各編の最初の回でヒロイン誕生からのあらすじを英語でナレーションする。ただし、ストーリー上では第15週がるい編からひなた編に切り替わるタイミングであるが、公式ホームページでは第14週開始直後にひなた編の人物相関図のみが先行公開されている。さらに、このドラマを扱うメディアによっては同時点でひなた編がすでに始まっていると認識しているため、この記事内では切り替え期間という形で第63 - 70回のあらすじはるい編のあらすじとして、同期間に登場した人物をるい編に登場したという記述付きでひなた編の登場人物としている。
本編では各シーンの西暦年を示す字幕は入っていないが、毎週のサブタイトルはその週で描かれる時代の西暦年のみとなっている。この点に関して、チーフ演出の安達もじりは「例えば1962年に生きていた人が、今が1962年だと意識して日常を送っているわけではない。それと同じ感覚で100年の物語に没入してもらいたい」とその意図を語っている。副音声では、時間が経過してシーンが変わる際には西暦年と月を入れている。
英会話番組が題材であることから、冒頭アバンタイトル用に「EPISODE XXX（XXXは回数の通し番号）連続テレビ小説」、エンディングには「TO BE CONTINUED」の表示がある。この表示の本当の意味は、最終週で「100年間の物語は、ひなたが作成したラジオ英語会話番組の教材だった」という形で明かされた。
土曜はふり返りで、本編と同じく城田優が再構成ナレーションを担当。ラストに、25秒の次週予告、『ラジオで! カムカムエヴリバディ』や番組公式SNSなど5秒の告知が入る。
2022年1月19日にNHK総局会見で、放送は4月9日までと発表された。
2月26日にクランクアップ。ネタバレにつながるため、最終収録後のヒロインのコメント、写真の公開はなかった。
6月3日、公式サイトが閉鎖され、8月26日、公式SNSアカウントが2022年度後期放送の「舞いあがれ!」に引き継がれた。
また本作品の最終週をもって、衛星波（BSプレミアム・BS4K）におけるその日の本編の再放送、土曜日分の15分ダイジェストの放送は、それぞれ廃止されることになった（総合は次回以後もその日の本編の再放送および土・日曜の15分ダイジェストは継続されるほか、月曜4時45分 - 5時にも新たに15分ダイジェストが再放送される。またBSプレミアム・4Kにおける1週間〈土曜日午前中の5本分のノーカット再放送〉も継続される）。
最終週のサブタイトルは「2003 - 2025」になっており、大月ひなたとビリー・ローレンスが再会したエピローグは『おかえりモネ』に続き、放送時期（2022年4月）より未来になっている。
2024年11月18日から2025年4月29日まで（月曜 - 金曜の12時30分 - 12時45分）、NHK総合で再放送された。

## ロケ地
滋賀県東近江市
大城神社 - 安子が頻繁に通う岡山の朝丘神社。
滋賀県野洲市
家棟川河川敷 - 大阪商科大学予科の近くの大和川。
滋賀県日野町
天理教日野大教会グラウンド - 雉真繊維野球部試合会場。
滋賀県米原市
伊吹山麓 - 空襲で焼け野原となった岡山市街。
岡山県岡山市
烏城公園 - 高校野球部の練習でランニング中の勇と安子が出会う場所。
旭川河川敷 - 安子が稔の指導で自転車の練習をした河川敷。千吉の告別式の日にるいと勇がキャッチボールをする地。
兵庫県洲本市
洲本市民球場 - 勇が中学、大学時に出場する野球の試合シーン。
兵庫県南あわじ市
阿万スポーツセンター - 弓丘中学校グラウンド。
兵庫県道76号洲本灘賀集線（通称南淡路水仙ライン） - るい、錠一郎、ベリー、トミーがダブルデートで旭海岸へ向かった際通った海岸道路。
兵庫県尼崎市
田能西公園 - るいが子供たちと野球を楽しむ尼崎市の公園。
藻川河川敷 - 塞ぎ込む錠一郎の元に向かうるいが走った、尼崎市の河川敷。
京都府京都市
上七軒 - 大月宅界隈の路地。
加茂川河川敷 - 大月宅近くの川。

### ロケ地ギャラリー

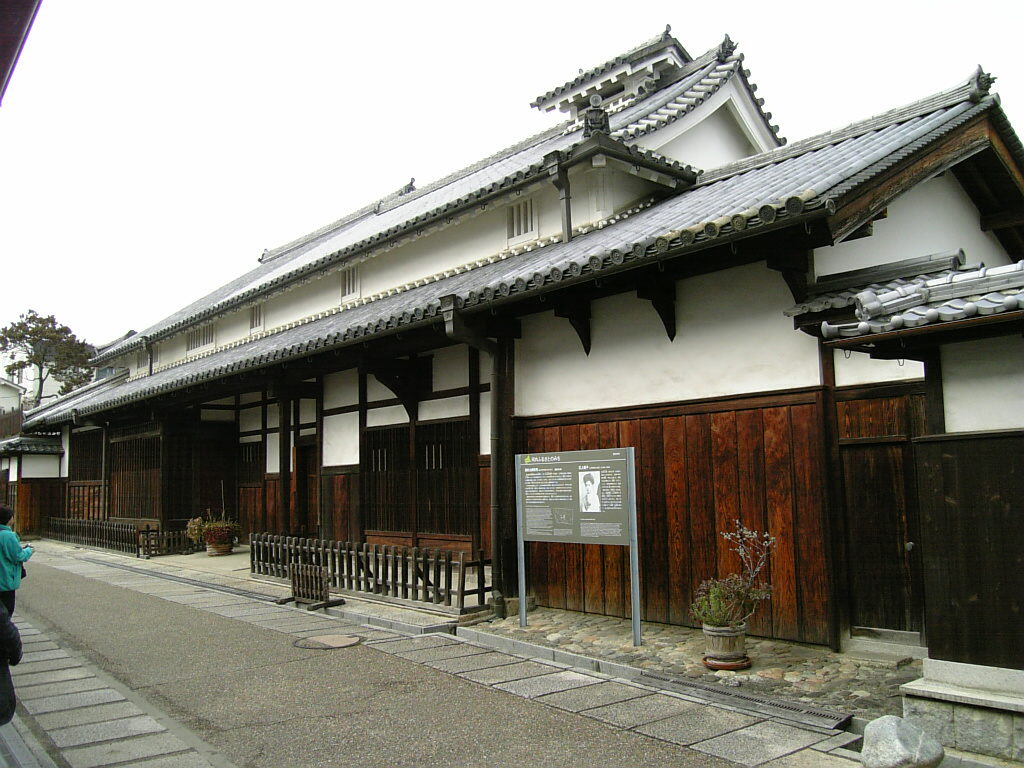
旧杉山家住宅（雉真邸外観）
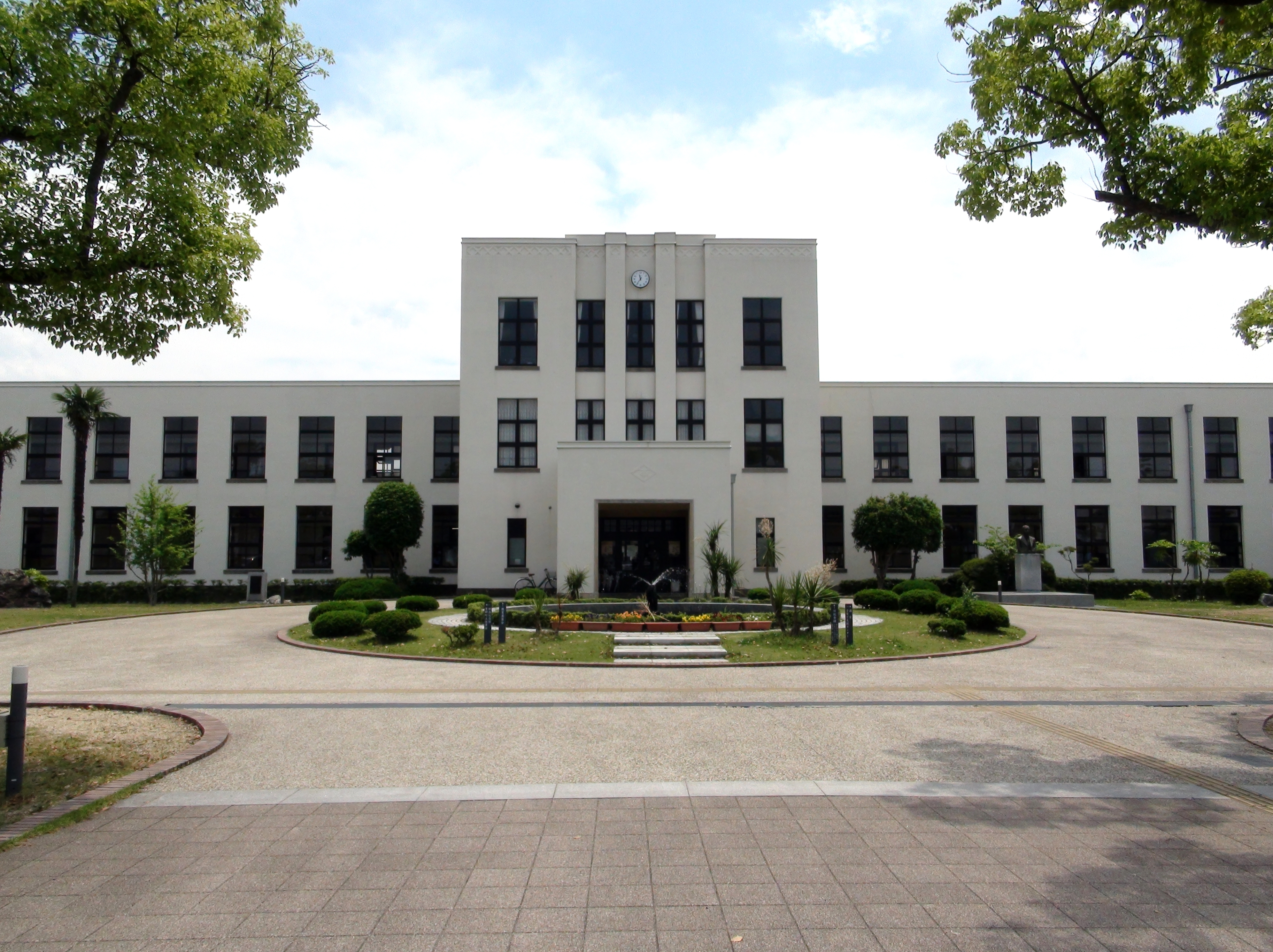
豊郷小学校旧校舎群[28](岡山駅)
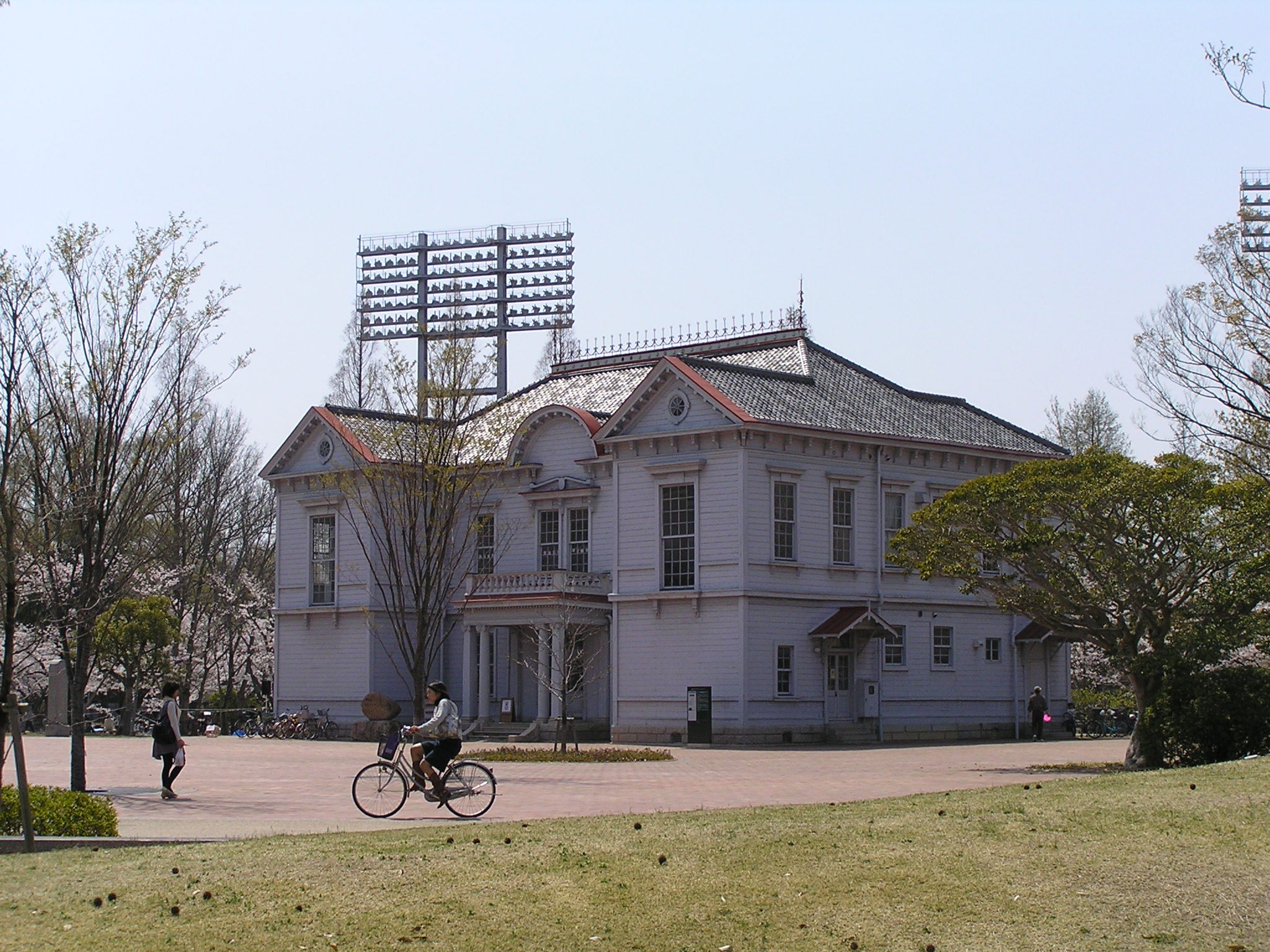
岡山県総合グラウンドクラブハウス/旧岡山偕行社（進駐軍社交場）
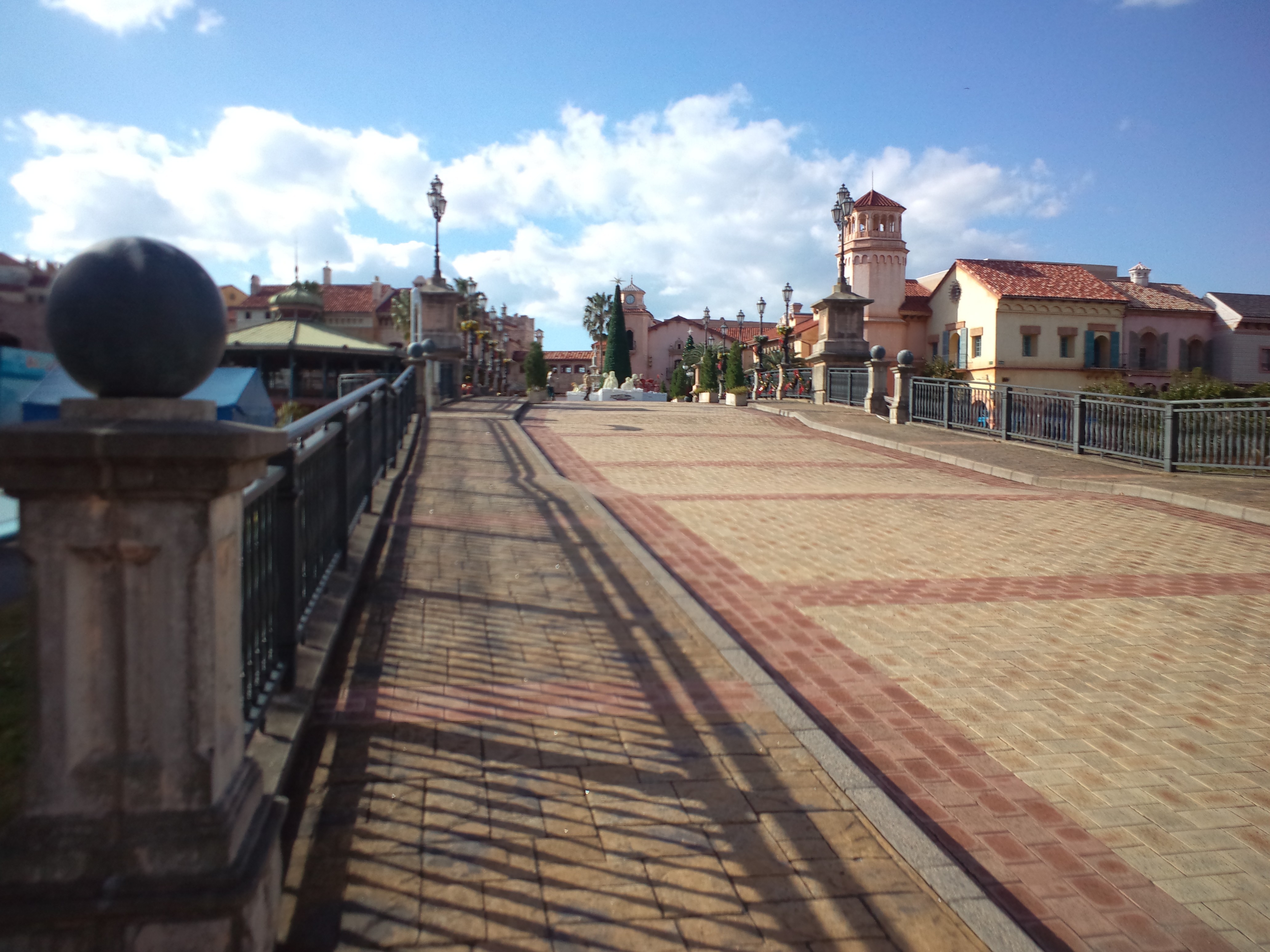
和歌山マリーナシティポルトヨーロッパ（1962年時の心斎橋周辺）
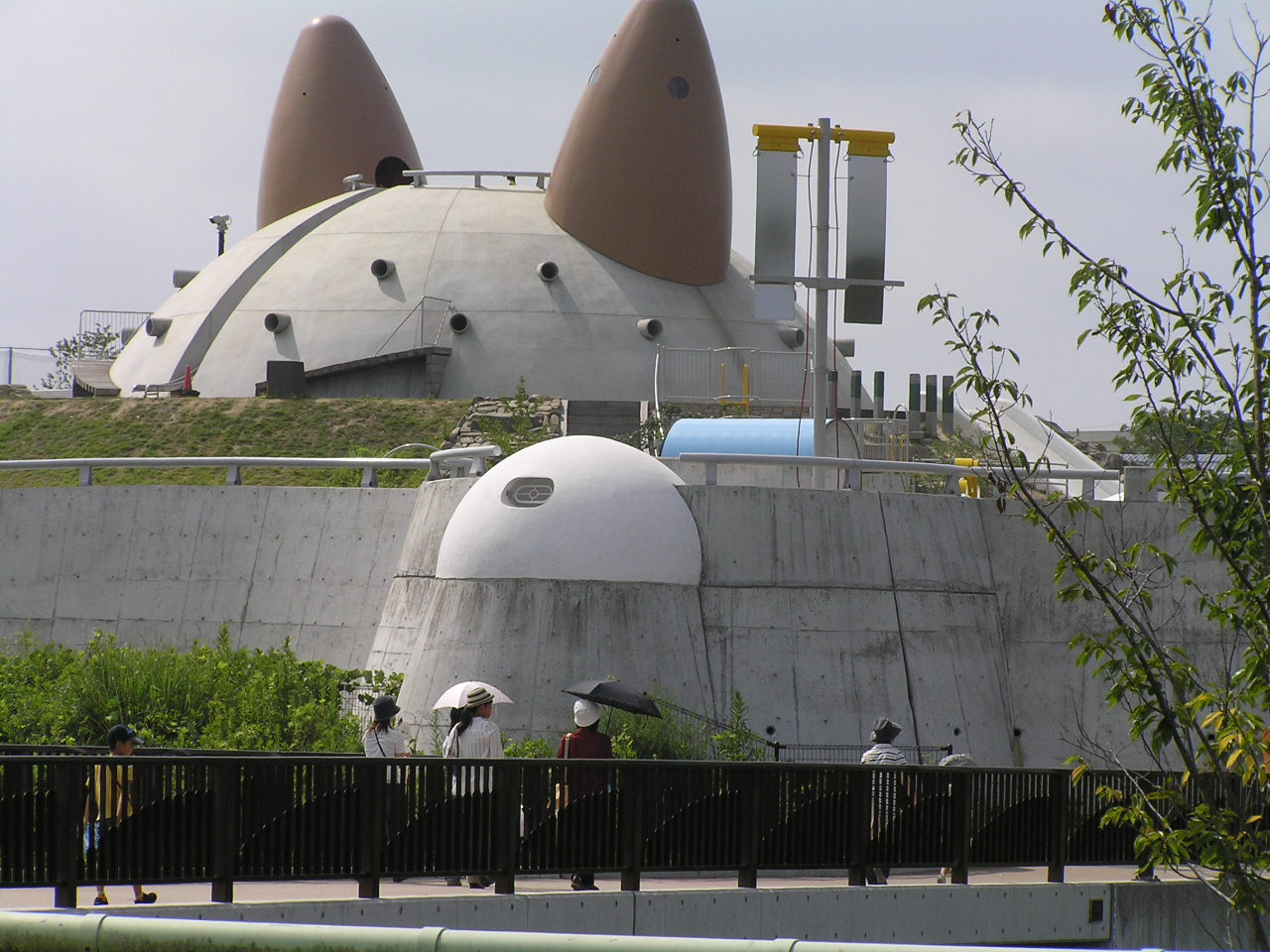
兵庫県立有馬富士公園（1962年に映画館で上映されていた「逆襲!宇宙海賊船」ロケ地）
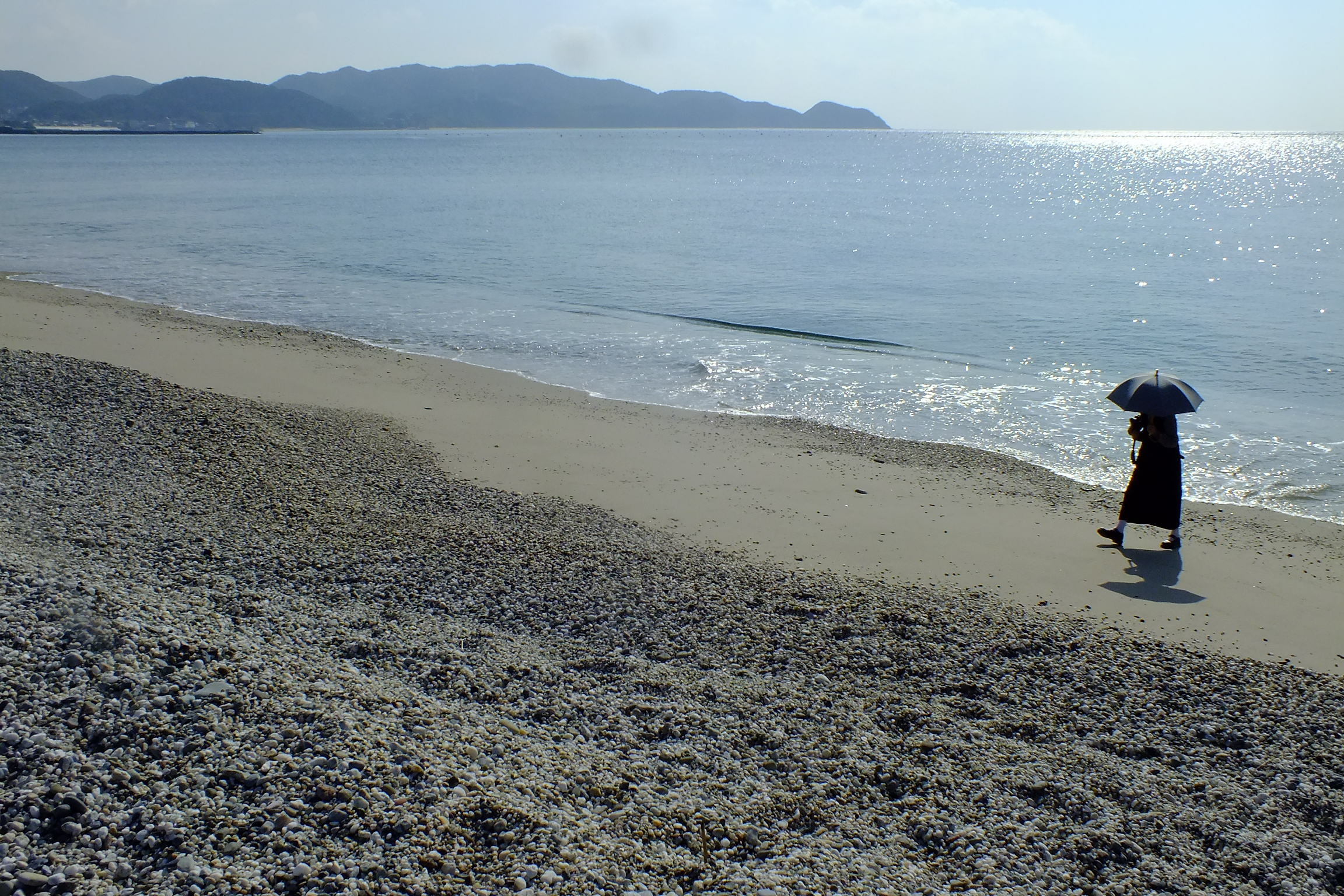
吹上浜（るい、錠一郎、ベリー、トミーがドライブで立ち寄り、後に錠一郎が入水自殺を図った旭海岸）
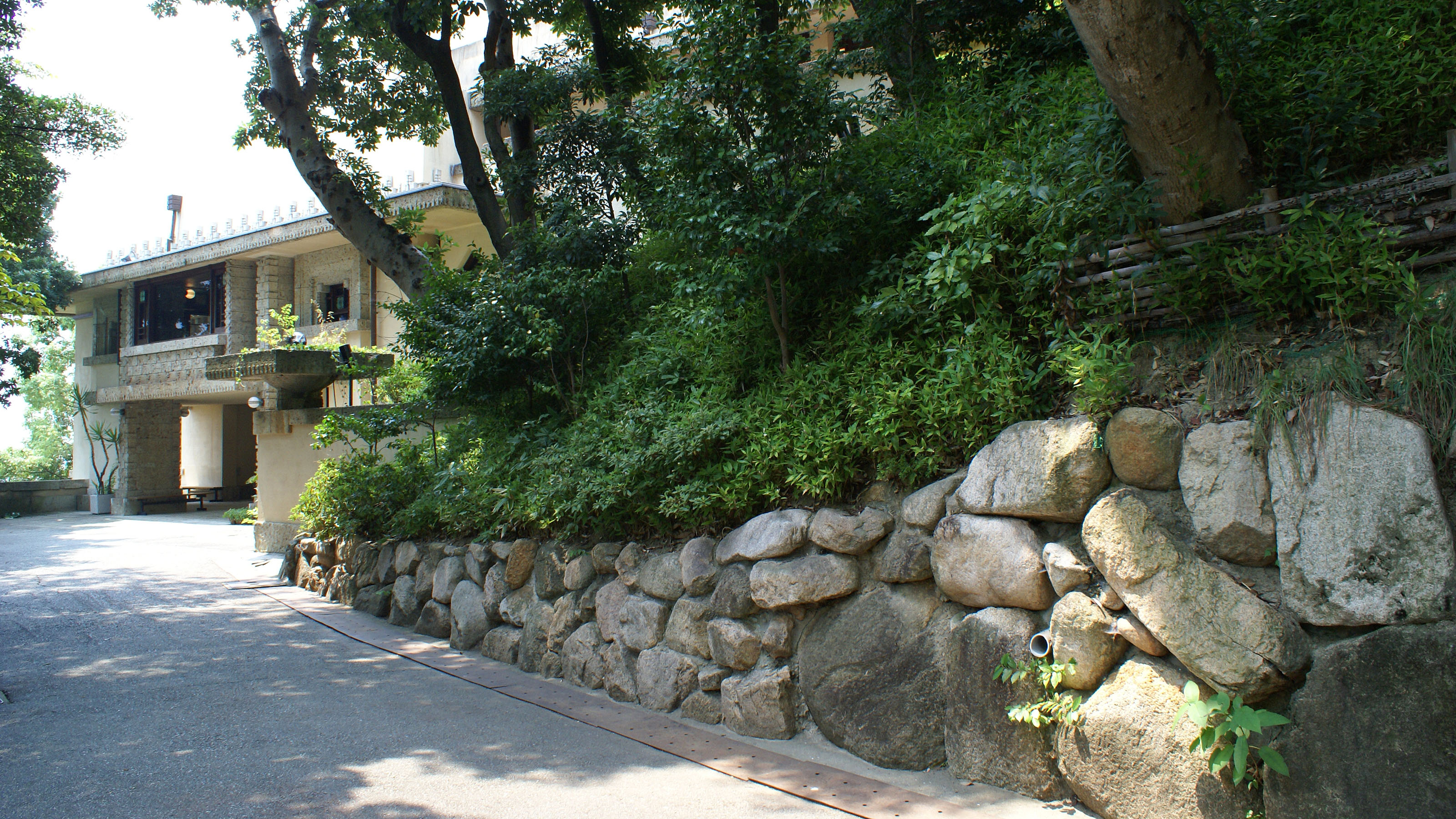
ヨドコウ迎賓館（笹川邸外観）
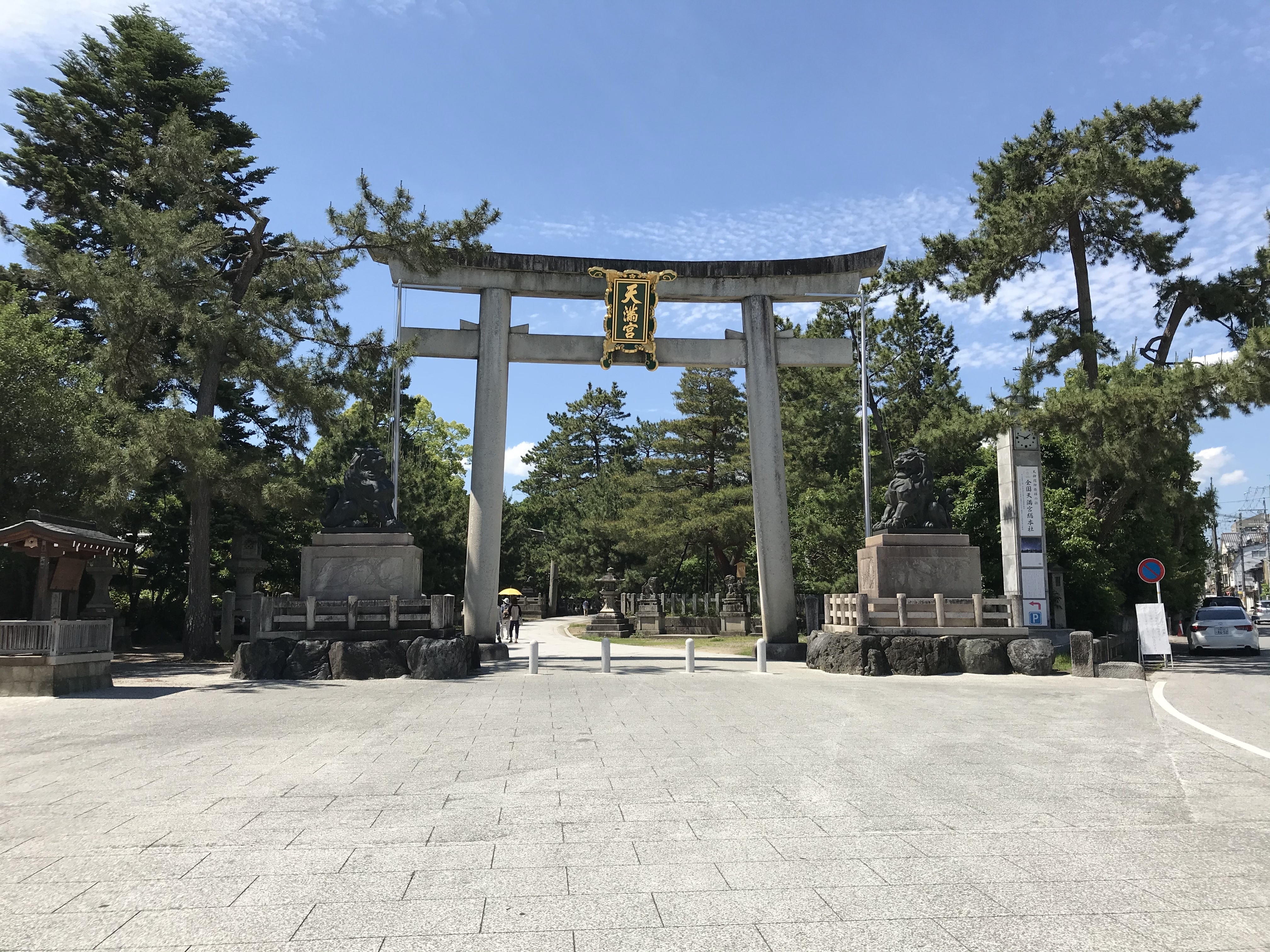
北野天満宮（京都に降り立ったるいと錠一郎が立ち寄った縁日会場）
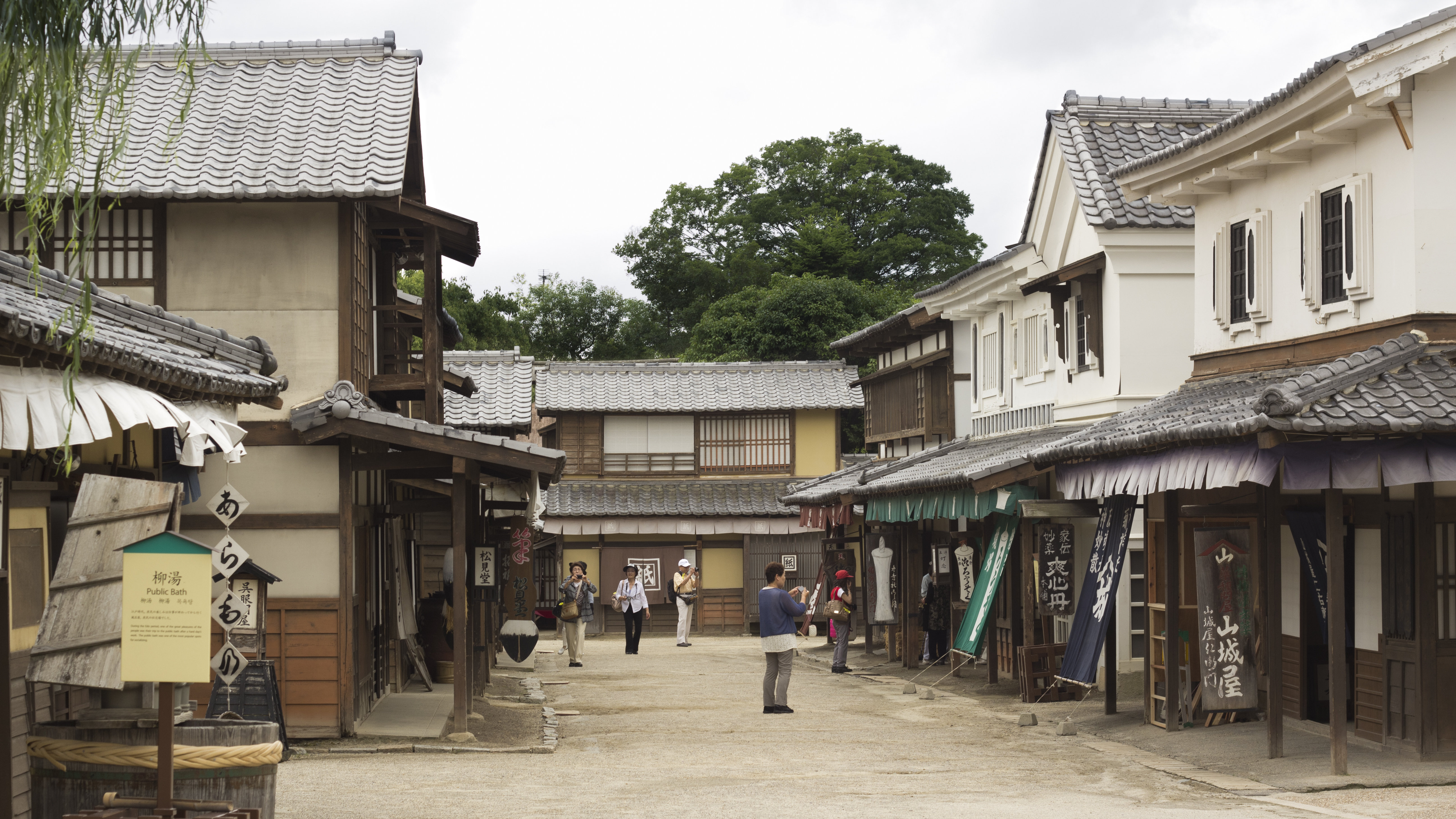
東映太秦映画村（橘家が和菓子店を経営していた岡山の朝丘町商店街、条映太秦映画村）

## あらすじ
ラジオ英語講座に影響を受けた安子、るい（娘）、ひなた（孫）が3世代に渡って紡いでいく、一世紀（100年）に渡る家族の物語。なお、各編それぞれに舞台単位で「岡山編」「大阪編」「京都編」に区分しており、さらに、舞台単位の各編に「パート」で区切られているが、「パート」としての区分はこの項目独自のものである。

### 安子編（第1回 - 第38回）

#### 岡山編「たちばな・雉真家」パート（1925年 - 1946年）
日本でラジオ放送が始まった1925年（大正14年）に岡山市・朝丘町商店街の和菓子店「御菓子司 たちばな」で生まれた橘安子は、地元の名家の長男・雉真稔と親しくなったのをきっかけに、ラジオ英語講座で英語の勉強を始める。安子は稔に思いをよせ、大阪の大学に戻った稔と文通する。稔の母・美都里は家柄の違いなどから嫌がらせをして安子に身を引かせようとするが、稔の父・千吉は安子の気立ての良さを認め、二人の結婚を許す。しかし稔は安子との短い結婚生活のあと出征する。翌年、安子は女児を出産。二人が好きな曲である「On the Sunny Side of the Street」を歌唱するルイ・アームストロングにちなんでるいと名付ける。その後、稔の弟勇も出征する。その後戦況は悪化し、岡山でも空襲がはじまる。この空襲で橘家は母の小しず、祖母のひさを亡くし、父の金太はショックで床に伏す。
1945年（昭和20年）に終戦を迎え、安子は未だ寝込んでいる金太のためにおはぎを作る。安子の作ったおはぎによって金太は立ち直り、焼け跡で安子と二人で「たちばな」を再開するも、金太は心臓病で急死する。その後勇が復員し、雉真家につかの間の幸せが戻る中、突如稔の戦死の知らせが届く。そのショックで美都里は安子につらく当たるようになる。それを見かねた千吉は、るいを雉真家の養子にして、安子には再婚するように勧める。両親の仕打ちを見かねた勇は、安子とるいを大阪に逃がす。

#### 大阪編「我孫子」パート（1946年 - 1948年）
雉真家から逃れ大阪にやって来た安子とるいは、かつて稔が住んでいた「おぐら荘」の大家を頼り、物置を借りておはぎを販売しようと考えるが、当時はまだ小豆の入手が困難だったため、芋飴を作って行商を始める。最初は上手く行かず途方に暮れる中、前を通り掛かった民家から流れる「英語会話」（カムカム英語）を耳にし、立ち聴きするようになる。ある日その家の住人小川澄子に声をかけられ、立ち去ろうとした矢先に過労で倒れた安子は、澄子に介抱され、お礼にと澄子の息子・敏夫のセーターを繕う。安子の現状を知った澄子は小川家で生活するよう安子に提案するとともに繕い物の仕事を紹介する。そして繕い仕事のおまけに付けた芋飴は評判となり、やがて芋飴とおはぎの注文販売で自活できるようになった安子はラジオを購入し、るいと二人でカムカム英語を聴く暮らしの幸せを噛みしめる。そんな中突然千吉が現れ、るいの養育環境を心配し雉真家に戻るよう求めるも、安子は拒否する。千吉の言葉に悩みながらも、るいを連れて自転車でおはぎを配達に行く安子は、前方の角を曲がって来たオート三輪に気付くのが遅れて交通事故に遭う。安子は左腕を骨折、るいは額に深い傷を負う。その後やって来た勇に諭され、やむなく岡山に戻る。

#### 岡山編「雉真家」パート（1948年 - 1951年）
1948年（昭和23年）雉真家に温かく迎えられた安子は、左腕が完治すると、るいの治療費を稼ぐため母娘で幼馴染のきぬの豆腐屋の店頭でおはぎの販売をるいと共に始める。しかし家の体面を気にする千吉の反対に遭い、るいを女中の雪衣に預けて販売を続ける。ある日安子は、路上で進駐軍の将校・ロバート・ローズウッド中尉をラジオで学んだ英会話で通訳して助ける。クリスマスイブに彼と偶然再会し語らうなか、安子は、英語を学ぶきっかけとなった稔を亡くした悲しみを吐露する。それを聞いたロバートに連れられ進駐軍社交場のクリスマスパーティに参加した安子は、戦死者を追悼するアメリカ人たちを目にする。ロバートは妻との馴れ初めや死別を語ったうえで、るいだけでなく安子にもひなたの道を歩んでほしいのではと稔の気持ちを臆測する。その翌日に算太が復員し、雉真家に居候しながら「たちばな」再建を決意。程なく美都里が死去する。
2年後、るいの小学校入学を控え、千吉は次男の勇に安子との再婚を勧める。平川の英語講座が放送終了し安子は寂しさを感じるが、ロバートから英語教室開講に向けての教材作りの協力を求められ、週に一度るいを連れて彼とテキスト作りを手伝うようになる。そんな中で勇は安子に求婚するが、安子は戸惑い返事できない。算太のたちばな再建計画の目処が立った安子はるいを連れ雉真家を出る決意をするが、反対する千吉からるいの傷跡を目立たなくする手術費用は雉真家の資力でないと払えない程多額と聞かされ、一人で家を出る覚悟を決める。だが彼女がおはぎの販売で貯めた店の再建資金を算太が持ち逃げし、安子は兄を追って大阪へ行き、ロバートの協力を得て算太を捜索する。しかし過労で路上で倒れ、目覚めるとるいの小学校入学式当日になっていた。安子を見かねたロバートは、一緒にアメリカに帰国しようと誘い好意を告白し抱きしめる。その様子を岡山から独り母を探しに来たるいが目撃し、母が自分を捨てたのだと思い込む。安子はるいを優先してロバートの誘いを断り、急いで雉真家に戻るが、先に帰宅していたるいは安子を拒み、覚えたばかりの英語で憎悪をぶつける。絶望した安子は、帰国するロバートにアメリカへ連れて行ってと懇願する。それから11年が経った1962年（昭和37年）3月、17歳になったるいの姿が映し出されたところで安子編は完結し、物語はるい編へと移る。

### るい編（第39回 - 第70回）

#### 大阪編「心斎橋」パート（1962年 - 1964年）
安子がるいを置いて渡米してから月日が流れ、1962年（昭和37年）に千吉が死去。雉真家では女中の雪衣が勇と結婚し息子の昇が誕生していた。雉真家に縛られたくない思いから額の傷の治療を拒否し、傷跡を前髪で隠し続ける17歳のるいは、千吉の葬儀の日、勇に岡山を離れ一人で生きる決意を語る。
るいは大阪でホテルの採用面接に臨むが、額の傷が原因で失敗。面接会場に向かう最中のアクシデントに対処してくれた竹村平助と妻・和子が営む竹村クリーニング店の住み込み店員になる。
就職して程ないある日、一人で店番中に大量の洗濯物を持ち込む青年が来店。呆気に取られて名前を聞き忘れたるいは、彼を「宇宙人」と仮に呼ぶ。その後もるいは彼の名前を聞きそびれるなか、新米弁護士で店の常連客・片桐春彦に誘われ映画デートに出かける。しかし偶然額の傷を見られ気まずい雰囲気となりデートを切り上げて立ち去る。そして落ち込みながら入ったジャズ喫茶で、宇宙人と密かに呼んでいた客がトランペットを演奏する姿を目にする。「ジョー」と呼ばれる彼から「サッチモちゃん」と呼ばれ気軽に話しかけられたるいは、ジャズ喫茶のオーナーから大口の仕事の依頼を受ける。以来、ジョーと親しくなっていき、彼の本名が大月錠一郎であると知る。同時に、彼にとって特別な曲であるルイ・アームストロング」の「On the Sunny Side of the Street」を耳にするようになったるいは、母と過ごした幼い頃の記憶が蘇り複雑な思いを抱くようになる。そんな悩みを錠一郎に打ち明け母への思いが氷解したるいは、彼と惹かれあっていきやがて求婚される。当初るいは、額の傷が原因で破局することを恐れて適当な嘘で断るが、傷を見た錠一郎はるいを優しく抱きしめる。
ジャズトランペットのコンテストに優勝し東京の芸能プロダクション・ササプロと契約した錠一郎は、デビュー後にるいと東京で暮らす約束をしてレコーディングのために上京。彼を応援し信じて待つるいだったが、デビューコンサートが延期、さらに錠一郎と社長令嬢の笹川奈々が交際し社長を怒らせたとの噂を聞く。その頃錠一郎は、次第にトランペットが吹けなくなるがその原因が特定できず、医者を何件受診しても一向に状況は改善しないため社長にデビュー中止を言い渡されていた。急遽帰阪しるいと再会した錠一郎は、彼女の幸せを願い敢えて奈々を好きになったと嘘をつき、一方的に別れを告げる。るいはひどく落ち込むが真相を知り、塞ぎ込む彼に寄り添おうとする。彼女を拒否し続ける錠一郎は、二人の思い出の海に行き入水自殺を図るもるいに止められ、自身にとってのひなた（サニーサイド）が見えず暗闇状態な現状を悲観し泣き崩れる。るいは錠一郎をなだめながら、これから自身が守ることを誓い抱きしめる。

#### 京都編「大月開業」パート（1964年 - 1965年）
やがて結婚した二人は、錠一郎の心身を考慮して心機一転京都に移住。偶然立ち寄った北野天満宮の縁日で、るいは回転焼き 屋の開業を思いつく。開店当初は売れずに悩むるいであったが、京都に住む二人の共通の友人・野田一子（ベリー）の拡散力と協力で売れ行きを徐々に伸ばしていく。その後も錠一郎がさまざまな面において不器用で金銭感覚に疎いため、るいがほぼ独りで家事と仕事を切り盛りしていた。そんな中、るいの妊娠が判明。1965年（昭和40年）に長女ひなたが誕生する。

#### 京都編「ひなた編プレスタート」パート（1965年 - 1976年）
るいと錠一郎夫婦が好きな曲「On the Sunny Side of the Street」のタイトルの和訳「ひなたの道」からひなたと名付けられた娘は、10年後の1975年（昭和50年）、時代劇好きで侍に憧れる心優しい少女に成長。るいは初めての子育てに戸惑いながらも、錠一郎とつつましくも幸せな家庭を築いていた。
自宅に程近い太秦に映画村がオープンして間もない頃、るいの二人目妊娠が判明するが、相変わらず何事においても不器用な上に娘に甘い夫、楽しいことに流され他力本願な娘にるいは不安を感じる。しかし、弟か妹ができると知ったひなたは喜び、大ファンの時代劇俳優・二代目桃山剣之介の映画村で行われるサイン会の入場料を自力で工面するまでに変わる。1976年（昭和51年）サイン会の終了後、ひなたは映画村で外国人の少年と出会い一目ぼれするが、英語がわからず会話できずに別れる。この経験から英語教室に通いたいと思うようになったひなただったが、一家に月謝を払える経済的余裕はない。そこで商店街の福引で熱海旅行を引き当てて換金し資金を作ろうと画策するも、古ぼけたラジオが当たる。そこから流れる「証城寺の狸囃子」を耳にしたるいは、幼い頃に母と聞いた「英語会話」（カムカム英語）を思い出して新聞の番組表を調べ、ラジオで同番組がまだ放送されていると知り、ひなたに受講を勧める。朝が苦手なひなたは放送開始の午前6時45分からの受講に苦心しながらも、テキストを買ってくれた母、出席カードを作ってくれた父、外国人の少年・ビリーとの再会が励みとなり6日間受講を続けるが、テレビや漫画に夢中になり受講は途絶える。英語会話を聞かなくなって数日後、ひなたが独りで留守番中にビリーが来店するも、学んだ言葉が思い出せず、会話は叶わずに別れる。ビリーはそのまま帰国し、ひなたは、いつも誘惑に負け志が続かない自身に不甲斐なさを感じ落ち込む。そんなひなたにるいは寄り添い、励ましの言葉をかける。
後日、るいは仕事中に陣痛が始まり、折しも来店していた桃山の協力で病院に搬送され、無事に男児を出産する。

### ひなた編（第71回 - 第112回）

#### 京都編「映画村・奮闘」パート（1983年 - 1993年）
るいと錠一郎の長男・桃太郎が誕生してから7年後の1983年（昭和58年）4月初旬、高校三年生になったひなたは同級生らが将来を見据えて進学などを決める中、家庭の経済事情で進学は諦めつつも進路が決まらずにいた。ある日、独りで店番をしていると「無愛想な男」が来店し、回転焼きを焼けないひなたを嘲笑するなど悪印象を残して立ち去る。後日、同級生の藤井小夜子の提案で家業の手伝いを進路に考えたひなたは、るいに教わり初めて回転焼きを作るが大失敗し、将来を悲観し落ち込む。気が付くと癒しの場である映画村に到着したひなたは、「ミス条映コンテスト」 参加者募集のポスターを見つけてひらめき、応募する。
書類選考を通過し最終選考会に進んだひなたは、演技審査で「侍に告白される茶屋の娘」を演じることとなるが、相手役演者の五十嵐文四郎が「無愛想な男」と気づき、演技中であることを忘れて刀を奪い、相手を斬り倒す芝居をする。その結果コンテストには落選するが、後日ベテラン大部屋俳優・伴虚無蔵に映画村のアルバイトに誘われる。「このままでは滅び去る時代劇を救ってほしい」と懇願する伴の言葉に、責任の重大さを感じたひなたは当初辞退するも、五十嵐と再会して言い争う内に考えが変わり、翌日から映画村の俳優会館休憩所でアルバイトを始める。
時代劇関係者が集う環境を「パラダイス」と感じながら働くある日、幼い頃からのファンである時代劇ドラマ「棗黍之丞シリーズ」の嘗てのレギュラー女優・美咲すみれが映画村を訪れる。時代劇ドラマ撮影現場を見たひなたは、監督に脚本変更を要求するすみれのわがままを作品向上への熱意と勘違いして感動する。そして、協力のつもりで茶道の作法の間違いを指摘したことがすみれの気に障り、撮影は中断する。現場で出番待ちをしていた五十嵐は苛立ち、ひなたに時代劇ドラマ撮影の現実を突きつけ口論になるうちに「棗黍之丞シリーズ」ですみれが出演した名場面に話が及び、意気投合し盛り上がる。二人は現場を追い出されるが、当時を思い出して懐かしむすみれとスタッフとの間で談笑が始まり、殺伐としていた現場は和やかな空気に変わる。撮影が無事終了し、初心を思い出しドラマ出演へのこだわりを捨てたすみれは、ドラマの台本にサインを入れてひなたに渡し、侍のように潔く現場を後にする。
翌年の春、高校を卒業したひなたは映画村に就職。業務部に配属され、五十嵐と小競り合いしながらも充実した毎日を送っていた。ある日、二代目桃山剣之介が、父である初代桃山剣之介の遺作で世間で駄作と評された映画「妖術七変化 隠れ里の決闘」を自身の主演で再映画化すると発表する。それについての記者会見の場で敵の小野寺左近役をオーディションで決めると知った五十嵐は応募を決め、当時この役を演じた伴に稽古を懇願するが断られる。一方ひなたは、すみれの口から桃山親子の不仲や「妖術七変化」の制作経緯の噂を聞く。後日、謎の振付師からもらったチケットで五十嵐と一緒に「妖術七変化」のリバイバル上映を観に行き、ひょんなことから一家団欒に彼も交え食事をしたひなたは、時代劇俳優の大成を目指し努力する彼を知り、気づけば応援していた。五十嵐は再び伴に頭を下げ、ひなたも説得に協力する。しかし再度断られ、伴もオーディションを受けることとともに、「妖術七変化」制作の経緯の真相と、自分のセリフ回しが下手で初代の遺作が駄作となった後悔を聞く。五十嵐と伴は順調に審査を通過していき、参加者が二人一組で殺陣を披露する最終審査では二人が刀を合わせることが決まる。その前日、ひなたは密かに練習してきた回転焼きを作り、出来立てを彼に渡し応援する。
最終審査当日、様子を覗き見ていたひなたは、二代目剣之介が語る今回のオーディションの意図や、初代剣之介が当時伴を選んだ真意を聞く。そして審査終了後に二代目剣之介に呼び止められ、棗黍之丞を演じることに迷う中、サイン会でひなたから質問されたことや、その時にもらった回転焼きを食べたことで父の思いに気づき「妖術七変化」再映画化に繋がったことを打ち明けられる。五十嵐は左近役には落選するも名前とセリフのある端役をもらい稽古に打ち込む。一方その頃、ひなたは仕事に忙殺され、互いにすれ違いの日々が続く。寂しさが限界となり、やっと五十嵐に会えたひなたは、同じ思いをしていた彼に抱きしめられる。後日、ひなたは五十嵐に告白され相思相愛となる。
「妖術七変化」再映画化は成功するが、その後はスポンサー離れなどから時代劇は次々と終了し、それと連動して条映が自社映画の制作費調達のために開設した映画村の来客数も下降していた。1992年、五十嵐を励ましながら映画村で働き続けるひなたは、来客増加と仕事が減った大部屋俳優らに活躍の場を与えるため、映画村内にお化け屋敷を開業させることを思いつき運営を始め、この企画は順調な滑り出しを見せる。その頃五十嵐は、斬られ役の大部屋俳優から栄進出来ないまま8年となり焦燥していた。そんなある日、彼はやけ酒をあおり酩酊し、偶然その場に居合わせた人気時代劇俳優・星川凛太朗に暴言を吐き、条映から「破天荒将軍」への一年間の出演禁止処分が下る。監督の轟強から「星川に気兼して他の監督も出演させないかもしれない」と告げられ絶望した五十嵐は、東京の実家で働くことを決め、ひなたに対して結婚を前提に帰郷の同行を求める。しかし彼女に夢を諦めることを反対されると共に明るく励まされて辛くなり、別れを告げる。そんな彼に自身の過去と重ねた錠一郎は、自分の選んだ道ならきっとひなたの道になると五十嵐に語り穏やかに送り出す。一方、ひなたはひどく落ち込むが、るいが歌う「On the Sunny Side of the Street」と自分の名前の由来を聞き、笑顔を取り戻す。
1993年4月、お化け屋敷は好評ながらも時代劇の縮小は止まらず、映画村への来客数はさらに減少する。ひなたはさらなる打開策として外国人向けツアーを提案するが、英語に対応したガイドの高額な人件費を理由に却下される。その後小学生時代にラジオ英語講座でわずかながらも学習した経験を思い出し、自身がガイドしようと考え、五十嵐との結婚資金だった定期預金を崩し英会話教室に3か月通ったり本を買ったりとさまざまな術を試行錯誤するが実用的な会話は身に付かない。そんな中、長年の恋に敗れた桃太郎が自棄になり、ひなたが欲しがっていたCDプレイヤーを万引きする。ひなたは桃太郎に対する怒りに任せて自身の現状を打ち明けた挙句姉弟喧嘩に発展し、二人を見かねたるいは仲裁に入る。そこにトランペットを手にした錠一郎が現れ、ジャズトランペッターだった過去を初めて子供達に明かし、挫折から10年間、密かに復活への希望を持ち続けたことを語り、それでも人生は続いていくと諭す。

#### 京都・岡山編「るい編後日談・帰省」パート（1993年 - 1994年）
同年のクリスマスイブ、るいの目の前に突然算太が現れる。複雑な心境ながらも彼を大月家に一晩泊めたるいは、失踪の理由と安子が大阪へ探しに行った真意を問うが、忘れたとはぐらかされる。翌日、商店街の福引を手伝う算太は、幻で現れた幼い頃の安子に頼まれダンスを踊る。そして家族や岡山在住時代などの記憶が頭を巡った算太は、路上で倒れてそのまま病床に就き、るいに詫びる言葉をかけると共に失踪時に所持していた通帳とひなたと出会った10年前から貯金を始めた通帳を渡し、この世を去る。
翌年8月、算太の遺骨を手に、るいは家族を連れて30年ぶりに岡山に帰省する。雪衣の話を聞き算太の失踪の理由は判明したが、雪衣は安子とロバートの仲は知らず、疑問は解決しないままとなる。迎えた終戦記念日、ひなたは雉真家で安子とるいが使っていた「英語会話」のテキストを見つけ読んでいると、その当時の番組講師を勤めていた平川唯一の幻に声をかけられ、放送開始の経緯と英会話を覚える方法を聞く。同じ時、るいは安子が通っていた神社で拝礼していると、稔の幻と出会い、名前に託した通り自由な世界で生きていることを喜ばれる。るいは同行していた錠一郎に、安子を探しにアメリカに行きたいと話す。折しも、基礎程度は弾けるピアノの腕を磨いて音楽の世界に復帰することを考えていた錠一郎は、るいの希望を聞き自分の力で彼女をアメリカに連れて行く決意をする。

#### 京都・岡山編「映画村＆るい編後日談・奇跡の再会」パート（1994年 - 2004年）
京都に帰宅したひなたは、毎朝ラジオ「英会話入門」を聴き、夜や仕事の休み時間も自分のペースで英語学習に励む。錠一郎は有名なジャズトランペッターになった友人・トミー北沢と彼の妻となった奈々の協力でピアノの練習に打ち込む。
5年後の1999年、錠一郎はトミーのアメリカ公演のメンバーとなり、るいを連れて渡米。二人の夢を果たせたが、安子の情報は得られぬまま帰国する。一方、ハリウッド映画のスタッフが撮影のため映画村の視察に来ることとなり、外国人と日常会話が出来るまでに英語が上達したひなたは、英語でのガイドを任され、無事に大役を務める。その後もこの映画の日本人キャストを選考するオーディションのエントリーシートの英訳や雑用などに携わる中、ひなたはこの映画のキャスティングディレクターを務める日系人女性・アニー・ヒラカワと出会い親しくなり、アクション監督助手としてハリウッドに活動の場を移した五十嵐と再会する。一方アニーからのオファーを断り続けていた伴は、五十嵐の説得を受け渋々ながらも映画に出演する。ひなたは回転焼きをハリウッドのスタッフに差し入れる。アニーはその餡子の味に昔を思い、ひなたに声をかける。そしてひなたが英訳する餡子づくりのおまじないを聞くと動揺した様子でその場を立ち去る。
こうして出来上がった映画「サムライベースボール」が斜陽の時代劇業界に希望を与えていたころ、るいは雪衣の入院の知らせを受ける。雪衣は面会に来たるいに対し、女中時代に安子に嫉妬し続けていたこと、そんな気持ちから幼いるいに母への信頼を損ねさせる話をしたこと、最終的に雉真家の嫁は安子しかいないと悟ったことを語り、涙ながらに詫びる。数日後に雪衣は死去。幼い頃に憎悪を口にし安子を締め出したことを思い出し、謝りたいと思ったるいは、錠一郎からかつての進駐軍社交場であった偕行社で開催されるクリスマスコンサートで安子に向け「On the Sunny Side of the Street」を歌うことを勧められ出演を決める。
その後、アニーのアシスタントで彼女の甥・ジョージと出会ったひなたは、アニーが映画村に来る予定は無いと知り、クリスマスコンサートのチケットを彼女に渡すよう託す。迎えたクリスマスコンサート当日、観客には大月夫妻にゆかりある人々も訪れ、感動する一方で緊張で落ち着かない様子のるいを見たひなたは、控室のラジオを付けると、番組のゲストにアニーが出演していた。当初はインタビューに英語で応答していたアニーであったが、話が棗黍之丞シリーズに及ぶと、稔と一緒に観たことを思い出して感極まり、亡き稔への思いとるいへの謝罪を涙ながらに日本語で語る。それを聴きアニーと安子は同一人物と確信したひなたは、彼女のスケジュールを調べ、即日帰国すると知り関西空港に向かう。しかし既にアメリカへ飛び発った後と知り、落胆しながらコンサート会場に戻ったひなたは、入り口で佇む安子を見つける。「おばあちゃん」と叫ぶひなたに気づき安子は慌てて走り逃げ回るが、若かりし頃に通った神社に辿り着くと力尽きる。ひなたは彼女を背負いコンサート会場まで送る。ステージで丁度歌っていたるいは、白髪の女性を確認すると彼女に駆け寄り抱きしめ、長年培った英語で心から母への愛を伝える。母娘はその後語らい合い互いのわだかまりも解決し、安子は渡米後にロバートと結婚し、彼の家族からも温かく迎えられ幸せな日々を送ったことを打ち明ける。そして安子は大月家に泊まったり、懐かしい面々やゆかりある人々と出会い語らう中で、失われた日本での長年の年月を取り戻していく。一方ひなたは、安子の勧めで語学と映画の勉強のためアメリカの大学に留学する。

#### 京都・岡山編「エピローグ」パート（2005年 - 2025年）
2022年、アメリカで活躍するキャスティングディレクターになったひなたは、日本のラジオの英会話講座の講師の依頼を受け、快く引き受ける。2025年、るいは回転焼き屋を桃太郎夫婦に任せ、安子との幼い頃の思い出の場である岡山のジャズ喫茶の経営を引き継ぎ、錠一郎と穏やかな日々を過ごしている。安子は100歳となりアメリカで静かな老後を送っている。ある日ひなたは映画村に行くと、英会話講座のパートナーであるウィリアム・ローレンスと偶然出会い、ひょんなことから彼が初恋相手のビリーと気づく。笑顔で彼と語らうひなたは、流暢な英語で実家の回転焼き屋に彼を誘い、2人でひなたの道を歩き出すのであった。

## 登場人物

### ヒロイン
橘安子（たちばな やすこ） → 雉真安子（きじま やすこ）→ 安子（やすこ）・ローズウッド （文字多重放送のセリフの色=黄色）
演 - 上白石萌音（乳児期：青木桜音、幼少期：網本唯舞葵、老年期：森山良子）
初代ヒロイン。安子編終了後は回想シーンに時々登場し、ひなた編では「アニー・ヒラカワ」という重要人物として登場する。
日本でラジオ放送が始まった1925年（大正14年）3月22日午前9時30分に誕生。るいの母でひなたと桃太郎の祖母。岡山市・朝丘町（あさおかちょう）商店街にある御菓子司（おんかしつかさ）「たちばな」の看板娘。あんことおしゃれが大好きなごく普通の女の子として成長する。
高等小学校卒業後は進学せず家の手伝いをする。1939年、「たちばな」の菓子を買いに来た稔に出会う。ある日稔の家の前で外国人に英語で道を尋ねられ困惑したが、その場にいた彼が流ちょうに答えたことで英語に興味を持つ。午前6時30分から放送されているラヂオ講座「實用英語會話」を稔に紹介され、それを聴いて学び始める。番組の終了後は同じく稔に紹介された「基礎英語講座」を聴いて勉強を続けていたが、太平洋戦争開戦に伴い番組が打切りとなり勉強も中断する。
両家の両親との紆余屈折を経て稔と1943年に結婚するが、稔は約1か月後に出征。出征2か月後に妊娠していることが判り、翌年の1944年9月14日に女児（るい）を出産するが、終戦を迎えた1945年に稔の戦死が知らされる。稔の死のショックで立ち直れない美都里からの八つ当たりが酷くなったことや、るいを雉真家に残した上での再婚を千吉に勧められたことなどから、勇の計らいで雉真家を出て、るいと共に稔が下宿していた大阪市我孫子に転居する。大阪ではイモ飴売りから始めて、おはぎ、饅頭を作って売る日々を過ごし、ここで「英語会話」（カムカム英語）と出会う。1948年には大口の注文も受けるようになり、商売が軌道に乗るが、その矢先に家族に内緒で居場所を探していた千吉の訪問を受け、岡山の雉真家に戻ってくるよう説得される。最終的にはるいを一人で育てるという強い決意を語り固辞し、千吉もそれを受け入れるが、去り際に千吉がるいにふさわしい教育を受けさせたいがここでは無理だろうと残念そうに発した言葉を聞いて以降、自分だけの力で千吉の言う「るいにふさわしい教育」が受けられるだけの資金を稼ぐため、商売の更なる拡大を目指して仕事に没頭し、るいと「カムカム英語」を聴く余裕すらないほどに忙しくなる。そしてその最中、オート三輪との交通事故により左手を骨折し、リアカーに乗っていたるいも路上に転げ落ちて大きな石にぶつかり、額に大きな傷を負うこととなる。るいを抱き抱え、朦朧とする意識の中で医者を探すも気を失ってしまい、るいと共に病院に運ばれる。目を覚ました病院で再会した勇に岡山に帰ってくるよう説得されるが、耳を貸さないばかりか、挙句の果てには勇に声を荒らげて怒鳴ってしまう。しかし、千吉に医者からはるいの額の傷は一生治らないだろうと言われたと伝えられると泣きながらるいを抱きしめ、勇の説得を受け入れて雉真家に戻る。かつて自身に八つ当たりをした美登里にも温かく迎えられ、その後は岡山でたちばなの再建とるいの傷の治療費を稼ぐため、おはぎを売って生計を立てようとする。また、1948年12月25日には、出征していた兄・算太と再会し、算太と共に商売を行うようになる。
ある時、街中で困っていた進駐軍のロバート・ローズウッド中尉を助けるために通訳し、それが縁でロバートとの交流が始まる。初めは友人としての関係だったが、英会話教室のテキスト作りを一緒におこなうなどの中で自身も気付かぬうち彼に惹かれて行く。勇に求婚されるが返答しないまま、ロバートと会っているところを勇に見られ詰問された際には激しく取り乱し、しどろもどろで全く説明にならず、その様子からロバートとの関係を推測した勇の酒場での乱闘（後述）、その後の彼と雪衣の男女関係、それを目撃した算太の「たちばな」再建資金持ち逃げと失踪など、雪崩を打つように状況が悪化していく。1951年4月には大阪まで算太を探しに行くが見つからず、疲れ果てて倒れたところをロバートに発見され、かつての住居内で介抱される。ロバートは安子に一緒にアメリカに来て欲しいと誘い「I love you」と愛を告白し抱きしめて求婚するが、安子は「嬉しい」と好意を受け止めながらも、るいを置いてはいけないと誘いを断る。しかし、間の悪いことに、安子を追いかけて独り大阪のかつての下宿に来たるいが、ロバートと抱き合う安子を目撃した。このため母が自分を捨てたのだと思い込み、怒りと絶望で安子がロバートの告白を断る場面まで聞かずに走り去ってしまったために誤解が生じてしまった。岡山に戻り、先に戻っていたるいを見て、彼女が大阪でのロバートとのやり取りを見ていたとも知らず安心して抱き締めるが、女中の雪衣の発言でかねてより疑念を抱いていたうえ、ロバートの抱擁がとどめとなり彼女に憎しみすら抱くようになっていたるいは、彼女の抱擁を拒絶して家に入る。なおも話を聞いて欲しいと訴えるが、るいは額の傷を見せ付け、「I hate you（大嫌い）」の言葉を言い放つ。兄算太の裏切りや「たちばな」の再建資金の喪失などが続いたうえ、自分の全てを傾注している娘からの拒絶が精神的なとどめとなり、完全に絶望したことでそれ以上るいへの誤解を解く気力すら無くなり、安子を追って岡山まで来たロバートに私をアメリカへ連れて行ってほしいと雨の中泣きながら懇願し、その時点で安子編は事実上終了。るい編が本格スタートする。
ロバートと共に渡米した後は、彼の故郷であるシアトルへと移住した後に再婚する。シアトルでは大変なこともあった一方、ロバートや彼の家族に温かく迎えられ、穏やかで幸せな日々を送る。
1999年、ハリウッド映画のキャスティングディレクター「アニー・ヒラカワ」として、スタッフと共に条映太秦映画村を視察、ガイドをするひなたと知り合い、孫であることを知る由もないまま親しくなる。その時は、日本に来るのは初めてと言い、ひなたをはじめとする日本人との会話も全て英語で行うが、所々に日本と関わりがあることを仄めかす発言をする。また、ひなたに対し若い頃の自身を彷彿とさせる思いを抱いていた。
2001年には、ハリウッド映画「サムライ・ベースボール」の日本人出演者を決めるためのオーディションに立ち会うため、甥のジョージと共に再来日。元恋人でアクション監督のアシスタントに転身した五十嵐と思いがけない再会をしたことで動揺するひなたを気遣う。ひなたから経緯を打ち明けられると、後悔の少ない道を選ぶよう助言。また、この時に「大月」の回転焼きを貰う。
かつて稔と一緒に映画館で「棗黍之丞」を鑑賞しており、渡米後もシリーズは長年欠かさず見ており、その頃から注目していた虚無蔵に、「サムライ・ベースボール」への出演を何度も打診。座礼をして頼む彼女の姿についに虚無蔵は心動かされ、出演を受諾する。
2003年に3度目の来日をする。その際、2年前ひなたに差し入れで貰った「大月」の回転焼きへの感謝を伝えたが、ひなたから「あんこのおまじない」の話を聞いたことで、ひなたが自身の孫であること、ひなたの母がるいであることに気付き激しく動揺、逃げるように立ち去る。
同年のクリスマスに岡山で行われるジャズコンサートのチケットを、ジョージ経由でひなたに渡されるが、ジョージにはもう日本へは戻らないことを告げる。コンサート当日には、礒村吟がパーソナリティーを務めるラジオ番組に出演し、番組冒頭では磯村に「1925年にシアトルで生まれた日系アメリカ人」と紹介される。途中までは英語で通訳を介して話していたが、磯村から『棗黍之丞 仁義剣』を見たかと質問されると言葉に詰まり、少しの沈黙を経て、大阪の映画館で後に夫となる人（稔）と一緒に見たことを日本語で話す。自身が日本育ちであること、るいとの別れなどを告白し、コンサート本番前にラジオを聴いていたひなたやるいの知るところとなる。さらに、るいに呼びかけるように岡山弁で話し、「（るいが自分に「I hate you」と言い放った日から）何度も考えた。なんでこんなことになってしまったのかと」「私はただ、るいと2人で当たり前の暮らしがしたいだけだった」「だけど、もう（るいに）向き合うことができなかった。ただ消えてしまいたいと思った」という心情を話し、るいを置いて渡米した理由を「るいの前から自分が消えることが、るいに対してできるたった一つの詫び方であり、祈り方だと思った」と話し、最後に何度も嗚咽交じりの声で「おいしゅうなれ…」と「あんこのおまじない」を唱える。
ラジオ出演を終えて日本を発つ前、中には入れないものの会場前に来ており、彼女を探していたひなたに見つかる。声をかけられたことで慌てて逃げ出し、70代とは思えない走力と持久力で一時は30代後半のひなたを捲くことに成功し、稔との思い出の神社へと到着したところで安心して倒れ込む。
その後ようやく追いついたひなたに背負われて会場入りし、歌唱中のるいと再会、歌い終わって駆け寄ったるいと抱き合い、かつて浴びせられた「I hate you」とは逆の「I love you」の言葉を受け、52年の時を経ての再会と和解を果たす。その後は、るいとるいの夫である錠一郎、孫のひなたと桃太郎と共に夜遅くまで語り合った。
コンサート終了後は一度アメリカに戻り、年が明けた2004年に再び来日。勇と共に稔との思い出の神社を訪れ、渡米してからの日々を語る。「Dippermouth Blues」では、親友である水田きぬが美作市内の病院に入院していることを孫娘の花菜から聞かされ、必ず会いに行くことを約束。そのあとに京都の「大月」を訪れ、自分を「安子姉ちゃん」と呼び慕っていた吉右衛門とも、およそ60年ぶりに再会する。後日、ひなたにアメリカ留学を勧め、彼女が自身の後を継いでハリウッドのキャスティングディレクターとなるきっかけを作った。
最終回ラストの2025年でも健在で、100歳の誕生日を迎えたとひなたが語っている。
ひなた編では「アニー・ヒラカワ」としての登場のほか、兄・算太が晩年に見た幻として、網本が演じた幼少期の安子が登場する新録のシーンが登場し、第111回では上白石による新録の場面が2つ登場する。1つは渡米後の日々を描いた回想シーンで、2004年の勇との会話の中で登場し、2つ目は扉を開けた笑顔のるいが安子の側へ歩み寄って二人が抱き合うというイメージのシーンで、上白石と7歳のるいを演じた古川により新たに収録され、ステージでの歌唱を終えた深津演じるるいと森山が演じる老年期の安子が抱き合い和解する場面に挿入された。上白石自身は2021年12月にクランクアップを迎えていたが、このシーンのために再度収録に参加している。なお、これは藤本が書いた脚本に元々あった「仕掛け」だったという。
制作統括の堀之内は晩年まで上白石を起用する選択肢はなく、異邦人感と視聴者が愛されるヒロインを受け継ぐだけの魅力・人間的な強さが必要であったことで晩年の安子に森山を起用したことを語っている。
雉真るい（きじま るい） → 大月るい（おおつき るい）（文字多重放送のセリフの色 =青色）
演 - 深津絵里（0歳：新井心琴、那須結依人、三浦碧月、中田紫月、枡美玲、徳本向葵莉、1歳：今井望鈴、永尾琉衣、3 - 6歳：中野翠咲、7歳：古川凛）
本作の二代目ヒロイン。ヒロイン3人の中では唯一、全編を通して登場し、脇役の一人となったひなた編後半からはひなたとのダブルヒロインという形で再度ヒロインになる。
安子と稔の娘。1944年（昭和19年）9月14日（木）生まれ。ひなたと桃太郎の母。一度決めたら曲げない性格、行動力は母・安子譲り。「On the Sunny Side of the Street」の歌詞の様な人生を歩んで欲しいと願いを込め、また、（産まれてくる子供の性別もまだ分からないため）「男でも女でも、日本でも外国でも通用する名前」という理由で、歌唱するルイ・アームストロングにあやかって稔が「るい」と命名する。安子と共に「カムカム英語」を聞いて幼少期を過ごす。生まれて初めて喋った言葉は「Come come everybody」だった。母娘で雉真家を出て大阪で暮らしていた3歳の時、安子が自転車でおはぎを運搬中に前方の角を曲がって来たオート三輪との交通事故により、路上に転げ落ちて額に深い傷を負った。
雉真家に戻ってからも当初は安子のおはぎ販売に付いていったが、世間体を気にする千吉の安子への横槍でそれも叶わなくなり、何の事情も知らず突然安子に付いていけなくなったことに不満を覚える。さらに安子の留守中は、女中である雪衣の世話を受けるが、雪衣の発言を機に安子へ更なる疑念を抱くようになる。
1951年、小学校入学式の前日に、先述の行動力から失踪した算太を探すため大阪へ発った母を追って、単身大阪の元住居に向かったが、ここでロバートが安子に彼自身の想いを告白し抱き寄せる場面を目撃し、ショックの余りその場を走り去った。前述のようにその時安子はロバートの告白を断っていたが、この場面を見たことで「母が自分を捨てた」と確信してしまい、それが自分の勘違いであることを知らないまま、大阪から戻った安子に額の傷を見せて母娘断絶の意志を言い放つ。それからは雉真家で暮らすが、17歳になって間もない1961年10月に高校を中退し、祖父千吉の葬儀が行われた翌年（1962年）3月30日の朝、勇とキャッチボールをしながら岡山を離れて一人で生きていく決意を語り、勇には彼女のために積み立てていた貯金を渡すと言われるが、自身は内緒で古本屋のアルバイトをして貯金していたことを告げて断り、葬式後に幼い頃を過ごした大阪へと転居する。額の傷を手術で消すことを千吉に勧められていたが、雉真家に縛られたくないという理由で、最後まで拒否し続けた。
大阪へ到着した直後、遂に雉真家から解放された嬉しさや、幼少期の記憶から一転して大都会へと変貌した大阪を目の当たりにして一気にテンションが上がり明るくなり、道行く人々との触れ合いやショッピングを楽しむが、その末に竹村平助の乗る自転車とぶつかって服を汚してしまう。平助に夫妻で営む「竹村クリーニング店」に連れて来られ、妻・和子が若い頃に着ていた服を渡され、これを着て面接に向かった。市内の大手ホテルへの就職を目指して採用面接に臨み、感触は良好で採用が決まりかけたが、額の傷跡を隠すため前髪を目に掛かる程まで下ろしていたため、面接担当者の一人から表情が分かり難いので前髪を上げてみてと言われ、逃げるように立ち去る。そのあと、面接前に立ち寄った「竹村クリーニング店」に借りた服を返すために訪れ、話の中で従業員を募集していることが分かり「ここで働かせてもらえませんか」と頼み、住み込んで働くことが決まった。その後は店の仕事をてきぱきとこなして看板娘となり、竹村夫妻とは血は繋がらないながらも、実の親子のように強い絆で結ばれた関係となる。
クリーニング店で働き始めてから、いつも店にやって来る名前を名乗らない謎の男を「宇宙人」と密に名付けるが、後にジャズ喫茶のトランペッター・大月錠一郎だと知る。ある日、ジャズ喫茶の2階で錠一郎が「On the Sunny Side of the Street」をトランペットで吹いているのを耳にし、どこかで聴いたことがあるという懐かしい感覚に襲われる。錠一郎からジャズフェスティバルに誘われ、そこで彼のバンドが演奏するこの曲を聴いたことで、安子や岡山での記憶を思い出してしまい、これを機にしばらく錠一郎とも会わずにいた。しかし、錠一郎が偶然服に付けてしまったたこ焼きのしみを取ったことを機に交流が再開する。この時錠一郎に岡山での出来ごとや安子への複雑な思いを話し、「ジョーさん・サッチモちゃん」と呼び合う仲になる。
ジャズトランペッターのコンテストで優勝し、レコードデビューのために東京へ向かう錠一郎を笑顔で送り出すが、しばらくしてトミーの口から彼のデビューが延期になったことを知る。さらに、東京の芸能プロダクション社長を務める笹川光臣の娘・奈々と錠一郎が密に交際し、笹川を激怒させたという噂も聞いてしまう。その後、大阪に戻っていた錠一郎と再会するも、彼を心配して追って来た奈々にも遭遇。錠一郎の口から奈々への好意とるいに対して別れたい旨を告げられ失意の底に沈む。しかし、彼の発言が全てるいを不幸にさせたくないための嘘だったことをトミーの話で知る。錠一郎が当時は原因不明の病気でトランペットが吹けなくなり、失意の中で大阪に戻っていたことも同時に知った結果、何度拒絶されても諦めず錠一郎を支えたいという意志が芽生えた。行方を晦ました錠一郎を捜してトミーの車（カルマンギア）で海岸に駆け付け、正に入水自殺を図ろうとしている彼を発見。彼と共に日なたの道（明るい表通り）を歩いていきたいと打ち明け、ようやく二人の思いが通じ合う。
その後は、錠一郎との結婚を機に大阪を離れ、京都へと移住。偶然訪れた縁日をきっかけに回転焼き屋をオープンすることを提案し、あかね通り商店街に店を構える。開店当初はさっぱり売れなかったが、京都の実家に戻っていた一子の試食後のお墨付きが周辺に広がり、徐々に街の人々からもその味が認められるようになる。1965年4月4日（日）に長女ひなたを出産し、るい編が幕を閉じないままひなた編がプレスタートする。
ひなた誕生後は、自由奔放なひなたに手を焼きつつも、母としての「強さ」が備わっていく。第70回で何をやっても続かないことに落ち込むひなたが、苛立ちから八つ当たりをして家を飛び出した時は後を追いかけ、子どもながらの悩みを理解し、それもいつか晴れる時が来ると伝えひなたを優しく抱きしめる。また、額の傷跡をひなたに旗本退屈男のようにかっこいいと言われた時は、その言葉に救われたかのように微笑を浮かべていた。
1976年8月21日、二代目桃山剣之介が突然「大月」に来店し、回転焼きを「ひとまず100個」注文した。その時俄かに陣痛が始まったため、剣之介が乗って来た車で病院に送られ、第2子となる長男の桃太郎を出産したところでるい編は完全に幕を閉じ、物語は本格的にひなた編へと移る。
ひなた編本格スタート後は脇役の一人となったが、1993年のクリスマスイブに伯父の算太が「大月」を訪れて以降は、再び彼女が物語の中心になり、思い詰めた表情をすることが多くなる。戸惑いながらも算太を迎え入れ、42年前に突然失踪した理由や、安子が何故急いで大阪へ向かったのかを尋ねるが、病で死期が近付いていた算太はことの詳細は語らぬまま「安子は何も悪くない。全て自分が悪い」と詫びて亡くなる。算太からはクリスマスプレゼントとして、42年前に彼が持ち逃げした「たちばな」再建資金を収めた口座の通帳と、1984年に開設して以降毎月入金を続けていた口座の通帳を受け取る。翌年1994年の夏、錠一郎の提案により家族4人で岡山へ里帰りし、32年ぶりに叔父夫婦（勇と雪衣）と再会する。雪衣からは算太の失踪理由と安子が大阪へ行った理由を聞かされるが、安子とロバートの関係についてはっきりとした答えを得られなかったため、安子の行動に対する疑問は深まるばかりであった。さらに、終戦記念日である8月15日に訪れた「Dippermouth Blues」のマスター・柳沢健一からも、「（安子は）娘を捨ててアメリカに行くような人ではない」と言われる。この後、かつて安子と稔が行っていた神社へ錠一郎と共に向かい、顔を見ることなく死別した父・稔の幻が現れて声をかけられる。稔の言葉に後押しされ、安子に会うためアメリカへ行きたいという決意を錠一郎に語った。
1995年以降はピアニストデビューした錠一郎のマネージャー的な役割で、店をひなたに任せて飛び回ることが多くなり、錠一郎の仕事に付いていくという形でアメリカにも度々渡り、その際に安子の消息も訪ね歩いていた。2003年冬、体調を崩して入院した雪衣から、安子に対する贖罪の思いと長年の後悔、そして幼かった自分に言い放った発言の真意と謝罪を伝えられると、「自分を責めないでください。みんな、間違えるんです」と謝罪を受け入れて雪衣を許すと同時に、安子は自分を捨てたから姿を消したのではなく、自分が追い出してしまったから姿を消したのだということをはっきりと思い出す。それが自分の犯した間違いであったと自覚し、それまで安子に抱いていたわだかまりを断ち切り、謝ることを決意する。そして、自分の思いを安子に届けるため、かねてより錠一郎とトミーに出演を勧められていたクリスマスフェスティバルに歌い手として参加することを決める。
フェスティバル当日、控室で出番を待っている時に、磯村吟のラジオ番組にゲスト出演したアニー・ヒラカワのインタビューを聴いていた中で、アニーが母・安子であることを知る。ラジオを通して、自分に対する安子からの懺悔と謝罪の言葉や「消えてしまいたいと思った」という思いも全て聞き、呼吸が荒くなった上に落ち着きを失っていく。そして、幼かった自分が勘違いで言い放った「I hate you」の一言が、52年経っても尚安子を苦しめ続けていたことを突き付けられ、激しく動揺した末に泣きながら取り乱してしまう。居ても立っても居られず、安子に会いに行くために控室を飛び出そうとするも、錠一郎と桃太郎がこれを制し、安子を引き止める役目は面識のあるひなたに委ね、自身は控室で待つ。ひなたから安子を引き止められなかったことを電話で伝えられると、再会することを諦めたようにひなたを労う。その後、控室を訪れた一子に「母が自分に会わないことを決めているのに、歌う意味があるのか」という思いを打ち明けると、一子には「誰かのためを思ってやるだけでいいんじゃないか」と返され、意を決してステージに立つ。
ステージでは、錠一郎のトランペット演奏の音源が用いられた「On the Sunny Side of the Street」を熱唱。歌唱後、ひなたに背負われてやってきた安子の姿を見ると一目散に駆け出し、涙ながらに「I love you」と思いを伝え、52年越しの再会と和解を果たし、コンサート終了後は家族みんなで夜遅くまで語り合った。それから数年後に岡山へと帰郷し、トミー北沢の付き人となった慎一のあとを引き継ぐ形で「Dippermouth Blues」の切り盛りを錠一郎と共にしており、「大月」は息子の桃太郎夫婦が引き継ぐこととなった。
るいの心情を語る場面では深津が語りを入れている。
髪はるい編では途中までロングであったが、ひなた編がプレスタートしてからは短く切り、年齢を重ねるにつれてどんどん短くなっていく。1999年の時点ではショートカットになっており、前髪も短くしたため額の傷跡が少し見えている。最終話ラストの2025年春時点では80歳となっており、錠一郎との夫婦仲も良好。髪の毛はグレーヘアとなり、長く伸びた髪を後ろでおさげ髪にしたスタイルへとなったほか、額の傷跡を気にする様子もなくなり、額を完全に見せている。深津は80歳のるいを演じたとき以外はかつらを使用せず、役作りで実際に自身の髪を切っている。
深津の起用はNHKからのオファーによるもので、制作統括の堀之内は「娘・ひなたとの親子関係を分かりやすくするために、30歳代から40歳代の方が望ましかった」「18歳の頃も、70代の頃も魅力的に演じられる」「2008年以来、連続ドラマに出演されていなかったので、先入観なく見ていただける」という3つの理由から深津にオファーを出したと語っている。
大月ひなた（おおつき ひなた）（文字多重放送のセリフの色=緑色）
演 - 川栄李奈（乳児期：ななと、友八緒乃、幼少期：伊丹風花、少女期：新津ちせ）
本作の三代目ヒロイン。るいとのダブルヒロインという形でひなた編の前日談に当たるるい編（京都編）にも登場する。
安子と稔の孫で、るいと錠一郎の娘。1965年（昭和40年）4月4日（日）生まれ。るいと錠一郎夫婦が好きな曲「On the Sunny Side of the Street」の邦題「ひなたの道」から「ひなた」と命名。正義感が強く、弱きものを助け強きものをくじく清さが取り柄で、1975年の時点で父・錠一郎の影響により時代劇好きな少女として成長する。一方で地道な努力が苦手でいつも真剣なのに三日坊主で終わるなど低空飛行な一面を持っている。
時代劇にのめりこむあまり、勉強そっちのけになりがちな一面があり、夏休みが終わる頃には宿題が終わっていない状況を嘆くこととなったが、親友である一恵と小夜子のアシストもあって無事終わらせることができた。錠一郎と共に近所にオープンした映画村に初めて行った際に来年の春に二代目桃山剣之介のサイン会があることを知り、るいに入場料金として1500円をおねだりするが、るいが2人目の子を身ごもっていたことを打ち明けたことがきっかけで、空き瓶を拾って小遣い稼ぎするなど自力で工面するまでに変わった。サイン会で二代目桃山剣之介と初めて会った後、外国人のビリーに一目ぼれし、彼とコミュニケーションを取るために英語教室に通いたいと考えたことで小遣い稼ぎを再開するが、空き瓶をめぐって吉之丞と争った際に足にケガを負ってしまい、吉右衛門からお詫びの品として福引券10回分をもらう。この福引でるいが古いラジオを当てたことで、英語講座を聴く機会を得ることとなる。最初は英語講座を積極的に聴いていたが、漫画やテレビなどの誘惑に惑わされてしまい、長続きしなかった。その結果、覚えていた英語が思い出せず、ビリーとの別れをすることになり、いつも誘惑に負け志が続かない自身に不甲斐なさを感じるようになるも、るいに励まされる。お忍びで「大月」にやってきた桃山と再会し、るいが産気づいて弟の桃太郎が誕生した時点で幕を閉じたるい編からバトンを引き継ぎ、ひなた編が本格的に始まる。
高校3年生になり、同級生たちが進学を決める中、自分だけが希望を見つけ出せずにいたが、癒しの場となっていた映画村に出向いたことがきっかけで「ミス条映コンテスト」の参加者募集ポスターを見つけることとなる。
コンテスト自体は落選だったが、後述の五十嵐文四郎が演技の相手役だったことから激しく動揺し、結果的に(本音の入り交じった)アドリブで会場を盛り上げることに成功し、榊原(後述)にも感謝され、コンテストを見ていた伴虚無蔵に見込まれ、映画村でアルバイトをすることになり、それがきっかけで自分の進むべき道を見つけ、卒業後は条映に入社して業務部に配属され榊原の部下となる。
左近役のオーディション終了後に剣之介から、自身がかつてプレゼントした回転焼きを食べたことをきっかけに運命が大きく変わったことを聞かされて驚きながらも誇りに思う。
1992年には、時代劇の斜陽化が原因で来場者数が減っている映画村の起死回生の策として、お化け屋敷を企画。轟監督の演出協力もあって成功させる。
五十嵐とは条映入社後もケンカ友達のような関係だったが徐々に親密な関係になっていき、彼の役者一筋の姿勢を応援、左近役のオーディションを受ける彼のためにるいから回転焼きを教わり、焼きたてを提供できるようになった。やがて彼と仕事のすれ違いで会えない日々が続くと想いは強くなり、久々に会った五十嵐に「ちゃんと顔を見せろ」と言われた後に抱き締められたことをきっかけに、かつていがみ合っていたのが嘘のように彼に寄り添うようになる。呼び方もそれまでの「五十嵐」から「文ちゃん」に変わった。
それから7年が過ぎた1992年になっても五十嵐との交際は続いていたが、時代劇をとりまく環境が大きく変わり、五十嵐も大部屋俳優のままであることから結婚には至らなかった。ひなたは「1999年7の月に恐怖の大王が降って来る」というノストラダムスの大予言を信じていて、恐怖の大王が降ってきて地球が滅亡する時が来ても五十嵐と一緒にいたいとまで思うようになっていたが、五十嵐の方は大部屋俳優のまま結婚することを良しとせず、いつまで経っても名付きの役がもらえない等の焦りからトラブルを起こした結果、大部屋の仕事も失ったことから一方的にひなたに別れを告げる。しばらくはショックで寝込んだが、るいの励ましで立ち直り、五十嵐から貰った風鈴を一刀両断する仕草で想いを断ち切る。
29歳だった1994年の夏、るいの故郷岡山に一時帰省した際、前年の8月25日に死去した平川唯一の幻と出会い、アドバイスを受けたことをきっかけに英語がだんだん上達していき、30歳を過ぎた頃には外国人観客への案内や通訳を出来るまでに成長していく。回転焼きの腕前も上達し、るいが留守にする間は彼女が店番を出来るまでになっている。
1999年、ハリウッドから視察のためやって来たキャスティングディレクターのアニー・ヒラカワと出会い、初対面ながらも親しくなる。それから2年後の2001年に、ハリウッドのアクション監督アシスタントとなった元恋人・五十嵐と再会した際には動揺し、るいにも再会したことを言えないでいたが、アニーにはなぜかそれを打ち明けることができたため、自分でもそのことを不思議に思う。アニーには後悔の少ない道を選ぶようにと助言され、この時にアニーをはじめとするハリウッド関係者に回転焼きを差し入れとして渡す。2003年、アニーから回転焼きのお礼を言われた際、作ったのが母であることや「あんこのおまじない」について話すが、アニーが突然動揺して逃げるように去って行ったために困惑する。
2003年のクリスマスフェスティバル直前、映画村へとやって来たアニーの甥・ジョージと遭遇。ジョージから、アニーが今回の来日を最後に日本には来ないことを伝えられると落胆するが、ジョージにフェスティバルのチケットを2枚渡す。フェスティバル当日、出番を待つ両親とトミー、客として来場した桃太郎と共に、控室で磯村吟のラジオ番組にゲスト出演したアニーのインタビューを聴くが、この中でアニーの正体が自分と桃太郎の祖母であり、るいの母親である安子だということを知る。上司の榊原からこの日に日本を発つことを知らされると、引き止めるために奔走。関西国際空港では見つけられなかったが、そのあとに再び偕行社へと戻ってきた際に安子の姿を確認。一度は撒かれてしまうが、追跡の末にようやく引き止め、安子を背負って偕行社へと向かう。そして、52年越しの再会と和解を果たした安子とるいの姿を見届け、大粒の涙を流しながら喜ぶ。コンサート終了後、改めて安子に自己紹介し、家族みんなで夜遅くまで語り合った。
翌2004年、安子から海外留学を誘われ、長年勤めた太秦映画村を退職後、40歳になった2005年にアメリカへ留学。英語と映画を本格的に学び、安子のアシスタントを経てキャスティング・ディレクターへ転身。2015年には自身が代表を務める個人事務所「Office Sunny Side」を設立する。
2022年春、2年間のアメリカ滞在を終えて帰国し「大月」に戻っていた時に、NHK職員の小川未来から「会って話をしたい」というメールを受け取り、後日NHKへと向かう。未来から2024年度より始まるラジオ英会話講座の講師になってもらえないかというオファーを受けるが、人に物を教える経験がなかったため、受けるべきかどうか悩む。その後訪れた太秦映画村で虚無蔵と再会し自身の現状を打ち明けると、「鍛錬によって培ったものは一生の宝となり、それは分かち与えるほど輝きを増す」という金言を授かり、講師のオファーを引き受けることを決心する。
2024年春、講師を務めるラジオ英会話講座「ひなたのサニーサイドイングリッシュ」が放送を開始。パートナーとしてアメリカ人のウィリアム・ローレンスが彼女をサポートする。「100年の物語」をテーマにしたこの番組は好評となり、2025年度も放送の継続が決定する。
2025年3月、太秦映画村でウィリアムと再会し、ウィリアムからテキストの素晴らしさを絶賛される。彼が落としたキーホルダーを拾ったことや、かつて叔父と共に京都に滞在していたことがあったという話を聞いたことで、ウィリアムが初恋の相手・ビリーだったことに気付き、ウィリアムに英語で「回転焼きを食べましょう」と誘いの言葉をかけ、彼から「Why not（いいですね）」と返事をもらい、二人で「大月」へと向かうところで物語は完結する。
最終回ラスト時点では59歳となっている。
ひなたの心情を語る場面では川栄が語りを入れている。また、第99回以降は川栄による英語のナレーションが挿入されるようになったが、これは「ひなたのサニーサイドイングリッシュ」におけるテキストのスキット文としてひなたが話していた内容だったことも判明する。
演じる川栄はオーディション段階では安子役を熱望しており、その理由を「『夕凪の街 桜の国』で激動の時代を生き抜く女性を演じており、大変な時代を生き抜く女性の力強さを伝えたかった」と4月1日放送のあさイチにゲスト出演した際に述べている。

### 安子編

#### 橘家
橘金太（たちばな きんた）
演 - 甲本雅裕
安子編（岡山編）に登場。
「たちばな」の二代目で、杵太郎とひさの息子。算太と安子の父で稔の舅。るいの祖父でひなたと桃太郎の曽祖父。店のあんこの味を大切に守っている。実直な性格。演芸好き。厳格な父・杵太郎には頭が上がらない。頑固ながらに安子を自慢の娘として誇っているが、一方で家業に興味を示さない息子・算太とは折り合いが悪く何度も衝突し、借金を抱えた算太を勘当後は彼の出征の見送りも拒むが、後に後悔を抱き続ける。
稔の人柄を認めつつ、戦時下の物資不足から安子を砂糖会社の次男と政略結婚させようと考えていたことや、家柄の違いから、安子と稔の結婚に難色を示していたが、最終的に2人の仲を認める。また孫娘のるいを可愛がっている。
岡山大空襲時に小しずとひさに防空壕を指定のうえ避難指示し自身は消火作業に向かうも、その防空壕が焼かれ2人が死去したことで心に深い傷を負う。以後、鬱状態となり寝込む日々を送るが、安子が作ったおはぎを口にし意欲を取り戻す。安子と共に焼失した「たちばな」の立て直しを目指した矢先、心臓の病で倒れ、算太の復員姿や一家団欒の幻を見ながらこの世を去る。享年46。
橘小しず（たちばな こしず）
演 - 西田尚美
安子編（岡山編）に登場。
算太と安子の母。るいの祖母でひなたと桃太郎の曽祖母。いつも家族の幸せを願う優しい母親。実家は小豆農家で、金太とは見合い結婚である（ひさ曰く「美人で有名だった」）。夫とともに「たちばな」を切り盛りする。安子の結婚には、金太と同様、当初は2人が家柄の違いを乗り越えられるのかを心配し、難色を示していたが、稔の強い決意を聞いたことで応援する。
岡山大空襲時、姑のひさと共に避難した防空壕で死去。
橘算太（たちばな さんた）
演 - 濱田岳（幼少期：宇治本竜ノ助）
1920（大正9）年8月1日（日）生まれ。金太と小しずの長男で安子の兄。るいの伯父でひなたと桃太郎の大伯父。
安子編（岡山編）に登場するが、サンタ黒須としてひなた編にも登場する。
トラブルメーカーで周囲との諍いが絶えない一方、安子に対しては面倒見が良く、遊び相手になるなど妹思いの優しい一面を見せる。
1934年時点では「たちばな」で修行していたが興味の無さからサボりや悪事を繰り返し、折り合いが悪い父・金太とは何度も衝突していた。映画館で『黄金狂時代』を鑑賞したことをきっかけにダンサーを志し、「ものにならなければすぐに帰ってくる」ことを条件に家を出て大阪に移る。その後はダンスホールで講師を務めるなどしていたが、1941年職場の閉鎖をきっかけに突如帰郷する。まもなく行方をくらました直後にこわもての田中が「たちばな」に借金の取り立てに来たことで、多額の借金を抱えていることが明るみになり金太から勘当される
その後しばらく行方不明だったが、1943年に赤紙が届いたために一旦帰郷。しかし、金太が許さず家に入れてもらえぬまま出征する。1948年のクリスマスに復員し、安子の嫁ぎ先雉真家に居候し、兄妹で力を合わせ「たちばな」の再興を目指す。雉真家の女中雪衣に思いを寄せていたが、勇の部屋から寝巻姿で出てきた雪衣を見たことで、二人が男女の仲だと確信。自暴自棄になった末に、安子が「たちばな」再建のために稼いだ貯金を持ち逃げして蒸発するという裏切り行為を行い、再び消息不明となる。
それから12年後の1963年、「妖術七変化 隠れ里の決闘」を上映していた映画館で二代目剣之介（当時は団五郎）と偶然出くわしたことから交流が始まる。この時に団五郎には主役を演じてもらいたいのではという見解や、「あんこのおまじない」を話している。
さらにそれから21年が経った1984年、ひなた編にて二代目桃山剣之介の旧友である老振付師「サンタ黒須」として再登場。「条映太秦映画村」のテレビCMの撮影にダメ出しして演出を指導。後日ひなたに「棗黍之丞 妖術七変化 隠れ里の決闘」のリバイバル上映のチケットを手渡す。
その時点でひなたが自分の姪孫であることは知らないが、彼女に安子の面影を感じている。「大月」の前まで立ち寄り、回転焼きを買おうとしたが、ひなたの母親が「るい」という名前であることがわかると、復員後に幼かったるいを膝の上に乗せたことを思い出し、るいの名前を呟いて再び姿を消す。
ひなたと出会ってから約10年が経った1993年のクリスマスイブの日、「大月」にるいを訪ねて再び現れ、るいとは42年ぶりの再会を果たす。実はこの時、彼の身体は重篤な病に侵されており、入院していた病院を抜け出して「大月」を来訪し、錠一郎の厚意に甘え一晩宿泊する。るいからは、42年前に突然姿を消した理由や、安子がなぜ急いで大阪まで行ったのかを尋ねられるが、よく覚えていないとはぐらかす。クリスマス当日、商店街の福引を手伝うが、そこへやって来たひなたと吉右衛門のやり取りを見て、岡山にいた時の記憶を思い出す。その直後に幼い安子の幻と会い、ダンスを踊って欲しいと頼まれ、商店街でダンスを披露する。踊り終えて「たちばな」の幻を目に焼き付けた後に倒れ、るいに「安子は何も悪くない、わしがみんな悪い。」と詫び、大月家の4人と彼のことを思い出し駆け付けた清子と吉右衛門に看取られて死去する。1993年12月25日逝去。享年73。
亡くなる間際、持ち逃げした「たちばな」の再建資金が入った口座の通帳と、1984年に開設して毎月入金していた口座の通帳をるいに手渡す。錠一郎は「伯父さんは、るいとるいのお母さん（安子）に謝りたくて現れたんだと思う」と推察し、るいの質問に何も答えなかったのは、「最後に家族と過ごす時間が欲しかったからだと思う」と慮った。
岡山に一時帰省したるいが、再興した「Dippermouth Blues」を訪れた際に店主の健一が算太と知り合いだと知った際には、るいが思わず「何か伯父がご迷惑を掛けたのでは？」と尋ねている。
安子は2004年に「大月」を訪れた際に、るい達が彼を看取ったことを知り、最後の最後まで踊っていたことに目を細める。
橘杵太郎（たちばな きねたろう）
演 - 大和田伸也
安子編（岡山編）に登場。
御菓子司「たちばな」の創業者で金太の父。算太と安子の祖父。るいの曽祖父でひなたと桃太郎の高祖父。息子の金太や職人らには厳しいが、孫娘の安子には甘い面がある。雉真繊維で作られた足袋を愛用し、「チェリー」を愛煙。ひさとは恋愛結婚した。
戦時中に再び腰痛が悪化して寝ている時間が多くなり、のちに肺も患う。安子に幸せを願う言葉を残し、程なくして死去する。
彼の願いもむなしく、以降の安子は苦難の道を歩むことになる。
橘ひさ（たちばな ひさ）
演 - 鷲尾真知子
安子編（岡山編）に登場。
杵太郎の妻で金太の母。算太と安子の祖母。るいの曽祖母でひなたと桃太郎の高祖母。しっかり者で頭の回転が速く、物事に動じない。彼女が作るお汁粉は絶品で、「たちばな」のあんこの原点になった。
岡山大空襲の際、金太の指示で避難した防空壕内で小しずと共に死去。
黒鉄正治
演 - 松木賢三
安子編（岡山編）に登場。
「たちばな」の住み込み従業員。従業員三人の中では最後まで「たちばな」で働いていたものの出征。生死は不明。
菊井三郎
演 - 杉森大祐
安子編（岡山編）に登場。
「たちばな」の住み込み従業員。1941年、従業員三人の中で最初に召集令状が届き出征した。生死は不明。
丹原茂
演 - 中村凜太郎
安子編（岡山編）に登場。
「たちばな」の住み込み従業員。「たちばな」の中では菊井の次に出征。生死は不明。

#### 雉真家
作中における表記は映像上では一貫して「雉眞」である（るいが大阪での就活時に書いた履歴書を除く）。「眞」が「真」に変わったのは1949年4月28日（当用漢字字体表）となるが、ここでは公式サイト の表記等に従い、便宜上これに準じた表記で統一する。
雉真千吉（きじま せんきち）
演 - 段田安則
安子編・るい編（大阪編）に登場。
雉真繊維の社長。稔と勇の父で安子と雪衣の舅。るいの祖父でひなたと桃太郎の曽祖父。同社を一代で立ち上げた地元でも知られる実力者。跡継ぎの長男・稔（後述）と事業の更なる拡大を目指している。1897（明治30）年9月3日生まれ。
当初、稔を銀行の副頭取の娘と政略結婚させようとしたため、安子との結婚に反対するが、安子の幼馴染である次男・勇の強い説得と、安子の人柄を知り考えを変え、非礼を詫びた上で結婚を認める。
稔の戦死後は、安子を追い出そうとする美都里の心情や安子の将来を考慮し、安子に別の男性との再婚を勧めるが、この勧めは安子母娘が家出する原因となる。それから2年後、密かに大阪に住む安子母娘を訪ね、るいの養育環境を心配して2人を連れ帰ろうとするが、そのことに悩んだ安子は、自転車でおはぎを配達中に前方不注意で交通事故を起こし、母娘とも負傷した。勇の説得で安子母娘が雉真家に帰宅後、るいを連れておはぎの営業販売をする安子に対し、体裁を気にして孫を巻き込むことに猛反対する。彼のこうした雉真家の世間体を気にするあまりに取った安子への度重なる干渉と、安子をないがしろにするようなるいへの溺愛は、結果として二人の関係を引き裂く一因になり、晩年の病床で自分が安子とるいを引き離そうとしなければと悔やんでいた。
るいが岡山を離れる少し前の1962年3月に死去。亡くなる直前、勇に雉真繊維の出発点となった足袋は作り続けてくれるよう遺言し、勇は足袋を作り続けることを約束する。それから約40年後、ハリウッド映画「サムライ・ベースボール」の小道具に採用されることになり、それをひなたから聞かされた勇は、千吉の気持ちを思って嬉し涙にくれる。
雉真美都里（きじま みどり）
演 - YOU
安子編（岡山編）に登場。
千吉の妻。稔と勇の母で安子と雪衣の姑。るいの祖母でひなたと桃太郎の曽祖母。良家のお嬢様育ちでプライドが高く、いつも華やか。
稔が安子との結婚を望んだ際には身分違いとして最後まで強く反対し、安子に陰湿な嫌がらせをして雉真家から遠ざけようとしたが、出征を控えた稔の気持ちを思い遣り、渋々認める。
稔の戦死で精神的に不安定に陥り、息子の死は安子のせいだと決めつけて「疫病神」と罵り追い出そうとする。安子母娘が家出した直後は孫を誘拐されたと警察に行こうとしたが、たまりかねた勇に自身のそのような態度が義姉さん（安子）を追い詰めていたのがわからないのかと諭される。
帰宅した際は戻ってきたことに感謝を述べ、以後孫娘るいの存在に癒やされていくが、ある時るいが目の前でラジオのスイッチを入れて「カムカム英語」を聴き始めた際には突然スイッチを切り、息子を殺した国の言葉は聞きたくないと漏らした。戦地から復員した算太が安子を訪ねて来た際は、実の息子のように抱きしめた。安子は算太を受け入れてくれた彼女に感謝を述べ、これで二人は真に和解する。雉真繊維の野球部で頭角を現した勇を稔と共に最高の息子と安堵し、英語と違って野球には寛容だった。翌年のクリスマスが近づく頃静かに息を引き取る。
演じるYOUは2021年11月16日放送の『あさイチ』にゲスト出演した際に視聴者に向けて直前放送分での「安子いじめ」を謝罪し、今後の展開として「最後まで嫌な感じ」と言及していたが、安子母子が岡山に戻って以降は亡くなるまで穏やかに過ごしていた。
雉真稔（きじま みのる）
演 - 松村北斗（SixTONES）
安子編（岡山編）と、ひなた編（岡山編）の後半に登場。
千吉の長男で、後に安子の夫。るいの父でひなたと桃太郎の祖父。
家の跡取りとして育ち、1939年時点では大阪の商科大学予科（現在の大学教養課程）に在学。雉真繊維の製品の販路を海外に広げることを目指し英会話を熱心に学んでいる。ジャズを愛し、受験勉強中は「自宅で勉強すると勇に邪魔されるから」との理由で喫茶店「Dippermouth Blues（ディッパー・マウス・ブルーズ）」に頻繁に通っていた縁で、店を経営する柳沢親子と親しい。
安子と相思相愛となり、紆余曲折の末学徒出陣で出征する前に結婚した。戦後に勇が復員した後、戦死公報が届く。
ひなた編では、1994年の終戦の日にるいが観た幻という形で再登場する。るいに「どこの国とも自由に行き来できる。どこの国の音楽でも自由に聴ける。自由に演奏できる。るい、お前はそんな世界を生きとるよ」と声をかける。
雉真勇（きじま いさむ）
演 - 村上虹郎（幼少期：藤原詩音、老年期（ひなた編）：目黒祐樹）
全編通して登場（るい編（大阪編）では冒頭、ひなた編では後半にそれぞれ登場）。
千吉の次男。るいの叔父でひなたと桃太郎の大叔父。兄の稔を尊敬している。
安子の小学校からの同級生で大の野球好きであり、高校時代は甲子園を目指していた。幼少期から安子に好意を抱いていたが素直に優しくできず、彼女を「あんこ」と呼んでしばしばからかっていたが、稔と安子が相思相愛になるとそうしたことはなくなる。稔が一度は安子との結婚を諦めた際には、怒りを抑えられず大阪の下宿に乗り込んで稔を殴り付けた。その後は、父・千吉を説得するなど二人の後押しをする。二人の結婚後は想いを抑え、安子を「義姉さん」と呼ぶようになる。るいの名前の由来を、勝手に野球用語の「塁（base）」だと思い込んでいる。
召集により出征し、終戦から約4か月後に復員した。両親がるいを安子から引き離そうとしていることを知り、安子に当座の生活資金を与えて密かに母娘を大阪に逃がす。数年後、おはぎを配達中の母娘が交通事故に遭うと、安子を説得して雉真家に戻らせる。その後安子にプロポーズするも回答がないうちに彼女がロバートと会っているのを目撃したことで関係を問い質すが、その際の安子の取り乱しようから二人の関係を察し、酒場で自棄酒をあおった末に喧嘩をして帰宅した。この時彼を介抱した女中の雪衣と結婚して長男・昇をもうけたが、安子がるいを捨てて渡米した真の理由を知らず、その後も彼女に未練を抱き続ける。
安子が渡米してから11年後の1962年、病床の千吉に代わって雉真繊維の社長に就任している。ほどなくして千吉が死去。その葬式当日の朝、ドラマ鑑賞に夢中の妻や勉強に専念する息子に呆れてため息をつくが、直後に自身も旭川の河川敷でるいと笑顔でキャッチボールを楽しんだ。その際にるいから雉真家を去る決意を聞かされ、彼女のために積み立てていた金を渡そうとするが、かねてから雉真家との縁を切りたかったるいには、以前から密かに古本屋のアルバイトで貯金していたからと断られている。
1994年夏、32年ぶりに帰郷したるいと再会する。岡山を出た日を最後に、るいにはもう二度と会うことはないと覚悟していたが、夫と二人の子を連れて帰郷してきたことを心の底から嬉しく思っている。るいからは、安子と連絡を取り合っていないか尋ねられたが、渡米後は全く連絡を取っていなかったと明かし、自分たち大人がるいを苦しめてしまったことを深く詫びる。それから数年後、大阪で行われた商工会の集まりの帰りに「大月」を訪れ、あとから帰って来たひなたに、雉真繊維製の足袋が「サムライ・ベースボール」のために使われることを告げられると感極まり、ひなたからの報せを喜ぶ。2003年の12月には妻・雪衣を亡くすが、雪衣には妻でいてくれたことへの深い感謝を贈る。同年12月25日に岡山で開催されたクリスマス・フェスティバルに来場し、健一、和子、木暮、桃太郎と同じテーブル席に座る。るいがひなたに背負われてやって来た安子と52年ぶりの再会・和解を果たした姿を目の当たりにした際は、満面の笑みを浮かべて喜ぶ。
2004年には、再び日本に戻ってきた安子と改めて再会し、二人で岡山の神社を訪れる。安子から「アニー・ヒラカワ」の名前が、平川唯一の苗字と「あんこ」から付けたということを聞かされ、彼自身は公開初日の一番に「サムライ・ベースボール」を観賞しに行ったことを話す。
桃太郎とは野球好きという共通点もあり、すぐに意気投合。初恋が実らなかったと話す桃太郎に、「女性を好きになったら先延ばしをしないこと。先延ばしをすると絶対に報われない」と、自身の失恋体験に基づいた助言をしながらキャッチボールを楽しむ。また、2005年に桃太郎の新しい恋が実った瞬間にも立ち会っている。
村野タミ（むらの タミ）
演 - 西川かの子
安子編（岡山編）に登場。
雉真家のベテラン女中。常に明るく雉真家の人々の日常を支える。1948年に退職し、息子夫婦と同居するために雉真家を去った。
雉真雪衣（きじま ゆきえ 旧姓不明）
演 - 岡田結実（老年期（ひなた編）：多岐川裕美）
全編通して登場（安子編（岡山編）では後半から、るい編（大阪編）では冒頭、ひなた編（岡山編）では後半にそれぞれ登場）。
タミの後任として雉真家で働く若い女中。るいの叔母でひなたと桃太郎の大叔母。控えめな性格だがよく気がつく働き者。
安子とるいが大阪で生活中より、タミに代わり雉真家で働く。勇に恋愛感情を持っていたが、その気持ちを抑えて淡々と家事をこなし、おはぎ販売などで外出する安子に代わりるいの面倒を見る。勇が安子と結婚するよう千吉から言い付けられているのを耳にした後、算太に対して雉真家に居候状態の彼と安子への不満を爆発させ、財産狙いと思われてもおかしくないと暴言を発したため、勇に叱責される。安子にプロポーズして拒絶された勇が街で酒を飲み喧嘩をして深夜に帰宅した際、怪我の治療をする。彼の愚痴を冷たく突き放したが、直後に勇に引き寄せられ、彼の思いがなおも安子にあることを知りながら男女の関係を結ぶ。その数日後に妊娠が発覚し、勇と結婚した（結婚前のクレジットは名前のみであり旧姓は不明）。千吉の葬式当日（1962年3月30日）の朝は連続テレビ小説「娘と私」の最終回に夢中だった。安子に対する不満とは対照的にるいのことは女中時代から親身に世話をしており、入学式当日にるいが失踪した際も必死に探し続けていた。前述の葬式当日に勇からるいの居場所を尋ねられた際には表情を曇らせている。
1994年夏にるいが一家を連れて帰郷した際に、1951年に算太が突然失踪した真相を話し、算太の失踪は自分のせいと後悔を口にする。また、この時安子が大阪まで急いで向かったのも、算太を捜すためだったとるいに話す。るいに「ロバートさんに会いに行くため(母は大阪に行った)というようなことは？」と尋ねられると、安子とロバートの関係についてはわからないとだけ答えたうえで、当時の安子が「たちばな」を再建するというその一心で生きていたことも明かす。
2003年に体調を崩して入院。桃太郎からの連絡で病院に駆けつけたるいに、9年前には語らなかった安子に対する負い目を初めて明かす。女中として働き始めた頃、稔とるいのことを恋しがって嘆く美登里の姿を見たことで、安子を酷い人と思うようになっていったことや、その安子が雉真家に戻ってきたことで「なぜ今更ここへ戻って来たのか」と、さらに複雑な感情を抱いたことを話す。安子とるいが離別する一因となった、幼少期のるいに対する発言に対しての真意も話し、自分があんなことを言わなければ、安子とるいが離れ離れになることはなかったかもしれないという後悔をずっと抱えていたと打ち明ける。その上で、勇と結婚してからも気持ちが晴れることはなかったという思いや、生きているうちに安子に謝りたかったが、それももう叶いそうにないという安子への贖罪の思いを口にする。るいには「自分を責めないでください。みんな間違えるんです」と、それまでのことを許す言葉をかけられ、勇からは「一緒になってくれてありがとう」と感謝される。
るいが岡山を去って以降は、勇と共に橘家の墓をずっと守り続けており、るいの使っていた部屋もそのまま残していた。NHK連続テレビ小説を見ることを日課としており、第1作目の『娘と私』以降、作品を欠かさずに見続ける。最期は勇と共にこの当時放送されていた作品を毎朝鑑賞し、劇中で「見上げてごらん夜の星を」が流れた2003年12月15日の夜に息を引き取る。
雉真昇（きじま のぼる）
演 - 谷川生馬
るい編（大阪編）冒頭のみ登場。安子編の時点で出生前のため雉真家の人物の中で唯一安子編に登場しないほか、ひなた編ではその存在が語られるのみで直接登場しない。
勇と雪衣の長男。るいの従弟でひなたと桃太郎の従叔父。父親と違い野球には興味がなく、勉強熱心。千吉の葬儀の朝には、準備を急かす勇に対して葬式が始まったらできないからと、葬儀に興味を示す様子はなく勉強に取り組む。
1994年時点では、雉真繊維の跡を継ぎ、会社のそばにマンションを借り、妻子と共に住んでいる。

#### 水田家
水田卯平（みずた うへい）
演 - 浅越ゴエ（ザ・プラン9）
安子編（岡山編）に登場。
きぬの父。「御菓子司たちばな」と同じ朝丘町商店街で豆腐屋「水田屋とうふ」を営む。安子を温かく見守り、金太と一緒に地元商店街を盛り上げる。
水田花子（みずた はなこ）
演 - 小牧芽美
安子編（岡山編）に登場。
卯平の妻。一緒に「水田屋とうふ」を切り盛りしている。家庭的でとても明るい性格。
水田きぬ（みずた きぬ）
演 - 小野花梨（幼少期：岡陽毬）
安子編（岡山編）に登場。
安子の幼なじみ。ちょっとクールなしっかり者で、安子を応援してくれる親友。戦時中は女子挺身隊に属していたが戦況悪化の影響で一家で疎開。その際に力と知り合う。その後終戦に伴って岡山に戻り力と結婚。1951年4月に出産（その時点で安子とるいが生き別れた）。1994年時点では岡山を離れ、夫・力の故郷へ移住したことが勇の口から明かされている。
力の死後は体調を崩して美作市内の病院に長く入院していたが、いつも聴いている磯村のラジオ番組にゲスト出演したアニーが、親友の安子であることに気付くと目を輝かせていたことが孫娘・花菜の口から明かされる。それを聞いた安子は「絶対に会いに行く」と花菜に伝言を託す。
水田力（みずた ちから）
演 - 小林よしひさ
安子編（岡山編）に登場。
きぬの夫。陽気で働き者。
水田家の疎開先の農家の三男で、水田家が岡山に戻った後きぬを追い、婿養子となって結婚した。
時期は不明だが、安子が2004年に岡山を訪れた時には既に故人となっている。

#### 赤螺家（安子編）
赤螺吉兵衛（あかにし きちべえ）
演 - 堀部圭亮
安子編（岡山編）に登場。赤螺家の人物の中で唯一ひなた編に登場していない。
朝丘町商店街にある荒物屋「あかにし」店主で町内会長。町内でいち早くラジオを入手していた。その性格から、周囲からは「ケチ兵衛」と呼ばれている。ぶっきらぼうで頑固な性格であるが一人息子の吉右衛門には甘い。時には阿漕なやり方をしてまで金儲けをするのも吉右衛門に良い暮らしをさせたいがためである。
戦時中「基礎英語講座」（当時敵性語）を聴くため毎朝ラジオ体操に遅刻する安子を米英のスパイ呼ばわりして糾弾する。
岡山大空襲直前にも金儲けのための買い占めを行い、堪りかねて意見する妻の清子に文句があるなら出て行けと暴言を吐いたことで吉右衛門の怒りを買い、母と共に出て行くと告げられ、「ケチ兵衛」と痛罵され見限られる。直後の大空襲時に身を挺して息子を戦火から守ったが、その際自身は命を落とす。それぞれ彼を非難、痛罵したのが最後のやり取りとなってしまったことは清子、吉右衛門母子にとって後年まで残る大きな傷となってしまった。
赤螺清子（あかにし きよこ）
「#赤螺家」を参照。
赤螺吉右衛門（あかにし きちえもん）
「#赤螺家」を参照。

#### 喫茶店「Dippermouth Blues」
柳沢定一（やなぎさわ ていいち）
演 - 世良公則
安子編（岡山編）に登場（るい編では回想シーンのみに登場）。
岡山にある、稔の行きつけの喫茶店「Dippermouth Blues」のマスター。酒とジャズをこよなく愛し、海外の珍しいレコードを数多く集めている。
終戦後は、進駐軍のクラブで演奏するバンドメンバーのオーディションや斡旋を行い、同クラブでのクリスマスパーティーのバンド演奏に立ち会った際には、客席にいる安子を見かけて思い付き、飛び入りで「On the Sunny Side of the Street」を歌唱、その場に居合わせた戦災孤児（後の錠一郎）の記憶に刻み込まれる。その後、本業の喫茶店業務を再開する。
店を覗いたりクリスマスパーティーに付いてきたりする「じょういちろう」を当初は邪険に扱うが、クリスマスパーティー後にはホットドッグ（進駐軍からの盗品）を与え優しく声をかけた。以来、親身に世話を焼き、「大月錠一郎」の名と生年月日を決めて戸籍を作った。彼を自分の店の雑用に雇い、錠一郎がジャズミュージシャンらと交流しトランペッターとなるきっかけを作る。
錠一郎がバンドの巡業で大阪を訪れている時に訃報が届いた。彼は生前「Night and Day」の先代支配人に、自分が死んだら錠一郎の後見人になって欲しいと頼んでいた。
柳沢健一（やなぎさわ けんいち）
演 - 前野朋哉（老年期（ひなた編）：世良公則（二役））
安子編（岡山編）・ひなた編に登場。
定一の一人息子。父の店を手伝っている。小学校では算太の二級下の後輩で、在学時に直接的ではないが彼から迷惑を被ったことを示唆している。1943年ごろ出征、1945年に復員。終戦時には連絡の行き違いから定一が死んだと思い込み、復員船が到着した横須賀にそのまま住んでいた。1951年父も店も無いと承知で岡山に帰るが、「Dippermouth Blues」が営業中と確認するとともに定一と再会する。
1994年、孫の慎一の提案で喫茶店「Dippermouth Blues」を開業し、錠一郎が定一と見間違えるほど、父によく似た容貌となっている。2005年時点では店内のカウンターに定一と並んで遺影が飾られている。

#### 他の岡山の街の人々
監督
演 - 要冷蔵
安子編（岡山編）に登場。
弓丘中学野球部の監督。
たばこ屋のおばあちゃん
演 - マエダユミ
安子編（岡山編）に登場。
たばこ屋の店主。杵太郎が愛煙しているたばこの銘柄を記憶している。
「たちばな」の客
演 - あだち理絵子
安子編（岡山編）に登場。
「水田屋とうふ」の客
演 - 三原あや
安子編（岡山編）に登場。

#### 安子が大阪で出会う人々
小椋くま（おぐら くま）
演 - 若井みどり
安子編（大阪編）に登場。
大学に通う稔の下宿先「おぐら荘」の大家。
るいを連れてやって来た安子を、物置に住まわせる。安子のことを当初「鈴木くん（詳細不明）の奥さん」と思い込んでいた。
小川澄子（おがわ すみこ）
演 - 紺野まひる
安子編（大阪編）に登場。
安子が大阪で出会う主婦。倒れた安子を介抱し、安子に繕い物の仕事を紹介する。
小川勉
演 - 森田一休
安子編（大阪編）に登場。
澄子の夫。
小川敏夫（おがわ としお）
演 - 神谷龍翔
安子編（大阪編）に登場。
澄子の息子。
セーターのほつれを安子に繕ってもらう。
後年、幼少期の思い出から娘の未来に英語ならラジオで勉強すれば良いと勧めたことが語られ、未来はその思い出をひなたに話すが、それが未来の父とひなたの祖母の話であることは二人とも知る由もなかった。
小川博子（おがわ ひろこ）
演 - 山内陽葵
安子編（大阪編）に登場。
澄子の娘。
岡野明
演 - 有北雅彦
安子編（大阪編）に登場。
岡野商店の店主。安子に大量のおはぎを発注する。
岡野正子
演 - 嘉納みなこ
安子編（大阪編）に登場。
明の妻。

#### 物語に関わる人物（安子編）
京田武男
演 - 笑福亭松喬
安子編（岡山編）に登場。
日本最初のアナウンサー。東京放送局（JOAK）の第一声を発した人物。
平川唯一（ひらかわ ただいち）
演 - さだまさし
安子編・ひなた編（岡山編）に登場。
1946年2月から始まったNHKラジオ英語講座「カムカム英語」の講師。1945年8月15日にはJOAK（現在のNHK）のアナウンサーとして終戦詔書の英語版を読み上げた。
安子編においては声のみの登場だったが、ひなた編においては、岡山で迎えた1994年の終戦記念日に、ひなたが出会った幻として登場。英語の勉強が中々うまくいかないひなたに助言を与える。実際には平川は1993年に死去しており、そのことをるいが話した際に、直前に彼の幻と出会ったばかりのひなたは目を丸くしていた。
なお、平川本人も安子と同じく岡山県の出身。
ジェイムズ・バーナード・ハリス
声 - ロバート・ハリス
安子編（岡山編）に登場。
「実用英語会話」の講師。
ピンダー
声 - ドナ・バーク
安子編（岡山編）に登場。
「実用英語会話」の講師。
こわもての田中
演 - 徳井優
安子編（岡山編）・るい編（大阪編）に登場。
算太の借金を取り立てに、ある日突然橘家に押しかけてきた借金取り。
それから20年以上後の第41回、竹村クリーニング店にクレーマーとして現れるも、来店した片桐春彦に撃退される。
それからさらに十数年後の第66回、京都でるいが営む「大月」の前を通りかかった子門真人似の男の「アフロの田中」が登場（後述）したが、「こわもての田中」との関係は作中で触れられていない。
初代 桃山剣之介（ももやま けんのすけ）
演 - 尾上菊之助
全編に登場（すべてスクリーン上や回想シーン）。
1915年（大正4年）生まれ。1933年（昭和8年）にデビューした時代劇映画のスター。デビュー作の「桃から生まれた剣之介」の役名がそのまま芸名となり、「モモケン」の愛称で親しまれた。「棗黍之丞」シリーズが大人気となり、戦前から戦後にかけて息の長い活躍を続けるが1964年、作品の打ち合わせ中に突然倒れ、入院先で死去する。「棗黍之丞 妖術七変化 隠れ里の決闘」が生前最後の出演となった。
息子の団五郎とは、彼が映画を見限りテレビ出演を選んだことで仲違いしていた。「妖術七変化 隠れ里の決闘」では、相手役に団五郎を充てる条映の意向を拒否して、自身が目をかけていた無名の大部屋俳優である伴虚無蔵を指名した。
桃山剣之介は架空の時代劇スターであるが、本作と同じく昭和期の太秦撮影所が舞台の一つとなっている2000年後期朝の連続テレビ小説「オードリー」にも一字違いながらも読みは同じ名前の時代劇スター「桃山剣之助（演：林与一）」が登場している。
堀英四郎
声 - 松坂ヒロシ
安子編（岡山編）に声のみの登場。
実在人物。ラジオ英語番組「基礎英語」で講師を務めていた。「基礎英語」は戦争が本格的になりつつある中最後まで放送されていた外国語語学番組であったが、真珠湾攻撃が行われた1941年12月8日の朝、放送が終了する。
アナウンサー
声 - 栗田晴行（日本語センターアナウンサー）
安子編（岡山編）・るい編（大阪編）に声のみの登場。
戦時中の臨時ニュースを報じるアナウンサー。
神田猛（かんだ たけし）
演 - 武井壮
安子編（岡山編）に登場。
帝国海軍主計中佐。「雉真繊維」と取り引きをし、戦争の本格化により軍服を発注するよう依頼する。
少年
演 - 山ノ内亮
安子編（岡山編）に登場。
終戦直後の1945年、掘っ立て小屋から営業を再開し路上販売していた「たちばな」のおはぎを盗んだ少年。すぐに捕まるが金太からおはぎを番重ごと渡され、売るように命じられたことをきっかけに、商売の面白さを知る。すべて売り終えて戻ってきた後、金太の最期を看取る。約束通り売上金を安子に渡そうとするが、安子は労い、これからしっかり生きていくよう告げ全額を少年に渡す。
ひなた編最終回（第112回）にて、横須賀へ移住後の1954年に「御菓子司 たちばな」を出店、全国に支店を持つほどの企業へと成長させたことが判明する。また商品のおはぎに添付されたリーフレットから、彼の名前が「高野信治」であることが明らかとなる。健一がこの店のおはぎが好物という縁から、2003年のクリスマス・フェスティバルでは、「（株）たちばな」の名前でスポンサーとなっている。
ロバート・ローズウッド
演 - 村雨辰剛
安子編（岡山編）と、ひなた編（岡山編）の追懐シーンに登場。
連合国占領軍（進駐軍）所属の米陸軍中尉。
シアトル出身。高校在学時に思いを寄せていた女性（後の妻）が大学合格を交際の条件としたため、専らその目的のために進学した。大学で日本語を学び、ある程度日本語会話が出来た。来日時点で妻は既に故人。
戦後、岡山に駐屯。1948年、路上で花売りの女性から亡妻に手向ける花を買おうとするも慌てて日本語が上手く話せず、野の花を摘んで売り歩くことを咎められたと勘違いした彼女に恐れられて途方に暮れるなか、偶然通り掛かった安子の通訳でことなきを得る。後日クリスマスの日に安子と偶然再会。安子が英語が話せるようになった理由や身の上話を聞き、彼女を進駐軍のクラブのクリスマスパーティに連れていく。クリスマスは大切な人や戦没者たちを思う日でもあり、自分も妻を亡くしていること、安子の夫・稔はるいだけでなく安子にも日なたの道を歩いて欲しいと思っていたのではと推測し、しばし語り合う。程なく岡山撤収で大阪へ異動するが、その後も岡山の復興状況を気にかけ、折々喫茶店「Dippermouth Blues」へ立ち寄る。ある日、英語教室開設の要望を引き受け、その教材作りの手伝いを安子に依頼し、週に1度、神社の社務所で安子と会って教材作りをするうちに彼女と親密になっていく。
やがて安子に想いを寄せるようになり、失踪した算太を探して来阪中に過労で倒れてしまった安子を介抱した際に、一緒にアメリカへ来て欲しいと誘い「I love you」と愛を告白し抱きしめる。安子が「嬉しい」と本心を漏らした瞬間をるいが目撃したことで、るいは母親に捨てられたと思い込み安子を拒絶する原因になってしまった。安子はるいの側に居たいからとロバートの誘いを断るが、算太の捜索は最後まで続けさせて欲しいと安子に告げる。その後、安子のことを心配して岡山へ向かい、河原で傷心の安子を発見。泣きながら「私をアメリカへ連れて行って」と懇願する安子を抱きしめ、彼女の望む通り一緒にアメリカへ連れて帰り、安子と再婚した。帰国後はシアトルの大学で教鞭を取っていた。
結婚後は安子にボビーと呼ばれ、夫婦仲も円満だったようで、安子は2004年に再会した勇との会話で「木漏れ日のような人だった」と追懐している。
林善郎
演 - 関秀人
安子編（岡山編）に登場。
戦後の雉真繊維の専務。野球部の部長として活躍していた勇を見守る。
花屋のおばさん
演 - 川本美由紀
安子編（岡山編）に登場。
野の花を摘んで売り歩いていた女性。1948年、ロバートが花を買おうとした時に慌てて日本語を上手く話せずにいたため、自身の行動を咎められたのだと勘違いして怯えるが、偶然通り掛かった安子の通訳により解決する。
トランペッター
演 - MITCH
安子編（岡山編）に登場。
定一に斡旋され、進駐軍のクラブのクリスマスパーティーで演奏する。演奏を偶然見ていた錠一郎の人生に大きな影響を与えた。

#### その他（安子編）
落語家
声 - 桂八十八
安子編（岡山編）に登場。
吉兵衛が聞いていたラジオに出演していた落語家。
アナウンサー
声 - 合田敏行（元NHKアナウンサー）
安子編（岡山編）に登場。
横山エンタツ
演 - 中川剛（中川家）
安子編（岡山編）に登場。
漫才師。
花菱アチャコ
演 - 中川礼二（中川家）
安子編（岡山編）に登場。
漫才師。
通行人
演 - アラン・ホーリー
安子編（岡山編）に登場。
道に迷っていた外国人。安子に道を尋ねた。稔に英語で説明してもらう。
落語家
声 - 桂紅雀
安子編（岡山編）に登場。
橘家の面々が聞いていたラジオ番組で「まんじゅうこわい」を演じていた落語家。
浪曲師
声 - 京山幸枝若
安子編（岡山編）に登場。
橘家の面々が聞いていたラジオ番組に出演していた浪曲師。
三味線
演 - 一風亭初月
安子編（岡山編）に登場。
支配人
演 - F.ジャパン
安子編（岡山編）に登場。
算太がダンスの講師として出入りしていたダンスホールの支配人。1951年に算太が行方をくらませた際には、ダンスホールを訪れた安子に彼の行方を知らないかと訊かれるが、知らなかった模様。
若い娘
演 - 山下桐里
安子編（岡山編）に登場。
ダンサーを志望してダンスホールを訪れるも、すぐに支配人に追い返される。しかしボーイに扮していた算太と共にダンスを踊った時には、大きくその場を沸かせる。
おかみ
演 - 友寄由香利
安子編（岡山編）に登場。
役人
演 - 森乃阿久太
安子編（岡山編）に登場。
橘家に算太の召集令状を届けた。
闇市の店主
演 - 笑福亭風喬、岡山祐児
安子編（岡山編）に登場。
終戦直後の、闇市の店主。
露天商
演 - 山田永二
安子編（岡山編）に登場。
チンピラ
演 - 山本道俊
安子編（岡山編）に登場。
闇市の客
演 - 北村友希、上田一軒
安子編（岡山編）に登場。
通行人
演 - 福原正義
安子編（岡山編）に登場。
医師
演 - 江口直彌
安子編（大阪編）に登場。
花屋の店主
演 - 白井良次
安子編（岡山編）に登場。
警官
演 - 岡大介
安子編（岡山編）に登場。

### るい編 - ひなた編

#### 大月家
雉真るい（きじま るい）→大月るい（おおつき るい）
「#ヒロイン」を参照。
大月錠一郎（おおつき じょういちろう）
演 - オダギリジョー（幼少期（安子編）：柊木陽太）
全編通して登場。
ジャズトランペット奏者で通称「ジョー」。出会った当初のるいをルイ・アームストロングのニックネームにかけて「サッチモちゃん」と呼ぶ（後には「君」や「るい」になった）。
安子編で岡山の「Dippermouth Blues」を訪れたるいとニアミスしているが、当時はお互いの存在をまったく意識しなかった。
幼少期を岡山で過ごし、そこで戦災孤児となる。ジャズ喫茶「Dippermouth Blues」のマスターである定一が、進駐軍のクリスマスパーティーで「On the Sunny Side of the Street」を熱唱するのを目撃したことが一番古い記憶といい、これを機に音楽に興味を示すようになる。「Dippermouth Blues」に寄りついては定一に追い払われていたが、やがて定一の世話を受けるようになる。「じょういちろう」という名前以外に身元につながる情報が何もなかったため、定一が新たに戸籍を作り、「定一」に因む姓名とキリストに因む誕生日（1940年12月25日）を与えられた。その後はバンドマンからトランペットを習ったり、バンド巡業の同伴をしながら過ごす。定一のもとを離れた後は、生前の定一から依頼を受けていた「Night and Day」の（木暮の）先代の支配人から世話を受け、この店の2階に住み込み、大阪を拠点に音楽活動をしてきた（バンド名は「大月錠一郎クインテット」）。
るい編で竹村クリーニング店の客として再登場。一人で店番中のるいと初めて会った際に、自分の名前を名乗らずに去ったため、彼女は彼を「宇宙人」という仮名で呼ぶ。
るいとは互いに惹かれ合い第52回でプロポーズする。額の傷を気にしていたるいは躊躇するが、傷を見ても気にせず抱きしめる。ジャズトランペッターコンテストには一切関心がなかったが、トミーの挑発やるいと同伴した映画鑑賞がきっかけで参加を決意し、るいに優勝することを誓う。当初は同数票であったトミーとの決戦の末満場一致で優勝し、東京でのデビューが決定。るいを残して上京するもレコーディング中に、当時の時点では原因不明の病気のため突然トランペットの演奏が出来なくなる。複数の病院で診察を受けるも、病気の原因はわからないまま、東京の芸能事務所社長である笹川光臣に見限られて、失意の中大阪に戻る。その後るいと再会するが、今の自分ではるいを不幸にすると悲観し冷たく突き放す。しかし、何度拒絶しても自分を支えようとするるいに心を動かされ、やがて彼女の想いに応え、結婚して京都のあかね通り商店街へ移住。当初はるいの始めた回転焼き屋を手伝おうとしたが、調理、生地作り、接客と、何一つ上手くいかず、生計をるいに任せて生活している状況であった。ひなたや桃太郎が生まれても同様の生活であったがその優しく穏やかな人柄は変わらず、収入こそないものの、るい、ひなた、桃太郎にとっての良き夫、父親であり続け、家庭は円満。
音楽への思いは諦めてはおらず、近所の子供達の野球のコーチをしながら時折メモ帳に五線譜を引いて楽譜を書いたり、病気の治療法を探して通院したりと模索していたが、桃太郎が誕生した頃にやめている。それでも、聴く手段はないもののプロデビューしたトミーのCDを購入し続けたりはしている。
1992年にひなたと五十嵐が破局した際には、ことを察して映画村の五十嵐の下を訪ねる。ひなたを振ったことへの抗議だと思っている五十嵐に対して咎めることはせず、自身の挫折体験を語り「ひなたを大事に思っているからこそ別れる決心をしたのだと分かる」とその心情に理解を示し、「今後何があっても、それが自分で選んだ道なら君にとってのひなたの道になる。人生はきっと輝く」とエールを送った。
1993年（第93回）の夏、後述の桃太郎が起こした窃盗の一件に端を発した、ひなたと桃太郎の大喧嘩をるいと共に仲裁するため、初めて自分がトランペッターだったことや、プロデビュー直前に原因不明の病気で挫折して一度はるいと別れたこと、絶望の果てに自殺未遂を起こすもるいに救われたことを明かし、「それでも、人生は続いて行く」と2人を諭す。また、京都へ移住してからの30年間、何度もトランペットが吹けるかどうか試したが、できなかったことも明かしている。その上で、トランペッターとしての再起を諦めたと語り、るいには「トランペットが、僕にさよならを言っているような気がする」という思いを打ち明けた。ただ、楽器の演奏が完全にできないわけではなく、第94回では算太が福引で当てたおもちゃのピアノを手際よく演奏している。算太の死後に家族四人で訪れた岡山でトミーと再会。自分が音楽でるいをアメリカに連れて行くという思いを語り、ピアノ奏者としてトミーのバンドに加入したいという旨を伝える。岡山から戻った後、るいにピアノ奏者として音楽活動を再開すると宣言、トミーの妻となっていた奈々が手配したピアノ講師のもとで練習を重ねた結果、翌1995年8月19日にピアニストとしてデビューする。デビュー場所はトランペッターとして活動していた「Night and Day」で、その後はトミーのバンドの一員として海外公演にも参加するなど、長年のブランクを経てトランペッターとして叶えられなかった夢を実現させた。
2003年のクリスマス、自身がジャズに出会った偕行社でのクリスマスフェスティバルにトミーのバンドの一員として出演。フェスティバル当日の出番前、かつて世話になった木暮と久しぶりの再会を果たした時は、喜びのあまり号泣する。そのあと、控室で出番待ちをしている時に聴いた磯村吟のラジオ番組で流れたアニーのインタビューで、アニーの正体がるいの母・安子だと知る。るいに対しての長年に及ぶ後悔と謝罪を聞いたことで、激しく動揺して泣きながら取り乱するいを桃太郎と共に落ち着かせる。出番が訪れると、トミー達と共にステージに立って会場を盛り上げ、るいが歌い手として登場すると、若い頃に自分が演奏したトランペットの音源が流れたことに一瞬驚くが、すぐに気を取り直して「On the Sunny Side of the Street」を演奏する。そして、ひなたに背負われてやって来た安子とるいの再会と和解を喜ぶ。フェスティバル終演後、安子に改めて挨拶をし、るいを産んでくれたことに対する深い感謝の言葉を贈り、このクリスマスライブはいつも特別になると、感慨深いものを感じていた。
映画「棗黍之丞 妖術七変化 隠れ里の決闘」を劇場で観て以来、桃山剣之介父子の大ファンとなり、その影響でひなたも侍に憧れる。
朝は一家団欒でNHK連続テレビ小説を見ることを日課にしている。一時期音楽活動で多忙になると視聴時間がとれなくなったが、一線を退いた後はまた視聴するようになる。2025年（第112回）、るいと夫婦で岡山に帰郷し引き継いだ「Dippermouth Blues」店内で、ホットドッグを食べようとしてケチャップをこぼし、呆れたるいに拭いてもらっている場面が最後の登場となった。
大月ひなた（おおつき ひなた）
「#ヒロイン」を参照。
大月桃太郎（おおつき ももたろう）
演 - 青木柚（幼少期：野﨑春）
ひなた編に登場。1976年8月21日生まれ。安子と稔の孫。るいと錠一郎の息子でひなたの弟。二代目桃山剣之介がお忍びで回転焼き屋「大月」を訪れた日の夜に誕生した。モモケンにあやかろうという錠一郎の発案で桃太郎と名付けられた。もっとも本人は「剣太郎の方がよかった」と口にしている。
少年野球チームに入り、1992年、京都府内にある高校野球の名門校・京都西陣高校へ進学、野球部に所属する。
7歳(1983年)の頃から10年近くの間、ひなたの親友でよく大月家に遊びに来ていた小夜子に一途に思いを寄せていたが、1993年の夏に彼女が吉之丞と結婚することを知ったため一時期自暴自棄になり、吉之丞の店（あかにし）に陳列していたポータブルCDプレーヤーを窃盗する騒動を起こした。しかし、父・錠一郎の挫折と30年に及ぶ苦悩を聞いたことで立ち直り、ひなたと共に「あかにし」を訪れて窃盗の一件を謝罪、吉之丞に小夜子との結婚を祝福する言葉を贈る。その後は小夜子への思いを吹っ切り、再び野球に打ち込みレギュラーに選ばれるが、高校在学中の甲子園出場は果たせずに野球部を引退する。当時は近鉄の山崎慎太郎のファンで自室にポスターを貼っていた。
1994年8月に一家で岡山の雉真家を訪れた際、大叔父の雉真勇に野球好きという共通点でいたく気に入られ、岡山滞在中は勇とキャッチボールを楽しむ。また、前述の失恋のことも話しており、勇からは「女性を好きになったら、告白を先延ばしにすると絶対に報われない」というアドバイスを受ける。高校卒業後は岡山の大学に進学し、雉真家に下宿するため大月家を離れる。その後は社会人野球の名門・雉真繊維に入社し、野球を続ける。
2003年、クリスマスフェスティバルに出演する両親の関係者として来場。家族全員とトミーがいる控室で、磯村吟のラジオ番組に出演したアニー・ヒラカワのインタビューを聴き、この中でアニーがひなたと自分の祖母である安子だということを知り驚く。母・るいに対する懺悔と謝罪を話し、それを全て聞いたことで泣きながら取り乱するいを、錠一郎と共に落ち着かせる。るいが居ても立ってもいられずに安子に会いに行こうとするのを止め、ひなたに安子を引き止める役目を委ねる。るいのステージでの歌唱が終了した後、ひなたに背負われてやって来た安子がるいとの再会と和解を果たすのを、ひなたと同じく彼自身も涙を流して見届け、その後は家族みんなで夜遅くまで語り合った。
小夜子への想いを断ち切った後は暫く恋人がいなかったが、2005年、水田きぬの孫娘・花菜と「Dippermouth Blues」で出会い一目惚れし、翌年結婚する。息子・剣が誕生してからは雉真繊維の野球部を離れ、岡山から京都へ戻って実家の「大月」を継ぐ一方、母校である京都西陣高校の野球部監督に就任する。就任から10年後、選手として叶えられなかった甲子園出場を果たし、彼もまた父・錠一郎と同じく形を変えて夢を実現させた。
桃太郎の心情を語る場面では青木が語りを入れている。
水田花菜（みずた かな）→大月花菜（おおつき かな）
演 - 小野花梨（二役）
ひなた編（最終回）に登場。
きぬと力の孫で、岡山県美作市にある豆腐屋の娘。のちに桃太郎の妻、ひなたの義妹。
若い頃のきぬに瓜二つで、2004年に岡山を訪れた安子に祖母の近況を伝える。また、この時安子には最初、きぬと間違えられていた。
2005年、「Dippermouth Blues」で桃太郎と出会い、2006年に結婚、息子・剣を授かる。京都の夫の実家へ移り、回転焼き屋「大月」を継ぐ。
大月剣（おおつき けん）
演 - 藤原詩音（二役）
ひなた編（京都編・最終回）に登場。
桃太郎と花菜の息子でひなたの甥。るいと錠一郎の孫で、安子と稔、きぬと力の曾孫。
千吉と美都里、金太と小しずの玄孫で、杵太郎とひさの来孫にあたり、勇と算太の曾姪孫。
父・桃太郎と同じく大の野球好きで、のちに京都西陣高校へ進学、監督を務める父とコーチを務めるジョージの指導のもと甲子園に出場する。

#### 野田家
野田一子（のだ いちこ） / ベリー
演 - 市川実日子
るい編・ひなた編（京都編）に登場。
ジャズ喫茶「Night and Day」の常連客。通称はベリーで、本名は第59回で明らかとなった。通称の由来について錠一郎は「一子（いちこ）→イチゴ→（ストロウ）ベリー」と推測しているものの、本人曰く通称は大阪における仮の姿とのことで、京都に帰ってからはその名で呼ばないようにるいに伝えている。実家は京都の茶道の家元。錠一郎に片思いして高校時代は京都から大阪に通い詰め、進学先に大阪の短大の国文科を選ぶ。勝ち気な性格でジョーに接近したるいに当初敵意を抱くが、ダブルデートの際にトミーの説得を受け身を引き、るいと錠一郎の親友になる。錠一郎やトミー同様、るいのことを「サッチモ」と呼び、るい達が京都へ移住後もそれは変わらなかった。卒業後は京都に戻り茶道の師範となり、すぐに見合いで日本舞踊の師匠と結婚。るいの始めた回転焼き屋「大月」の得意先となり、自身の結婚式ではデザートとして回転焼き200個を注文している。また、1975年にたい焼きブームで「大月」の回転焼きが売れなくなった時にはるいを気にかけ、「こんなに美味しいあんこを作れるんだから、もっと本格的な和菓子屋にしたらどう？」と提案する。
後年娘の一恵が短大進学を希望した際には、遊び呆けて留年するであろうと予想して反対し、聞いていたるいに失笑される。
野田一恵（のだ いちえ）→榊原一恵（さかきばら いちえ）
演 - 三浦透子（幼少期：清水美怜）
るい編（京都編）・ひなた編（京都編）に登場。
ひなたの同級生にして親友。一子（ベリー）の一人娘。母譲りの勝ち気な性格。18歳の頃には茶道のお手前も一子にとりあえず及第とされるまで成長しているが、本当にこのまま茶道の道に進むか考える時間が欲しいことから短大進学、その後社会経験を得るため、ひなたを通して映画村でアルバイトをする。榊原の企画発案の舞台劇「京都茶道家殺人事件」の茶道家の被害者役が決まった美咲すみれに茶道指導したことをきっかけに、1992年には、すみれの主演ドラマ「茶道家水無月ぼたんの事件簿」シリーズの茶道指導として撮影協力をしている。同年8月にすみれが星川との結婚を発表した際には、ショックを受け憔悴しきった榊原を気にかけているような視線を向け、その後彼に対し個人的に茶を振る舞い、榊原が落ち目だったすみれのために東奔西走し、一流の女優として再ブレイクさせたことに対し、立派であると讃えた上で、彼のすみれへの好意に気づいていたことを明かす。それ以来なしくずしで榊原と付き合い始め、1999年プロポーズを受け結婚、子沢山一家となる。自身の結婚式には母の時同様デザートに「大月」の回転焼きを振舞っている。
夫の田中
演 - 徳井優（三役）
ひなた編最終回に登場。
日本舞踊の師範。一子の夫。

#### 竹村クリーニング店
竹村平助（たけむら へいすけ）
演 - 村田雄浩
るい編（大阪編）に登場。
大阪・道頓堀横丁の「竹村クリーニング店」のオーナー。1914年3月20日生まれ。るいを住み込みで雇い、妻・和子と共にるいを自分の娘のように面倒を見る。るいが錠一郎と結婚して大阪を離れた数年後の1960年代後半に体調を崩し、店を畳んで和子と共に大阪を離れる。2003年時点でも存命だが、前述の通り体調を崩していることから遠出が難しい状態となっており、「クリスマス・ジャズ・フェスティバル」へは出席できなかったものの、フェスティバルにるいが出演することをとても喜んでいたことが和子の口から語られる。
竹村和子（たけむら かずこ）
演 - 濱田マリ
るい編（大阪編）・ひなた編（岡山編）に登場。
平助の妻。夫・平助と「竹村クリーニング店」を経営している。夫と同様、るいを自分の娘のように面倒を見る。自身の青春時代が戦時中で自由がなかった経験から、慎ましいるいに対して、おしゃれをして遊ぶことを薦める。明るくにぎやかな性格で、錠一郎曰く「大阪のお母さん」。
1964年にるい夫婦が京都に移住後も交流は続き、ひなたのことも見知っていたが、1960年代後半に夫が体調を崩したことから店を畳み大阪を離れ、以降大月家とは年賀状のやり取りをするだけの疎遠な間柄となっていた。
2003年、旧岡山偕行社で催された「クリスマス・ジャズ・フェスティバル」に、錠一郎の招待で出席、元気な姿を見せた。

#### ジャズ喫茶「Night and Day」
大月錠一郎（おおつき じょういちろう）
「#大月家」を参照。
ベリー / 野田一子（のだ いちこ）
「#野田家」を参照。
木暮洋輔（こぐれ ようすけ）
演 - 近藤芳正
るい編（大阪編）・ひなた編（岡山編）に登場。
ジャズ喫茶「Night and Day」の支配人兼マスター。錠一郎をよく知る人物。来店したるいを通じて「竹村クリーニング店」にお試し注文し、安くて丁寧な仕事に感銘を受け、以後同店の得意先になる。2003年、旧岡山偕行社で催された「クリスマス・ジャズ・フェスティバル」に招待され、車椅子で出席。錠一郎がジャズピアニストとして復帰したことを誰よりも喜んだ。
トミー北沢（トミー きたざわ）
演 - 早乙女太一
るい編（大阪編）・ひなた編に登場。
木暮の営むジャズ喫茶「Night and Day」を拠点に活動するトランペット奏者（バンド名は「トミー北沢とブルーカメレオンズ」）。 本名・北沢富夫（きたざわ とみお）。親はクラシック音楽の演奏家。幼少期から英才教育を受けたエリートで、大勢の女性ファンを持つ。錠一郎の才能を見抜きライバル視しているが、同時に親友のような存在。
海岸でのダブルデート（ロケ地は淡路島の吹上浜）の際、錠一郎とるいは共鳴し合っていると察し、錠一郎に片想いするベリーに諦めるよう諭す。愛車は赤いオープンカー仕様のカルマンギア。
1992年時点では、既にプロデビューしCDを発売、アメリカに渡っての演奏もし、有名人となっている。1994年8月に岡山で錠一郎と再会。奈々と結婚し恐妻家となっているが、相変わらずのプレイボーイでもある。京都の「大月」を訪れてるいと再会を果たし、錠一郎がピアノ奏者として音楽活動を再開することを宣言する場に立ち会う。また、この時にひなたと桃太郎にも初めて会う。
1995年の錠一郎のピアニストデビュー後は、彼自身のバンドで共に活動を始め、クリスマス・ジャズ・フェスティバルでも同じステージに立つ。るいが歌い手として登場した「On the Sunny Side of the Street」では、若き頃に錠一郎が演奏したトランペットの音源を流し、過去の錠一郎（トランペット）と現在の錠一郎（ピアノ）との時を超えたセッションを展開。形を変えて二つの夢を同時に実現させた。
初登場時は「すかした男」と紹介され、キザな振る舞いが目立ち、1994年に再登場後もその振舞いは相変わらずであるが、錠一郎の音楽活動復帰のために尽力したり、第106回ではるいの本心に応えるために尽力するなど、実際は友情に厚い人物。全編を通してるいのことを「サッチモちゃん」と呼ぶほか、ひなたのことは「サニーちゃん」と呼ぶようになった。また、フェスティバルでるいを歌い手として紹介する際は「るい・サッチモ・大月」と紹介し、それを客席で聞いていた一子は「何ちゅうネーミングや」と笑っていた。

#### 赤螺家
赤螺清子（あかにし きよこ）
演 - 松原智恵子（若年期（安子編）：宮嶋麻衣）
全編通して登場（「るい編」ではるいと錠一郎が京都に移住してからの登場）。
岡山の朝丘町商店街の荒物屋「あかにし」の店主・赤螺吉兵衛の妻。優しく控え目な性格。岡山大空襲で夫を亡くし、故郷の京都で息子の吉右衛門と「あかにし」を立て直しつつましく暮らす。
岡山時代のことは良く覚えておらず、吉右衛門が生まれた日に起きた算太によるラジオ窃盗をひなたに話した際も、「近所の和菓子屋の息子がやった悪戯」としか覚えておらず、店の名前が「御菓子司 たちばな」ということも、盗人の名前が算太だったことも思い出せなかった。しかし、1993年のクリスマスにるいを訪ねてやって来た算太のダンスを観たことで岡山時代のことを思い出し、病で死を待つばかりの身となった算太のもとへ吉右衛門と共に駆けつける。
正確な時期は明かされていないが、1994年の終わりに曾孫・小夜吉が誕生したのを見届けた後に死去したことがひなたによって語られている。
赤螺吉右衛門（あかにし きちえもん）
演 - 堀部圭亮（二役）（乳児期：角野彩晴、幼少期：中川聖一朗、少年期：石坂大志（二役））
全編通して登場（「るい編」ではるいと錠一郎が京都に移住してからの登場）。
吉兵衛と清子の一人息子。初代桃山剣之介がデビューした昭和8年（1933年）に出生。岡山大空襲で父を亡くし、母と共に京都のあかね通り商店街に移住し、「あかにし」を復活させた（後年電器屋に転業）。1964年ごろに初美と結婚。あかね通り商店街会長。息子吉之丞はひなたと同級生。
家族揃って甘味が大好物で、岡山では「たちばな」の、京都では「大月」の常連客となっている。
幼少期は父を理詰めで諭す冷静沈着なしっかり者で、前述の買い占めをした父に清子が抗議したことで暴言を吐いたことに怒り、痛罵した末に見限ったこともあるが、成長するにつれ風貌も性格も父そっくりとなる。しかし、家族以外の人間を牽制するような目をしていた父よりは目つきが柔和で、錠一郎のモモケン談義に乗って共にチャンバラに興じるなど、ノリの良い面もある。人情もあり、るいが「あかにし」店内で倒れた際には、自転車の練習をする錠一郎の元へ息せき切って走り知らせている。また、息子の吉之丞がひなたに誤ってケガをさせてしまった際は、るいたちのもとを訪れて深く謝罪し、お詫びに福引10回分（100枚）の券を渡す。この福引でるいが3等賞品である年代物の真空管ラジオ「FIRE AFTER」を当てる。
京都にるいと錠一郎が移住してきたばかりの頃、前述の錠一郎とのチャンバラで腰を痛め、これに怒って2人に商店街から出ていくよう言い放ったが、母の説得で矛を収める。この時にるいから回転焼きを渡されており、これを口にすると「懐かしい味がする」と呟き、舌鼓を打つ。
かつて父が自身に対してそうだったように、幼少期の吉之丞には甘く、溺愛している。
清子と吉右衛門は岡山大空襲から40年近く経って(1984年)も、それぞれ非難、痛罵したのが最後の吉兵衛とのやり取りになってしまったことを後悔しており、「そば処うちいり」内でひなたの前で思い出話の末たまらず号泣する。
1993年のクリスマス、母と共に病床の算太のもとに駆け付ける。算太に「吉右衛門か？」と訊かれると、「そうじゃ。あんたがラジオを盗んだ朝に生まれた吉右衛門じゃ」と答える。
2004年、京都を訪れた安子と60年ぶりに再会するが、対面当初安子は、一緒に連れてきた小夜吉を吉右衛門だと勘違いしていた。
赤螺初美（あかにし はつみ）
演 - 宮嶋麻衣（二役）
るい編（京都編）・ひなた編（京都編）に登場。
吉右衛門の妻（旧姓は不明）。嵐電北野白梅町駅近くの「そば処うちいり」（京都市北区）の店員だったが、「あかにし」へしばしば出前を届けに来る内に吉右衛門の意中の人となる。店の主人が業務用自転車を買い替え、今までのをどうしようかと困っていた際、おりしも自転車を求め「あかにし」に来店したるい夫婦と出会い、無償譲渡した。若い頃の清子と瓜二つ。
赤螺吉之丞（あかにし きちのじょう）
演 - 徳永ゆうき（幼少期：石坂大志（二役））
るい編（京都編）・ひなた編（京都編）に登場。
赤螺吉右衛門と初美の一人息子で吉兵衛と清子の孫。ひなたの幼馴染で同級生。ガキ大将で小学生時代はひなたとよくトラブルを起こす。ひなたとは長じても相変わらずケンカ友達のような関係だが、吉之丞が憎まれ口を叩いてもひなたがあっさり認めるやりとりに変わっている。
1983年時点では吉右衛門に店番をさせられつつも、本人は大型家電量販店の進出による商売の先細りを予想しており、店を継ぐ気はなかった。一度は一般企業に就職するが、1992年時点では退職し家業を継いでいる。1992年夏に同級生の小夜子と再会し交際に発展、1993年ごろ結婚。後に2児の父となる。
母初美ともども美咲すみれの大ファン。
演者の徳永は、自身の趣味特技を活かし、劇中で登場する京都市の路面電車の車掌のアフレコも行っている（ノンクレジット）。
藤井小夜子（ふじい さよこ）→赤螺小夜子（あかにし さよこ）
演 - 新川優愛（幼少期：竹野谷咲）
るい編（京都編）・ひなた編（京都編）に登場。
ひなたの同級生。小学4年生の夏休み、傘を忘れて雨宿りしていたところをひなたに傘を貸してもらい、後日返しに大月家を訪れた際にひなたの宿題を手伝ったことで親友となる。優等生で、英会話、ピアノ、書道に長けている優しくおしとやかなお嬢様。学校の先生になるのが夢。
高校卒業後の1984年4月に4年制大学へ進学。1992年時には桃太郎の通う京都西陣高校の国語教師となっている。
1992年夏、大月家を訪ねた際に吉之丞と再会し交際に発展、翌年春に婚約し結婚。1994年の終わりに息子の小夜吉を出産し、それから数年後には第2子・伝吉を出産する。
その後「あかにし」の手伝いをするために高校を退職し、2022年の時点では自宅で学習塾を開業している。
赤螺小夜吉（あかにし さよきち）
演 - 石坂大志（三役）（幼少期：中川聖一朗）（二役））
ひなた編（京都編）の後半に登場。
吉之丞と小夜子の長男。吉右衛門と初美の孫で、吉兵衛と清子の曾孫。1994年12月生まれ。
幼少期の吉右衛門に瓜二つで、かなりのしっかり者。ひなたの良き理解者であり、1999年の春、祖父母と共に「大月」を訪れ、だんご3兄弟ブームで回転焼きの売り上げが減少していることに対し「どうかくじけずにおきばりやす」と、ひなたに励ましの言葉をかける。また、ひなたが結婚していないことに言及していた小夜子を優しくたしなめる場面も見られ、この持論にひなたを関心させた。
赤螺伝吉（あかにし でんきち）
演 - 中川聖一朗（三役）
ひなた編（京都編・最終回）に登場。
吉之丞と小夜子の次男。吉右衛門と初美の孫で、吉兵衛と清子の曾孫。

#### 条映太秦映画村関連の人々
五十嵐文四郎（いがらし ぶんしろう）
「#ハリウッド映画関係者」を参照。
二代目 桃山剣之介
演 - 尾上菊之助（二役）
るい編（京都編）・ひなた編（京都編）に登場。
初代桃山剣之介の息子で、時代劇界の二世スター。二代目襲名前の芸名は桃山団五郎（ももやま だんごろう）。銀幕を舞台とした父に対しテレビで頭角を現し、父の死から1年がたった1965年4月4日（ひなたの誕生日でもある）に桃山剣之介を襲名し、1966年から父の当たり役だった「棗黍之丞」をテレビシリーズで演じている。演技を離れれば腰が低い温厚な紳士で、映画村でのサイン会では小学生のひなたにも敬語で語り掛け、彼女の「侍になりたい」との唐突な言葉に一瞬戸惑いながらも、志を失わなければきっとなれると優しく答え、彼女からプレゼントされた「大月」の回転焼きを席を立って礼儀正しく受け取る。後日お忍びで「大月」を訪れ、現場の差し入れ用に回転焼きを大口注文した際には正体がバレて周囲は騒然となる。その最中突如るいが産気づき、待たせてあった車でるいを病院まで搬送する。
父の遺作となった映画「妖術七変化 隠れ里の決闘」で敵・小野寺左近役を演じる予定だったが、確執の続いていた父の意向により降板させられ、完成した作品をガラガラの映画館で観ながら悔し泣きしていたところ、サンタ黒須と名乗る男に声をかけられ意気投合、彼を振付師として雇い「ダンゴちゃん」と呼ばせる仲となる。後年「妖術七変化」を再映画化し主演を務める。
自身の主演で再映画化することとなった「妖術七変化」の敵役オーディション終了後、ひなたを呼び止めて自身の過去を話す。桃山剣之介襲名後の自分は父の名を汚しているのではという葛藤を抱えていたが、小学5年生だったひなたがサイン会に訪れ、渡された「大月」の回転焼きを食べたことが転機となり、サンタの「あんこのおまじない」を思い出し、父が自分をずっと見守っていたということに気付けたと明かす。「妖術七変化」の再映画化は、1976年8月21日に「大月」を訪れて目にしたオリジナル版「妖術七変化」のポスターを見たことで、父の声に後押しされたからと話す。そして、サイン会でひなたの問いに返した言葉が父の口癖だったことを明かし、自分は父の志をしっかり受け継いでいたということに気付けたと、ひなたに深い感謝を贈る。
算太が死去した際には葬儀を取り仕切ったことが語られている。
ハリウッド映画「サムライ・ベースボール」に、マット・ロリンズ演じる主人公に大きな影響を与える藩主役で出演。
長らく独身だったが、2006年、美咲すみれと結婚。「棗黍之丞」シリーズで共演した間柄から「40年ごしのゴールイン」と報道された。
伴虚無蔵（ばん きょむぞう）
演 - 松重豊
るい編・ひなた編（京都編）に登場。
条映撮影所のベテラン大部屋俳優。映画「棗黍之丞」シリーズでは斬られ役の常連。敵役・小野寺左近に抜擢された「妖術七変化 隠れ里の決闘」では、彼の殺陣が高く評価された。日常でも服装は着流しで、侍の様な古風で格式張った口調で話すことが多いが、本来の言葉遣いは普通に関西弁である。「妖術七変化」出演時、自身の台詞回しが至らないことが原因で作品が駄作と評され、しかもそれが初代桃山剣之介の遺作となってしまったことへの悔恨の気持ちから、常に鍛錬を忘れないよう敢えてそうしている。1984年から轟の依頼で五十嵐に殺陣の稽古をする。
「ミス条映コンテスト」でのひなたの殺陣（脚本外のハプニング）を見て、翌日自ら「大月」に足を運び、ひなたを「滅びる運命の時代劇を救える人物」と見込み、夏休み期間中映画村でのアルバイトに誘い（会社ではなく彼個人による採用）、ひなたが条映に入社するきっかけを作る。
「妖術七変化 隠れ里の決闘」再映画化において左近役のオーディションに応募し最終選考まで進むが、主役の二代目桃山剣之介に「自分にとっての左近を見つけるため」との趣旨から却下される。その際に彼の口から、初代桃山剣之介は息子への当てつけではなく伴に一目置いて左近役に選んだことを聞かされ、この作品に対する20年の蟠りが氷解する。
ハリウッド映画「サムライ・ベースボール」に出演してほしいと何度もオファーを受けていたが、西洋映画に関心がないという理由から断り続けていた。しかし、ひなたやアクション監督アシスタントとしてやって来たかつての後輩である五十嵐の熱心な説得と、アニー・ヒラカワの座礼を目にしたことで出演のオファーを受けることを決め、作品には二代目剣之介演じる藩主が最も信頼を寄せる無口な家老役として出演することが決定した。記者会見の席では、二代目剣之介に「暗闇にいたのでは、見えない景色もあるんです」という言葉をかけられていた。
2022年時点でも健在で、俳優業の傍ら後進の育成にもあたっている。映画村を訪れたひなたから、新しいラジオ英語講座の講師のオファーを受けるべきか迷っていることを聞くと、「鍛錬により培ったものは一生の宝となる。その宝は、分かち与えるほどに輝きを増す」と助言する。婦人公論は「ラストサムライ」にも出演した「伝説の切られ役」福本清三がモデルではと推測している。
美咲すみれ（みさき すみれ）
演 - 安達祐実
るい編（京都編）・ひなた編（京都編）に登場。
ひなたがお気に入りのテレビ時代劇「棗黍之丞」シリーズで初代茶屋の娘「おゆみ」を演じ脚光を浴びた。同番組卒業後はテレビドラマに活路を見出し東京に行くが、1983年時点ではドラマ仕事は下降気味ながらもプライドは高い女優になっていた。
同年の夏、「棗黍之丞」シリーズ関連イベントのゲストに招かれ2年ぶりに映画村を訪れるが、榊原に噛みつき、イベント出演の条件に条映ドラマへの出演を強要する。榊原がテレビ時代劇「破天荒将軍」の監督・轟に頭を下げて頼み、出演が決まったが、セリフは場が凍りつく程の棒読みで、挙句撮影中に演出や脚本の変更を何度も注文し、スタッフ一同を辟易させる。加えて現場に居合わせたひなたから協力のつもりで作法を指摘されると機嫌を損ねて撮影を中断させる。しかし、見かねた五十嵐とひなたの激論を聞く内におゆみを演じた頃を思い出して監督たちと打ち解け、以後の演技は改善しオールアップする。1984年の春時点においても高慢な態度は相変わらずで榊原とひなたを呼び捨てにするが、ひなたに対しては酒の愚痴に付き合わせる程に親しくなっている。ひなたには酒の席で、「棗黍之丞」シリーズで共演した二代目桃山剣之介について、ろくな男ではないと評価する発言をした。同年、映画村の舞台「京都茶道家殺人事件」で茶道家の被害者役を演じることとなり、ひなたと一緒に野田家に通い茶道の教授を受ける。一恵からの厳しい指導の毎日に不満を爆発させ一子に一喝されるが、後に茶道家は当たり役となり、1992年時点では毎週レギュラー放送のサスペンスドラマ「茶道家水無月ぼたんの事件簿」シリーズや2時間ドラマの主役として活躍している。同年8月、星川凛太朗と結婚するも、1999年に離婚。
星川との離婚後は心機一転して芝居に打ち込み、ハリウッド映画「サムライ・ベースボール」に端役ながらも出演する。
2006年に、桃山剣之介と再婚する。
榊原誠（さかきばら まこと）
演 - 平埜生成
ひなた編（京都編）に登場。
条映映画村の社員。映画村のイベントやショーを企画している。
ひなたと同じく時代劇好き。ひなたがミス条映コンテストに出場したことを覚えており、映画村でアルバイトを始めたばかりのひなたとは意気投合し、施設内を案内したり業界事情を説明するなど親切に接する。ひなたの条映入社後は直属の上司となり、様々なイベントを共に企画する。
「棗黍之丞」シリーズのおゆみのファンであることから演じたすみれに対して強い思い入れがあり、初めて採用された自身の企画に当時落ち目だったすみれをゲスト出演に呼んだり、彼女の女優の正念場と判断した茶道家役作りに、野田家で茶道修業をさせるなど並々ならぬ情熱を傾け、すみれの復活の影の立役者となるも、彼女の結婚を知った時はすっかり憔悴。この様子を見かねた一恵に茶席に招かれたことがきっかけで一恵と付き合い始め、1999年プロポーズし結婚、子沢山一家となる。
最終回（第112回）では、定年退職するまで映画村に勤めたことがナレーションにより語られている。
轟強（とどろき つよし）
演 - 土平ドンペイ
ひなた編（京都編）に登場。
条映撮影所所属の監督。助監督時代、テレビ時代劇「棗黍之丞」シリーズの「黍之丞危機一髪、おゆみ命がけ」の回を演出した。当時の力関係の名残から、すみれには頭が上がらない。また彼女を苦手視していることもあり、1983年にテレビ時代劇「破天荒将軍」の監督を勤めるなかで、榊原からすみれの出演を懇願された際には難色を示す。
ひなたが出場した「ミス条映コンテスト」では審査員と演技審査の脚本家も勤め、唐突なストーリー展開を他の審査員に突っ込まれつつも、クライマックスの侍の愛の告白セリフを自賛する。出場者たちがストーリーの流れを読み取り各々忠実に演じる中、ひなたが私情から相手に怒りをぶつけて刀で斬るという狂態を演じた際には、会場中が盛り上がる中で苦虫をかみつぶす。
1992年には、時代劇の先細りから2時間ドラマの監督が多くなるなか、ひなたが発案した映画村内でのおばけ屋敷開業のアイデアを聞き、自ら演出に名乗り出る。五十嵐が星川への暴言という事態を引き起こしたことを知った際は、苦渋の決断として「破天荒将軍」への出演禁止を言い渡した。
2002年には「サムライ・ベースボール」における剣之介と虚無蔵の記者会見に出席。虚無蔵のそれまでの苦労を知っていることもあり、記者会見での虚無蔵の様子を見て感涙にむせぶ。
司会者
演 - 浜本広晃
ひなた編（京都編）に登場。
二代目 桃山剣之介サイン会およびミス条映コンテストの司会者。映画村のコマーシャルではナレーションも担当している。
アシスタント
演 - 小塚舞子
ひなた編（京都編）に登場。
ミス条映コンテストのアシスタント。
八代将（やしろ まさる）
演 - 谷口高史
ひなた編（京都編）に登場。
条映の社長。
高山理恵（たかやま りえ）
演 - 羽瀬川なぎ
ひなた編（京都編）に登場。
ミス条映コンテストの候補者で後にミス条映に選ばれる。
翌年には再映画化された「妖術七変化 隠れ里の決闘」におふね役で出演する。
星川凛太朗（ほしかわ りんたろう）
演 - 徳重聡
ひなた編（京都編）に登場。
テレビ時代劇「破天荒将軍」シリーズの主演俳優。1994年にすみれと結婚するが、1999年に離婚。離婚後のすみれからは、代表作である「破天荒将軍」をもじって「理不尽将軍」と揶揄されていた。
武藤蘭丸（むとう らんまる）
演 - 青木崇高
ひなた編（京都編）に登場。
二代目桃山剣之介主演の映画「妖術七変化!隠れ里の決闘」の敵役・小野寺左近にオーディションで選ばれた無名の俳優。
1992年8月に、年末大型時代劇の主演決定がスポーツ新聞の「裏1面」で報じられ、オーディションに落ち8年間大部屋に燻る五十嵐の苛立ちを助長させ、星川とのトラブルに向かわせた。2006年にはテレビドラマ「棗黍之丞2006」の主演を務める。
畑野
演 - 三谷昌登
ひなた編（京都編）に登場。
「破天荒将軍」の助監督。
平岡 / 園山 / 岸
演 - 西村匡生 / 美藤吉彦 / 笠松祐介
ひなた編（京都編）に登場。
条映撮影所所属の大部屋俳優たち。
総髪さん
演 - 吉田真由
ひなた編（京都編）に登場。
衣装さん
演 - 竹内宏樹
ひなた編（京都編）に登場。
役者
演 - 東山龍平
ひなた編（京都編）に登場。
「破天荒将軍」で破天荒将軍の従者・千代之介役で出演する役者。
殺陣師
演 - 平宅亮
ひなた編（京都編）に登場。
殺陣師
演 - リー村山
ひなた編（京都編）に登場。
条映撮影所を訪れた映画『サムライ・ベースボール』制作関係者達の前で四方切りを披露する。
町娘
演 - 三田みらの、岸本華和
るい編（京都編）に登場。
幼少期のひなたが錠一郎と共に訪れた映画村の団子屋「やまぶき」の店員。
澤田美奈子
演 - 尾本祐菜
ひなた編（京都編）に登場。
ミス条映コンテストのエントリーナンバー1番の候補者。
國村さゆり
演 - 小田ゆりえ
ひなた編（京都編）に登場。
ミス条映コンテストのエントリーナンバー2番の候補者。
鈴木莉子
演 - 青木もも
ひなた編（京都編）に登場。
ミス条映コンテストのエントリーナンバー11番の候補者。
候補者
演 - 白鳥かすが、原麻梨乃、阿部里佳子ほか
ひなた編（京都編）に登場。
ミス条映コンテストの候補者。
サンタ黒須
「#橘（たちばな）家の人々」を参照。

#### ハリウッド映画関係者
五十嵐文四郎（いがらし ぶんしろう）
演 - 本郷奏多
ひなた編（京都編）に登場。
登場時は俳優養成所を出たばかりの駆け出し大部屋俳優。1963年生まれ。東京出身で、時代劇俳優になる夢を抱いて京都に来た。家を飛び出したため親には一切頼れず、まだ薄給で食事もままならないほどの極貧生活を送っている。真冬の土左衛門役で死ぬような目にあった後、「大月」でるいが焼いた出来たての回転焼きを食べたことで、挫けそうになった時には「大月」の回転焼きを食べて気持ちを奮い立たせるようになった。来店の都度出来立てを頼むが、貧乏なので買うのは毎回1個だけ。また、ひなたに自分の名前を「アラカンの50倍だ」と豪語の上、自身はアラカンもモモケン（桃山剣之介）も超えると大言壮語を吐くが、それは虚勢で実は気が弱く、基本的には礼儀正しい人物。
ひなたとは、1983年4月に当時高校3年生だった彼女が独りで店番中の時に初めて出会う。回転焼き屋の娘なのに回転焼きを焼けないことを蔑んだ上、回転焼きは焼けなくても引き算は出来るのかと痛烈な皮肉を浴びせたため、ひなたから見た彼の第一印象は最悪であった。「ミス条映コンテスト」の演技審査で茶屋の娘を演じるひなた達を救う侍役として再会、上記の経緯からひなたは演技中であることを忘れ、衝動的に彼の腰から脇差を奪い斬り捨てる。想定外の演技に一瞬固まるもの、すぐにアドリブで対応して斬られ役の演技を披露、会場を大いに沸かせる。以降、顔を合わせればいがみ合っていたが、お互いに心の底から時代劇を愛していることがわかってからは、憎まれ口を叩きつつもケンカ友達のような関係に変化する。ひなたが振付師のサンタ黒須から「妖術七変化 隠れ里の決闘」のリバイバル上映チケットを2枚貰ったことを知った際には、土下座をして譲って欲しいと頼み込み、ひなたと二人で観に行っている。「妖術七変化 隠れ里の決闘」の再映画化に伴う敵役の最終オーディションの前、ひなたによる出来立ての回転焼きを渡された際には、感謝の言葉を述べている。このオーディションには落選するも、初めて名前とセリフのある端役・伊織役に配役される。しかし、その後の飛躍は無く大部屋俳優のまま、一度は結婚を決意した恋人ひなたへの態度も煮えきらないまま、1992年8月には、ヤケ酒をあおり酩酊しているところに偶然居合わせた大先輩の俳優・星川に向かって暴言を吐いたことが原因で、条映から出演禁止処分を受ける。夢を諦め実家で働くことを決意し、ひなたに東京への同伴を誘うが、ひなたに拒否されたことで別れを告げることとなり、自身と過去を重ねた錠一郎に励ましの言葉と共にトミー北沢のCDを貰い一人帰郷する。しかし夢を諦めきれず、親から勘当同然で渡米、トミー北沢のCDを心の支えに、ハリウッドの世界に単身飛び込む。下積みの末ニコラス・ミラー監督にアクションを認められ、アクション監督助手となる。名義を「ブン・イガラシ」とし、2001年映画村にハリウッド映画「サムライ・ベースボール」のオーディションスタッフとして訪れた際にひなたと再会する。その時点で既に同映画で衣裳担当のデイジーと交際しており、彼女に求婚する決意をひなたに語る。2004年にデイジーと結婚して後に一児（男児）の父となる。2022年時点ではハリウッドのアクション監督として雑誌で取り上げられる程の活躍を見せているほか、妻・デイジーとの間に生まれた息子は、舞台俳優として活躍。
アニー・ヒラカワ→安子・ローズウッド
「#ヒロイン」を参照。
製作統括の堀之内礼二郎は、アニー・ヒラカワの人物設定にあたり『ラスト サムライ』のキャスティングディレクターを務めた奈良橋陽子を取材したことを明かしている。
ジョージ
演 - ハリー杉山
ひなた編に登場。
アニー（安子）の甥で、アニーのアシスタントとして2001年に初来日。日本語は話せないが、野球と侍映画をこよなく愛する。
アニーが1999年に来日した際、岡山を訪れなかったことに言及するなど、アニーが岡山と関係があるような発言をする。
2005年以降、日本語の読み書きを覚え、京都へ移住。桃太郎が監督を務める京都西陣高校の野球部にコーチとして就任し、後に桃太郎とその息子剣と共に甲子園に出場。愛称はCurious George（絵本の「ひとまねこざる」（または「おさるのジョージ」）の原題）。
ニコラス・ミラー監督
演 - リー・スターク
ひなた編（京都編）に登場。
ハリウッドの映画監督。五十嵐の才能を見出し、自身の監督作品「サムライ・ベースボール」でアクション監督助手として起用する。
マシュー・クラーク撮影監督
演 - ダニエル・コリンズ
ひなた編（京都編）に登場。
ハリウッドの映画撮影監督。
マット・ロリンズ
演 - マイケル・キダ
ひなた編（京都編）に登場。
アカデミー主演男優賞受賞経験のあるハリウッド映画俳優。映画「サムライ・ベースボール」主演俳優。2001年来日、桃山剣之介・伴虚無蔵と共に制作発表会に臨む。
デイジー
演 - アンジェラ・ニーハウス
ひなた編（京都編）に登場。
映画「サムライ・ベースボール」の衣裳担当として、1999年と2001年来日。2004年に五十嵐と結婚し、後に一児の母となる。
通訳 パトリシア
演 - 米倉リエナ
ひなた編（京都編）に登場。
ミラー監督一行に同行する通訳者。
カメラマン
演 - 和泉大輔
ひなた編（京都編）に登場。
映画「サムライ・ベースボール」におけるアクション俳優のオーディションでカメラを回していた。

#### 大阪の街の人々
西山太（にしやま ふとし）
演 - 笑福亭笑瓶
るい編（大阪編）に登場。
竹村クリーニング店の近所にある映画館の館主で町内会長。
片桐春彦（かたぎり はるひこ）
演 - 風間俊介
るい編（大阪編）に登場。
「竹村クリーニング店」に時々来店する客。一人で店番中のるいがクレームをつけて来た「こわもての田中」に恐喝された際に彼女を助け、それをきっかけにるいと懇意になる。「弁護士の卵」を自称していたが既に法律事務所に勤めていた。るいとの初デートで映画「椿三十郎」を観て彼女と益々意気投合し、鑑賞後食事に誘う。その時一陣の風が吹き、るいの額の傷痕を見て一瞬凍り付いた。慌て場を取り繕って改めて食事に誘うが時既に遅く、彼の強張った表情を見てしまったるいは深く傷付く。デートを中断して帰ろうとするるいを引き止めず見送った。その後クリーニングを頼んでいた背広を受取りに一度だけ来店したが、るいの丁寧ながら余所余所しい態度に恋の終わりを悟り、黙って立ち去る。以後の消息は不明。
山崎てる子（やまざき てるこ）
演 - 春やすこ
るい編（大阪編）に登場。
近所の主婦。
洋服店店員
演 - 牧勢海、実羚淳、澄輝さやと
るい編（大阪編）に登場。
「竹村クリーニング店」の客
演 - 馬塲由貴、田中宗利、古林奈緒美
るい編（大阪編）に登場。

#### 京都の街の人々
森岡新平（もりおか しんぺい）
演 - おいでやす小田
るい編（京都編）・ひなた編（京都編）に登場。
大月家・赤螺家と同じ京都のあかね通り商店街で酒屋を営む。
島田修治
演 - 中谷悠希
るい編（京都編）に登場。
ひなたの小学校時代のクラスメイトで、吉之丞の取り巻きの1人。
土井哲也
演 - 植村遥斗
るい編（京都編）に登場。
ひなたの小学校時代のクラスメイトで、吉之丞の取り巻きの1人。
木下貞雄
演 - 高垣眞清
るい編（京都編）に登場。
ひなたの小学校時代のクラスメイトで、吉之丞の取り巻きの1人。
島田節子
演 - 楠瀬アキ
るい編（京都編）・ひなた編（京都編、1シーンのみ）に登場。
修治の母。
土井春子
演 - 飯塚涼子
るい編（京都編）に登場。
哲也の母。
木下千栄子
演 - 岡部尚子
るい編（京都編）に登場。
貞雄の母。
先生
演 - 高井俊彦
るい編（京都編）に登場。
ひなたの小学校の担任の先生。
あきおの父
演 - 向田至
るい編（京都編）に登場。
あきお
演 - 上田琳斗
るい編（京都編）に登場。
錠一郎に自転車の乗り方を教えた子供の1人。
客
演 - 中道裕子、田所草子
るい編（京都編）に登場。
大月家に回転焼きを買いに来た主婦。

#### 物語に関わる人物（るい編）
磯村吟（いそむら ぎん）
演 - 浜村淳
るい編・ひなた編（京都編）に登場。顔出しする最終週以外は声のみの出演だった。
ラジオパーソナリティ。錠一郎とるいが鑑賞した映画「棗黍之丞 妖術七変化 隠れ里の決闘」について、作品自体は「日本映画史上まれに見る駄作」と酷評するが、ラストシーンの殺陣は好評する。ジャズにも詳しく、関西一のジャズトランペッターを決めるコンテスト「関西ジャズトランペッターニューセッション」の優勝はトミー北沢と予測する。
1999年時点でも息の長い活動を続けており、夏の高校野球やノストラダムスの大予言について言及している。
2003年時点ではラジオ番組「みんなあつまれ磯村吟です」を担当しており、「棗黍之丞 仁義剣」について言及した際にゲストのアニー（安子）が突然日本語を話し出した時には、困惑しながらも無事に番組を進行させた。
笹川光臣（ささがわ みつおみ）
演 - 佐川満男
るい編（大阪編）に登場。
東京の芸能事務所「ササプロ」の社長。1963年8月10日のコンテスト「関西ジャズトランペッターニューセッション」を主催した。
笹川奈々（ささがわ なな）→ 北沢奈々（きたざわ なな）
演 - 佐々木希
るい編（大阪編）に登場。ひなた編（岡山編）では声のみの登場。
光臣の娘。コンテストに優勝した錠一郎をデビューに導くべくビジネスパートナーとして支える。錠一郎がトランペットを吹けなくなると通院に付き添い、るいから錠一郎宛の手紙が届くと、二人の仲を理解し、錠一郎に返事を書くよう勧める。錠一郎が父に見限られ帰阪した際、心配して彼の後を追う。錠一郎と親しげに話す様子をるいに目撃され、誤解を招く。その後、トミーをプロにスカウトしに口説きこっぴどく振られたが、1994年の時点ではプロになったトミーと結婚しており、彼の遊び癖に頭を悩ませている。
内山裕三 / 里見雅彦
演 - 黄啓傑 / 横尾昌二郎
るい編（大阪編）に登場。
ジャズトランペッターコンテストの出場者。磯村からは最有力候補としてラジオ番組で取り上げられていたが、錠一郎（ジョー）とトミーに敗れる。

#### 物語に関わる人物（ひなた編）
アナウンサー
声 - 森下和哉（日本語センターアナウンサー）
るい編（京都編）に声のみの登場。
桃山団五郎が父・桃山剣之介の二代目を襲名したことを報じるアナウンサー。
アナウンサー
声 - 小野塚康之（元NHKアナウンサー）
るい編（京都編）・ひなた編（京都編）に声のみの登場。
1975年の夏の甲子園大会の実況アナウンサー。1983年にも京都の天気予報を報じている。その後も高校野球の実況担当として登場している。
アフロの田中
演 - 徳井優（二役）
るい編（京都編）に登場。
「大月」の前を通りかかった子門真人似の男。『およげ!たいやきくん』の大ヒットによるたい焼きブームで回転焼きの販売が激減していたため、るいの険悪な視線を浴び、慌てて立ち去る。彼が去った後もるいは「子門真人を恨んでもしゃあないやろ。」と一子に声を掛けられるまで恨めしそうな視線を送り続けていた。
東後勝明（とうご かつあき）
声 - 伊藤サム
実在人物。るい編（京都編）に声のみの登場。
NHKラジオ「英語会話」の講師。「Welcome to our English conversation program!」が番組冒頭の常套句。
ラジオ英語講座の声
声 - BOA、ブレイク・クロフォード、エリカ・ピーターソン、ジョエル・D
「英語会話」の登場人物の声を担当。
ウィリアム・ローレンス（ビリー）/ナレーション
演 - 城田優（幼少期：幸本澄樹）
るい編（京都編）・ひなた編に登場。
アメリカ人で、通称はビリー。1976年、子供の頃に叔父と共に観光で京都を訪れ、ひなたとは太秦映画村で初めて出会う。彼に恋心を抱いたひなたは俄かに英語を勉強し始めたが挫折し、結局一言も交わすことがないまま帰国する。
それから50年近くが経った2024年、最終週でラジオ英会話番組「ひなたのサニーサイドイングリッシュ」の講師パートナーとして再登場。2025年に太秦映画村でひなたと再会し、彼が落としたキーホルダーをひなたが拾ったことから、彼の正体がかつてひなたが恋心を抱いていたビリーであることに気付く。そして、子供の時には言えなかった「回転焼きを食べましょう」というひなたの英語を聞き、「Why not（いいですね）」と返し、二人で「大月」に向かうところで物語は幕を閉じる。また、彼とひなたによる英語のナレーションが、「ひなたのサニーサイドイングリッシュ」（全112回）の語学番組のテキストであったこともここで判明する。
ビリーの叔父
演 - 桂三輝
るい編（京都編）に登場。
受付
演 - なるみ
ひなた編（京都編）に登場。
ひなたが3か月間のマンツーマン英語講座を受講した英語教室の職員。
メアリー
演 - ケイト・J
ひなた編（京都編）に登場。
ひなたが3か月間のマンツーマン英語講座を受講した英語教室の講師。
1999年、「大月」で回転焼きを購入した帰りに偶然、ひなたと再会。英語で言葉を交わし、別れ際に英語がとても上達している、と励ます。
雉真勇（きじま いさむ）
「#雉真家」を参照。
雉真雪衣（きじま ゆきえ）
「#雉真家」を参照。
柳沢健一（やなぎさわ けんいち）
「#喫茶店「Dippermouth Blues」」を参照。
柳沢慎一（やなぎさわ しんいち）
演 - 前野朋哉（二役）
ひなた編に登場。
定一の曾孫で健一の孫。健一に曾祖父の経営していた喫茶店「Dippermouth Blues」の再興を勧め、自身も手伝う。トミー北沢のファンというおませな一面を持ち、2005年時点では定一、健一の遺影を手元に置き一人で店を切り盛りするが、その後トミー北沢に気に入られ付き人になり不在がちになったため、るいと錠一郎が「Dippermouth Blues」を引き継ぐことになる。
トミー北沢 / 北沢富夫（トミー きたざわ / きたざわ とみお）
「#ジャズ喫茶「Night and Day」」を参照。
遠山顕（とおやま けん）
声 - 遠山顕
本人役。ひなた編（岡山編）に声のみの登場。
NHKラジオ第2放送の英会話講座『英会話入門』（1994年度）の講師で、声も本人が担当。
ジェリー・R・デビッドソン
声 - ジェフ・マニング
実在人物。ひなた編（岡山編）に声のみの登場。
『英会話入門』（1994年度）における遠山のパートナー。
声を担当したジェフ・マニングは、『遠山顕の英会話楽習』で実際に遠山のパートナー役を務めている。
小川未来（おがわ みき）
演 - 紺野まひる（二役）
ひなた編に登場。NHKの職員。澄子に瓜二つ。
ひなたに2024年度から始まるラジオ英会話講座の講師を依頼する。その際に、子連れの女性と共に「英語会話」を聞いていたという父の思い出話をし、自身が敏夫の娘で澄子の孫であることを示唆している。
マーシャ・クラッカワー
声 - マーシャ・クラッカワー
実在人物。ひなた編に声のみの登場。
NHKラジオ英会話講座の講師。遠山同様、本人が声を担当。
大杉正明（おおすぎ まさあき）
声 - 大杉正明
実在人物。ひなた編に声のみの登場。
NHKラジオ英会話講座の講師。遠山、マーシャ同様、本人が声を担当。

#### その他（るい編）
大阪のホテルの面接担当者
演 - 藤本幸広、阪東浩孝、奥井隆一
るい編（大阪編）に登場。
八木治郎
演 - 近田雄一（NHK大阪放送局アナウンサー）
るい編（大阪編）に登場。
テレビ番組「私の秘密」の司会者。
テレビの声
声 - 大西みのり
るい編（大阪編）に登場。
田辺義弘 / 藤沢ミチ子
演 - 竹下眞 / 増田久美子
るい編（大阪編）に登場。
テレビ番組「私の秘密」の解答者。
司会者
演 - 大久保ともゆき
るい編（大阪編）に登場。
アナウンサー
声 - 谷口英明（元サンテレビサナウンサー）
るい編（大阪編）に登場。
あき / 野球少年
演 - 又野暁仁 / 上野航資
るい編（大阪編）に登場。
るいと錠一郎を「アベック」と言ってからかう。
村の娘
演 - 古部未悠
るい編（大阪編）・ひなた編（京都編）にスクリーン上での登場。
初代桃山剣之介主演の映画「妖術七変化 隠れ里の決闘」のヒロイン。ひなた編では高山理恵が演じるおふねに該当する。
ダグラスの店主
演 - 弓川信男（ボルトボルズ）
るい編（大阪編）に登場。
るいと錠一郎がコンテストの衣裳を買うために訪れた洋服店の店主。

#### その他（ひなた編）
ノストラダムスのナレーター
演 - もう中学生
るい編（京都編）に登場。
1976年のテレビ番組にて、ノストラダムスの大予言について解説していた司会者。
ノストラダムスのナレーター
演 - 西田幸治（笑い飯）
ひなた編（京都編）に登場。
1992年のテレビ番組にて、ノストラダムスの大予言について解説していた司会者。
アナウンサー
演 - 泉希衣子
ひなた編（京都編）に登場。
再映画化された「妖術七変化 隠れ里の決闘」における小野寺左近役が武藤蘭丸に決定したことを伝えるアナウンサー。
カップル
演 - 長南洸生、星加莉佐
ひなた編（京都編）に登場。
映画村内のお化け屋敷を訪れたカップル。
記者
声 - 三浦康彦、奥山陽子
ひなた編（京都編）に登場。
すみれと星川の結婚会見に出席した記者。2人の結婚のきっかけがドラマの撮影での再会というごく普通の出来ごとであったことに対して、「もうちょっと破天荒なエピソード、ありませんかね？」とつっこみを入れた。
バックパッカー
演 - ネイサン・ベリー
ひなた編（京都編）に登場。
大月家を訪れた外国人観光客。回転焼きの特徴を流暢な英語でるいに説明してもらう。
来場者
演 - ソア・ヘルガソン ほか1人
ひなた編（京都編）に登場。
映画村内のお化け屋敷を訪れたカップル。お化け屋敷の入場料をひなたに尋ね、日本語で「はっぴゃく（800）」と告げられる。
来場者
演 - クリス・リー、ロス・バリー、メリンダ・アンタラミアン
ひなた編（京都編）に登場。
映画村内のお化け屋敷を訪れた3人組の外国人。彼らに「またのご来場お待ちしています」と伝えようとしたひなたの「I'm expecting.」という言葉を「ひなたが妊娠している」と捉え、彼女を祝ったり労ったりする言葉を掛けて去って行った。
ラッパの男の子
演 - 髙田幸季
ひなた編（京都編）に登場。
1993年のクリスマスに、「あかにし」の店頭で福引きをし、景品のおもちゃの中からラッパのおもちゃを選んだ少年。算太が安子や「たちばな」を思い出しながら踊るシーンでは、音楽に合わせて演奏するようにおもちゃを弄んでいる。
観光客
演 - マーク・ノートン
ひなた編（京都編）に登場。
1999年、条映太秦映画村を訪れた観光客。
ディレクター
演 - 湯浅崇
ひなた編（京都編）に登場。
磯村吟のラジオ番組のディレクター。

## 用語・設定
御菓子司（おかしつかさ）たちばな
安子の祖父・橘杵太郎が創業した岡山県の朝丘町商店街の和菓子店。杵太郎が他界し空襲で店舗焼失後は、最初は安子と金太、2度目は安子と算太により再建が計画されるも、金太の急逝と算太が資金を持って失踪したことによりいずれも頓挫した。
なお、1994年時点で、横須賀在住時代の健一がお気に入りだった同名の和菓子店が存在しており、その後全国に支店を持つ有名店であることが明かされてゆく。健一との縁から2003年のクリスマス・フェスティバルでスポンサーにもなっている。最終回では、幼い日に岡山で店の再建を目指していた金太と安子に出会い、商売の楽しさを教わった人物が創業し、たちばなへのリスペクトから自身の店の店名としたという経緯が明かされる。
設定にあたり、岡山市北区の表町商店街に実在する「御菓子司 翁軒（おきなけん）」が取材されている。
あんこのおまじない
橘杵太郎が御菓子司たちばなの職人らに指導した、美味しいあんこを作るために小豆を茹でる際の心得。小豆を茹でるまじないの言葉として息子の金太、孫の算太と安子、ひ孫のるい、玄孫のひなたへと伝授されていった。
雉真繊維（きじませんい）
雉真家が経営する繊維会社。創業時は足袋会社であったが千吉が一代で事業を拡大し、安子が物心ついた頃には地元の有力企業となっており、太平洋戦争開戦直後くらいまでは長男・稔と共に海外との取引を目指してきた。稔が戦死後は次男・勇が後継者候補となり、千吉から仕事を学びながら働く一方、社内で野球チームを結成し社員らの仕事へのモチベーションを上げていく。千吉が病床に臥してからは勇がトップに就任。1962年頃には大阪に移住したるいが「岡山出身」「雉真」と名乗ると当社が連想されるほどの大企業になっている。野球部も1990年代には社会人野球の強豪として認知されている。千吉の遺言もあり、時代が変わっても原点である足袋は製造が続けられている。
竹村（たけむら）クリーニング店
大阪・心斎橋で竹村平助・和子夫妻が営むクリーニング店。1962年の春に平助がホテルの面接に向かうるいの服を汚したことがきっかけで、面接に落ちたるいが住み込みで働くきっかけとなった。1963年にるいが錠一郎にプロポーズされた際に、一代限りで閉めることをるいに明かしている。1960年後半に平助が体調を悪化したことが理由で店を畳んだ。
棗黍之丞（なつめ きびのじょう）シリーズ
ひなたが特に好きな時代劇シリーズ。
初代桃山剣之介主演映画。1939年公開の第2弾『棗黍之丞 仁義剣』が作中で初登場。安子にとって稔と観た思い出の作品となっている。るいが18歳時の1962年には第20弾作品『棗黍之丞 女狐乱れ桜』が公開された。第21弾の『妖術七変化 隠れ里の決闘』は磯村吟によって「映画史上まれに見る駄作」と酷評された（詳細は後述）。
初代桃山剣之介亡き後、二代目桃山剣之介主演でテレビドラマシリーズ化される。当初、登場人物である茶屋の娘「おゆみ」を美咲すみれが演じ、彼女がブレイクするきっかけとなる。また、放送当時流行していたカンフーを殺陣に取り入れたり、唐突におゆみの綿入れから座布団が出てきたりと、時代劇にも関わらず特殊な演出が施された「黍之丞危機一髪、おゆみ命がけ」の回は、ひなたと五十嵐等にとって名場面として記憶に残っている（美咲自身は忘れていた）。2006年には『妖術七変化 隠れ里の決闘』再映画化で左近役を務めた武藤蘭丸が主演を務める『棗黍之丞2006』がテレビドラマとして放送された。
『妖術七変化 隠れ里の決闘』
1963年公開の棗黍之丞シリーズ第21弾作品映画。主演は初代桃山剣之介。敵役の小野寺左近役は伴虚無蔵。初代桃山の遺作となった。
仕事への価値観の相違から仲違いする父・初代桃山剣之介と息子・桃山団五郎（後の二代目桃山剣之介）を和解させようと条映が企画し、当初、小野寺左近役は桃山団五郎が演じる親子共演の予定であった。
親子共演が実現しなかった内幕について、すみれはひなたに「業界内の噂」として「団五郎が出演を断り、それに憤った剣之介が当てつけに、当時大部屋俳優の一人であった伴を左近役に起用した」と話している。しかし、当事者の伴はひなたと五十嵐に「団五郎は出演を承諾したが剣之介が彼を不承知、当時息子のように目をかけていた自分を起用した」旨を明かす。
さらに二代目桃山剣之介の回想によれば、不承知の理由を詰め寄った団五郎に対し、剣之介が答えた伴の起用は、団五郎よりも余程良い役者だからとしている。これを聞いた団五郎は当初は当てつけと判断するが、サンタ、ひなた、大月の回転焼きとの出会いを経て、初代の真意は「息子に対して、斬られ役に甘んじず主役として映画界に帰ってくることを望んでいた」「斬られ役俳優として一目置いていた伴を抜擢した」と見解する。
伴は映画が世間で駄作と評価された原因として、自分の台詞回しが下手でNGを連発した末、ほとんどの場面がカットされたことと分析している。しかし、この映画をラジオで解説した磯村吟は物語について酷評する一方、伴が活躍するラストの殺陣を好評しており、リバイバル上映を鑑賞したひなたと五十嵐も同様の評価をしている。また、るいと鑑賞した若かりし頃の錠一郎は、決め台詞が心に刻まれ、時代劇好きになるきっかけとなる。
1984年、二代目桃山剣之介主演・轟強監督で再映画化。左近役はオーディションで選ばれた武藤蘭丸。他には1983年ミス条映コンテスト優勝者の高山理恵がおふね役で出演し、五十嵐はおふねを庇い左近に斬られる伊織役で出演した。
リメイク版はヒットしたものの、本作を最後としてテレビ、映画問わず時代劇は衰退の一途を辿ることになる。
条映太秦映画村（じょうえいうずまさえいがむら）
1975年に映画会社条映がオープンさせたテーマパーク。施設内の街並みは時代劇撮影のオープンセットも兼ねており、敷地内には撮影スタジオや道場 が存在する。屋外シーンは東映太秦映画村で撮影された。
カットリくん
条映太秦映画村のキャラクター。本名はカットリ半蔵。「大きな声でカットとさけび」「悪いやつらをばっさりカット」「実は恥ずかしがり屋ですぐカッカと赤くなる」そんな愛すべきカラス。
ミス条映コンテスト
条映太秦映画村で行われたミス・コンテストで、優勝者には賞金50万円と「棗黍之丞」シリーズへの出演資格が与えられる。
サムライ・ベースボール
2004年に公開予定のハリウッドと条映太秦映画村の共同で製作する映画。
みんなあつまれ磯村吟です
磯村がパーソナリティを担当する番組。
番組を放送している局の周波数は1107kHz
ひなたのサニーサイドイングリッシュ
ひなたが担当するNHKのラジオ番組。本作品「カムカムエヴリバディ」の話全体が、このラジオ番組のスキットという設定というメタフィクション構造になっており、本編のナレーター城田優演じる「ウィリアム・ローレンス」が、「ひなたのサニーサイドイングリッシュ」のナレーターという設定になっている。この設定は、本放送の最終週で初めて徐々に明かされ、総集編では、この設定を早めに明かした上で再編集されている。

## ドラマ内に登場した作品

### 音楽作品
登場回順に表示
- 「証城寺の狸囃子」 - 第1回、「たちばな」の調理場内のラジオから流れていた。第67回では、るいが商店街の福引で当てた年代物の真空管ラジオ（ひなたによれば、「絶対ケチエモンの店の蔵に眠ってた大昔の売残り」)のスイッチを入れた際に流れた。2022年3月には本作品に参加したさだまさしによるカバー作品として配信された[169]。
- 「Come come everybody」 - 上記の替歌で1946年から放送されたNHKラジオ『英語会話』（通称「カムカム英語」）のテーマソング。
- 「丘を越えて」 - 1931年発表の藤山一郎の歌謡曲。第2回、橘家の居間のラジオから流れていた。
- 「可愛い歌手」 - 初代「ラジオ体操第一」の伴奏曲（1928年11月1日 - 1946年4月13日）。第3回で町の人々の前で模範演技をしたのは町内会長の赤螺吉兵衛。
- 「On the Sunny Side of the Street」 - 劇中では稔翻訳の「ひなたの道を」の邦題でも呼ばれているジャズのスタンダード・ナンバー。ジャズ喫茶「Dippermouth Blues」で安子と稔が歓談中に定一がルイ・アームストロングのカバー版のレコードを蓄音機にかける[注釈 176]。以降、ストーリーの要所要所で歌詞を朗読または演奏・歌唱が行われ、トランペッター時代の錠一郎が十八番として度々演奏し、第30回では定一が、第111回ではるいがオープンマイクで歌った。安子・稔・るい・錠一郎ら主要登場人物の思い出の曲であり、るい・ひなたの名前の由来ともなっている。
- 「二人は若い」 - ディック・ミネと星玲子のデュエット曲（1935年）。第7回、橘家の居間のラジオから流れた。
- 「歩くうた」 - 高村光太郎作詞・飯田信夫作曲の戦時歌謡（1940年）。第16回、勤労動員の女生徒達が行進しながら歌っていた。
- 「リンゴの唄」 - 1945年の映画「そよかぜ」の主題歌。第20回、勇が岡山に復員した際、街中す負傷した青年兵がハーモニカで演奏していた。
- 「Silent Night」 - 第32回（1948年）、「Dippermouth Blues」の店内で定一の取巻きのトランペッターが演奏し、来店していた安子とるいも聴いた。その場には定一に保護されていた錠一郎もいた。
- 「London Bridge Is Broken Down」の替歌（占領軍の兵士が日本語歌詞をつけて歌っていたものが「カムカム英語」の中で講師の平川によって紹介された。
- 「ふりむかないで」 -ザ・ピーナッツの5枚目のシングル（1962年）。第38回、「竹村クリーニング店」のラジオから流れていた。
- 「スーダラ節」 - ハナ肇とクレージーキャッツ初のシングル（1961年）。第58回、「竹村クリーニング店」のラジオから流れていた。
- 「硝子のジョニー」 - アイ・ジョージのシングル（1961年）。第48回、「竹村クリーニング店」のラジオから流れていた。
- 「ゴンドラの唄」 - 1915年発表の歌謡曲。作曲は「証城寺の狸囃子（Come Come EveryBody）」と同じ中山晋平。第49回、笹川光臣役の佐川満男[注釈 177]のカバー版（1961年）が「Night and Day」のレコードプレーヤーから流れた。
- 「Jingle Bells」 - 第56回、「竹村クリーニング店」のラジオから流れた（歌手は不明）。
- 「ハイそれまでョ」 - ハナ肇とクレージーキャッツの3枚目のシングルのB面（1962年）。第51回、「竹村クリーニング店」のラジオから流れていた。
- 「いつでも夢を」 - 橋幸夫と吉永小百合のデュエット曲（1962年）。第57回、「Night and Day」店内のラジオから流れていた。
- 「湖愁」 - 松島アキラのデビュー曲(1961年)。第58回、「竹村クリーニング店」のラジオから流れていた。
- 「ラジオ体操第1・第2」 - 服部正作曲(第1)、團伊玖磨作曲(第2)の3代目。第63・64回、鴨川の河川敷で町の人々がラジオ体操をしている時に流れた（お立ち台はあかね通り商店街会長の赤螺吉右衛門が担当した）。※ラジオ体操第１が流れたのは第63回のみ。第64回の本放送時、字幕では「ラジオ体操第一」と誤表示されていたが、2025年の再放送時には「ラジオ体操」と修正されていた。
- 「およげ!たいやきくん」- 子門真人のシングル（1975年）。第66回、大月家のテレビに映っていた「ひらけ!ポンキッキ」内で本曲が流れており、るいは当時回転焼きの売り上げが低下していた原因がこの曲のヒットにあることに気付いた。
- 「禁じられた遊び」 - 山口百恵の3枚目のシングル（1973年）。第69回、ひなた・一恵・小夜子の仲良しトリオが教室の清掃時間中に熱唱。
- ｢いい湯だな(ビバノン・ロック)｣ - ザ・ドリフターズ  第69回、ひなたの過す土曜日。大月家なテレビから流れていた。
- ｢サザエさん一家｣ - 宇野ゆう子  第69回、ひなたの過す日曜日。大月家のテレビから流れていた。
- 「春一番」 - キャンディーズの9枚目のシングル（1976年）。第69回、ひなたが街中を踊って駆け回りながら熱唱し、「あかにし」の前では清子と合唱した。その際吉右衛門からもう初夏であると皮肉を言われたが、ひなたはすかさず良い曲はいつ聴いても良い曲と返し、これには吉右衛門も同意した。
- 「かあさんおはよう」 - 世界名作劇場第2作『母をたずねて三千里』のエンディングテーマソング。第69回、ひなたが歌唱。
- 「山口さんちのツトム君」 - 1976年に『みんなのうた』で放送された楽曲。第70回、ひなたらが聴くラジオから流れていた曲。ただし、作品中で流れたのは『みんなのうた』で放送された川橋啓史盤ではなく、競作である斉藤こず恵盤。
- 「NAI・NAI 16」 - シブがき隊のデビューシングル（1982年）。第71回、電気店に業態転換した「あかにし」の店内でかかっていた曲。
- 「想い出がいっぱい」 - H2Oの5枚目のシングル（1983年）。第73回、ひなたらが聴くラジオの中でかかっていた曲。
- 「待つわ」- あみんのデビューシングル（1982年）。第74回、伴虚無蔵が「大月」を訪れた際に店内のラジオから流れていた曲。
- 「セーラー服と機関銃」 - 薬師丸ひろ子の歌手デビュー曲（1981年）。第75回、条映太秦映画村の休憩所でひなたと榊原が出会った際に流れていた。
- 「モニカ」 - 吉川晃司のデビュー曲（1984年）。第79回、条映太秦映画村の休憩所で流れていた。
- 「ふたりの大阪」 - 都はるみと宮崎雅のデュエット曲（1981年）。第80回、そば屋「うちいり」のラジオで流れていた。
- 「北酒場」 - 細川たかしの18枚目のシングル曲（1982年）。第80回、そば屋「うちいり」のラジオで流れていた。
- 「もしも明日が…。」 - わらべの2枚目のシングル（1983年）。第85回、そば屋「うちいり」のラジオで流れていた。
- 「悪女」 - 中島みゆきの11枚目のシングル曲（1981年）。第85回、そば屋「うちいり」のラジオで流れていた。
- 「君がいるだけで」 - 米米CLUBの13枚目のシングル曲（1992年）。第86回、条映太秦映画村の休憩所で流れていた。ちなみに音楽を担当する金子も米米CLUBのメンバー。
- 「ムーンライト伝説」 - 『美少女戦士セーラームーン』のオープニングテーマ（1992年）。第87回、条映太秦映画村の休憩所で流れていた。
- 「愛は勝つ」 - KANの8枚目のシングル（1990年）。第88回、条映太秦映画村の休憩所で流れていた。
- 「涙のキッス」 - サザンオールスターズの31枚目のシングル（1992年）。
- 「晴れたらいいね」 - DREAMS COME TRUEの12枚目のシングル（1992年）。連続テレビ小説『ひらり』のテーマソング。第91回、大月家のテレビから流れていた。
- 「クリスマス・イブ」 - 山下達郎の12枚目のシングル（1983年）。第91回、るいがあかにしを訪れた際にラジオから流れていた。るい役の深津は1988年に本曲を起用したJR東海のCM（クリスマス・エクスプレス参照）に出演していた。
- 「負けないで」 - ZARDの6枚目のシングル（1993年）。第91回、条映太秦映画村の休憩所で流れていた。
- 「ぴあの」 - 連続テレビ小説『ぴあの』のテーマソング（1994年）。第98回、雉真家のテレビから流れていた。
- 「だんご3兄弟」 - 『おかあさんといっしょ』のオリジナルナンバー（1999年）。第100回、「大月」店内のラジオで流れ、赤螺小夜吉が曲に合わせて歌唱。
- 「Reach for the sky」 - 倉木麻衣の6枚目のシングル（2000年）。連続テレビ小説『オードリー』のテーマソング。第104回で条映太秦映画村の休憩所のテレビから流れていた。
- 「夢一夜」 - 南こうせつの1978年発売の4枚目のシングル。第105回（2001年）、ひなたが五十嵐とバーで会う約束をした日、「大月」店内のラジオから流れたのにあわせて、るいが口ずさんでいた。
- 「PIECES OF A DREAM」 - CHEMISTRYのデビュー曲（2001年）。第106回、「大月」店内のラジオから流れていた。

### ラジオ番組
- 「東西寄席めぐり」（東京放送局） 1934年放送。第2回で橘家の居間のラジオから横山エンタツと花菱アチャコの「早慶戦」が流れた。
- 「第25回全国中等学校優勝野球大会」（同上）決勝戦「海草中学対下関商業」が流れた。（1939年8月20日）
- 「実用英語会話」（同上） 講師はジェイムズ・バーナード・ハリス（平柳秀夫）。稔に勧められて安子が聴講。
- 「玉音放送」（同上） 1945年8月15日正午放送。第97回では、平川唯一本人朗読の英語訳文書（Imperial Rescript on the Termination of the War）の音声が流れた。
- 「基礎英語」（同上） 1945年聴講当時の講師は堀英四郎。番組中では名前が「基礎英語講座」になっている。安子が聴講。
- 「英語会話」（NHKラジオ） 講師は平川唯一。通称「カムカム英語」。安子とるいが聴講、最終回まで聴き続けた。（1946年から1951年まで）
- 「英語会話」（同上） 1975年聴講当時の講師は東後勝明。当初はひなたが聴講していたが1週間で断念、以降るいが引き継ぎ20年以上毎朝の日課として聴き続け、海外からの観光客と会話できるほどに英会話が上達した。
- 「英会話入門」（同上）講師は遠山顕。1994年、岡山から戻ったひなたが改めて英語を学ぶために聴きはじめ、毎朝の日課となる。長く地道な努力を重ねたことで、1999年時点では英語による会話力が大きく上達している。2004年には、安子・るい・ひなたの三世代揃っての聴講が実現した。ちなみにるい・ひなたの学習法は、ラジオから聴こえた英語を遅れてなぞるシャドーイングと呼ばれるものである。

### テレビ番組
（特記のないものはすべてNHK）
- 連続テレビ小説（☆はNHK大阪放送局制作作品）
  - 娘と私（第1作） - 第39回、雉真千吉の葬式当日の朝、雉真家で雪衣が最終回（1962年3月30日放送、映像は当時のもの）を視聴。
  - 水色の時（第15作） - 第63回、大月家の3人が視聴。
  - おはようさん（第16作）☆ - 第66回、大月邸で錠一郎とひなたが視聴。磯村吟役の浜村淳も出演した作品。
  - 雲のじゅうたん（第17作） - 第69回で、大月家の3人が視聴。
  - おしん（第31作） - 第71・72回、大月家の4人が朝食を摂りながら視聴[注釈 178]。初回終盤になってから主人公が登場する演出に、錠一郎は「このドラマは名作になる」と論じた。また、劇中でひなたが『おしん』の場面を真似するシーン[注釈 179]や妄想するシーンが登場する[注釈 180]。
  - ロマンス（第32作） - 第79回、ひなたを除く大月家の3人が朝食を摂りながら視聴。
  - おんなは度胸（第47作）☆ - 第86回、るいと錠一郎夫妻が朝食を摂りながら視聴。るいが映りの悪くなったテレビを叩いて直している。
  - ひらり（第48作） - 第91回、大月家の4人が朝食を摂りながら視聴。
  - ぴあの（第51作）☆ - 第98回、雉真邸で雪衣と錠一郎が視聴。千吉役の段田安則と笹川役社長の佐川満男も出演した作品。
  - やんちゃくれ（第59作）☆ - 第100回、大月家の3人が朝食を摂りながら視聴。第101回では最終回が放送されたが、錠一郎はアメリカから帰国後、ピアノの練習に向かったため視聴しなかった。
  - オードリー（第63作）☆ - 第102回、条映太秦映画村の休憩所のテレビでひなたを含む従業員たちが視聴。千吉役の段田安則が出演している他、時代劇俳優の桃山剣之助（通称モモケン）が登場する。
  - カムカムエヴリバディ（第105作）☆ - 第108回、2022年の「Dippermouth Blues」店内で、るいと錠一郎が視聴しようとリモコンをつけたところで実際に本作のオープニングが流れた。
- 私の秘密 - 第45回、竹村クリーニング店のお茶の間で視聴する番組として、当時の映像ではなく再現で登場した。司会の八木治郎役はNHKの後輩である近田雄一アナウンサー。視聴していたるいが「自分が出演していたら」と妄想するシーンも描かれている。
- 選抜高等学校野球大会 - 第62回、第37回大会決勝戦「市和歌山商対岡山東商」の音声が流れた。（1965年4月4日）
- 全国高等学校野球選手権大会
  - 第63回、第57回大会の終戦記念日の黙祷シーンが流れた。実況アナウンサー役はNHKの後輩である小野塚康之アナウンサー。（1975年8月15日）
  - 第84回、第66回大会決勝戦「取手二対PL学園」の音声が流れた。（1984年8月21日）大月家で錠一郎と桃太郎が視聴。
  - 第86回、第67回大会決勝戦「宇部商対PL学園」の音声が流れた。（1985年8月21日）大月家で錠一郎と桃太郎が視聴。
  - 第88回、第74回大会2回戦第3試合「明徳義塾対星稜」の松井秀喜5打席連続敬遠の場面の音声が流れた。（1992年8月16日）テレビを観ていた大月家の面々が、勝負してもらえない松井や、敬遠せざるを得ない相手投手達の心情についてそれぞれの感想を漏らしている。
  - 第96回、第76回大会1回戦第3試合「関西（岡山県代表）対八戸」の音声が流れた。（1994年8月10日）雉真家で勇と桃太郎が視聴。
- ひらけ!ポンキッキ（フジテレビ系） - 第66回、「およげ!たいやきくん」の映像が流れた。
- 8時だョ!全員集合（TBS系） - 第69回、大月家の3人が視聴（番組エンディング「ドリフのビバノン音頭」の音声のみ）。
- サザエさん（フジテレビ系） - 第69回、大月家の3人が視聴（番組の音声のみ[注釈 181]）。

### 映画作品
- 椿三十郎 - 第42回、るいと片桐がデートで見に行った映画作品。劇場の看板や前売り券が登場。

### 文学・漫画作品
- ガラスの仮面 - 第69回から複数回登場。ひなたや一恵が愛読する月刊少女漫画雑誌「花とおとめ」に掲載されている漫画。モデルは1976年から白泉社の「花とゆめ」に連載された美内すずえ原作の長寿作品で、本作放送の2022年時点では長期休載中で未完。
- サラダ記念日 - 1987年発売の俵万智の第1歌集。1992年、高校生になった桃太郎が、片思いの相手小夜子からこの本をプレゼントされてから失恋するまでの心の機微を「サラダ記念日」の短歌になぞらえて詠んでいた。

## スタッフ
- 作 - 藤本有紀
- 音楽 - 金子隆博
- 演奏 - BIG HORNS BEE、北村英治（Cl）[171]、渡辺貞夫(AS)[171]、外山喜雄(Vo）[172]（それぞれの演奏が流れる回のみオープニングにクレジットされる）
- コーラス - Joelle、花れん、吉川智子
- 語り - 城田優[注釈 182][173]
- ダイジェスト動画語り - 武田真一アナウンサー
- 主題歌 - 「アルデバラン」（作詞・作曲 - 森山直太朗、編曲 - 斎藤ネコ、歌 - AI）[17][18]
- 制作統括 - 堀之内礼二郎、櫻井賢[174]
- プロデューサー - 葛西勇也、橋本果奈[174]
- 広報プロデューサー - 齋藤明日香[174]
- 演出 - 安達もじり、橋爪紳一朗、深川貴志、松岡一史、二見大輔[174]
- タイトルロゴ制作 - 瀨木文[19][20]
- 時代考証 - 天野隆子
- 大阪風俗考証 - 谷直樹
- 岡山ことば指導 - 高野暢子
- 京都ことば指導 - 八田麻住、堀部由加里
- 大阪ことば指導 - 一木美貴子
- 英語指導 - 奈良橋陽子、塩屋孔章、ネイサン・ベリー
- 和菓子指導 - 中西信治
- 料理指導 - 広里貴子
- 書指導 - 今口鷺外
- 所作指導 - 藤間豊宏
- 洋裁指導 - 堺幸子
- トランペット指導 - MITCH
- そろばん指導 - 木下和真
- バーテンダー指導 - 松葉道彦
- 医事考証 - 矢木崇善、前田章
- 天気予報考証 - 平井信行
- 和裁指導 - 長谷川順子
- 獅子舞指導 - 浅田昌己
- 岡山まつり指導 - 田中豊
- 仏事指導 - 大塚知明
- ラジオ体操指導 - 多胡肇
- アクション指導 - 中村健人、東山龍平、北川裕介
- 助産指導 - 前田利子
- ダンス指導 - 牧勢海
- 法律考証 - 梅田康宏
- 茶道指導 - 熊田宗知
- 野球指導 - 山崎慎太郎
- ピアノ指導 - 荘司幸
- クリーニング指導 - 大江政吉、藤巻幸介、山本浩介
- 副音声解説 - 山崎健太郎[174]、伊藤ちゆり[175][176]

## 受賞歴
- 第111回ザテレビジョンドラマアカデミー賞[177]
  - 最優秀作品賞
  - 主演女優賞（上白石萌音）
  - 助演男優賞（松村北斗）
  - ドラマソング賞（AI「アルデバラン」）
  - 脚本賞（藤本有紀）　
  - その他、主演女優賞で深津絵里が2位[178]、助演男優賞でオダギリジョーが2位[179]、助演女優賞で市川実日子が5位、監督賞で安達もじり、橋爪紳一朗、深川貴志、松岡一史、二見大輔、泉並敬眞、石川慎一郎が2位。
- 第48回放送文化基金賞
  - 奨励賞（NHK大阪放送局）
  - 脚本賞（藤本有紀）
- 東京ドラマアウォード2022[180]
  - 連続ドラマ部門 優秀賞
  - 助演男優賞（オダギリジョー）
  - 脚本賞（藤本有紀）
  - 主題歌賞（AI「アルデバラン」）
- 2023年エランドール賞
  - プロデューサー賞（堀之内礼二郎）
- 第73回芸術選奨文部科学大臣賞
  - 脚本賞（藤本有紀）
- 第60回ギャラクシー賞（放送批評懇談会）
  - テレビ部門 選奨

（「月間賞 2022年4月度」により入賞候補に選出）

## オープニング
通常の回は番組冒頭に1－2分程度のアバンタイトルを流してからオープニングタイトル（概ね月曜日は90秒、他は60秒）を流す。
タイトルバックは最初に英語のタイトルロゴ（上部に"A family story that spans 100 years"（100年間の家族の物語）と表示）が出てクレジットタイトルが表示されたあと、最後に正式なカタカナのタイトルロゴがズームアウトで出る形となった。
タイトルバックでは、月曜日のみ他の曜日と違う動きをするキャラクターが存在する。制作統括の堀之内礼二郎は「ペーパークラフトで出来た女の人がオフィスでパソコンを打っている場面なのですが、月曜日だけコクンコクンと居眠りをしているような様子で。『月曜日はちょっと億劫だよね』という気持ちを共有しようという、コマ撮り作家・竹内泰人さんの遊び心です。」と語っている。
主題歌「アルデバラン」は、1番すべての歌詞を使用したショートバージョンと、1番すべての後に曲の最後の部分を追加したロングバージョンの2種類が使用された。
第8回（第2週その3、2021年11月10日）では、大阪から岡山へ汽車で帰宅する安子のシーンに合わせ、番組開始12分過ぎに90秒のオープニングタイトルが始まり、終わりは14分過ぎになった。
第38回（第8週その3、2021年12月22日）では、番組開始から13分過ぎまでで「安子編」が終了し、60秒のオープニングタイトルの後、14分過ぎに10年後の「るい編」に入った。
最終回の前日分、2022年4月7日（木曜日）放送の第111回では、3人のキャラクターがそれぞれ別の道に歩く表現が、1つの道にまとまる表現に変えられた。
最終回（第112回）では、終盤近く、音楽に乗せてオープニングタイトルCGの代わりにこれまでのダイジェストを描きつつ、出演者・スタッフのクレジットを表示させ、音楽の最後にタイトルロゴを出した。その後、2025年春のシーンが短く描かれ、終了した。

## エンディング
- 本編（月-金曜日）の生放送終了時のエンド5秒は「カムカムイングリッシュ」と銘打ち、視聴者から寄せられた日常の風景やモノ、ヒトなどの写真やイラストを基に、英単語や英語フレーズを入れて投稿してもらうコーナーになっている[184]。
- 第2回（第1週その2、2021年11月2日）- 前作『おかえりモネ』の永浦百音役を演じた清原果耶が、気仙沼市のコミュニティFM「はまらいん気仙沼」のラジオブースのセットで撮影した「Radio Personality」の写真が採用され、「Welcome home, Mone.（おかえり、モネ）」のフレーズが使われた。ちなみに『おかえりモネ』の第115回（第23週その5=最終回の5回前）においても、逆に本作の上白石萌音が投稿した写真が採用・放送されている[185]。
- 第53回（第12週その1、2022年1月17日）- 『天才てれびくん』の歴代出演者（阿比留照太、筧礼、岡田結実）が登場[186][187]。
- 第70回（第15週その3、2022年2月9日）-「京都市北区・大月ひなたさんからの投稿」として「Hinata is now a big sister.（ひなたはお姉ちゃんになりました）」という写真が紹介されている。これはこの回の終盤でるいが第2子の男児を出産した件が描かれていたためである[188]。
- 第77回（第16週その5、2022年2月18日） - 番組の音楽担当金子隆博のワンショット写真。翌週火曜日（2月22日）夜の総合の音楽番組『うたコン』の番宣の一環だった。
- 第107回（第22週その5、2022年4月1日） - 当作ヒロイン・川栄李奈、次作『ちむどんどん』ヒロイン・黒島結菜の2ショット写真。
- 第112回（第23週その5、最終週・最終回、2022年4月8日） - ヒロイン3人（深津絵里・上白石萌音・川栄李奈）の写真。撮影者は「京都府 赤螺吉右衛門」。フレーズは「Be delicious!（おいしゅうなれ!）」だった[189]。

## 放送日程
サブタイトルには年数が刻まれている。
| 週                                                                        | 回        | 放送日                    | サブタイトル | 演出                  | 週平均視聴率 |
| ------------------------------------------------------------------------- | --------- | ------------------------- | ------------ | --------------------- | ------------ |
| 1                                                                         | 01 - 05   | 2021年11月01日 - 11月05日 | 1925-1939    | 安達もじり            | 15.5%        |
| 2                                                                         | 06 - 010  | 11月08日 - 11月12日       | 1939-1941    | 安達もじり            | 16.0%        |
| 3                                                                         | 011 - 015 | 11月15日 - 11月19日       | 1942-1943    | 橋爪紳一朗            | 15.7%        |
| 4                                                                         | 016 - 020 | 11月22日 - 11月26日       | 1943-1945    | 安達もじり            | 16.5%        |
| 5                                                                         | 021 - 025 | 11月29日 - 12月03日       | 1946-1948    | 橋爪紳一朗            | 17.0%        |
| 6                                                                         | 026 - 030 | 12月06日 - 12月10日       | 1948         | 二見大輔              | 17.0%        |
| 7                                                                         | 031 - 035 | 12月13日 - 12月17日       | 1948-1951    | 橋爪紳一朗 安達もじり | 16.9%        |
| 8                                                                         | 036 - 040 | 12月20日 - 12月24日       | 1951-1962    | 安達もじり            | 17.1%        |
| 9                                                                         | 041 - 042 | 12月27日 - 12月28日       | 1962         | 安達もじり            | 17.1%        |
| 10                                                                        | 043 - 047 | 2022年01月03日 - 01月07日 | 1962         | 松岡一史              | 15.4%        |
| 11                                                                        | 048 - 052 | 01月10日 - 01月14日       | 1962-1963    | 泉並敬眞              | 17.2%        |
| 12                                                                        | 053 - 057 | 01月17日 - 01月21日       | 1963-1964    | 松岡一史              | 17.6%        |
| 13                                                                        | 058 - 062 | 01月24日 - 01月28日       | 1964-1965    | 安達もじり            | 18.0%        |
| 14                                                                        | 063 - 067 | 01月31日 - 02月04日       | 1965-1976    | 二見大輔              | 18.1%        |
| 15                                                                        | 068 - 072 | 02月07日 - 02月11日       | 1976-1983    | 橋爪紳一朗            | 17.6％       |
| 16                                                                        | 073 - 077 | 02月14日 - 02月18日       | 1983         | 橋爪紳一朗            | 17.6％       |
| 17                                                                        | 078 - 082 | 02月21日 - 02月25日       | 1983-1984    | 安達もじり            | 17.1%        |
| 18                                                                        | 083 - 087 | 02月28日 - 03月04日       | 1984-1992    | 石川慎一郎            | 17.2%        |
| 19                                                                        | 088 - 092 | 03月07日 - 03月11日       | 1992-1993    | 松岡一史              | 17.1%        |
| 20                                                                        | 093 - 097 | 03月14日 - 03月18日       | 1993-1994    | 安達もじり            | 18.5%        |
| 21                                                                        | 098 - 102 | 03月21日 - 03月25日       | 1994-2001    | 橋爪紳一朗            | 17.5%        |
| 22                                                                        | 103 - 107 | 03月28日 - 04月01日       | 2001-2003    | 深川貴志              | 17.9%        |
| 23                                                                        | 108 - 112 | 04月04日 - 04月08日       | 2003-2025    | 安達もじり            | 18.6%        |
| 期間平均視聴率：17.1%（ビデオリサーチ調べ、関東地区・世帯・リアルタイム） |           |                           |              |                       |              |

初回視聴率は16.4％で、午前8時スタートとなる作品の初回では、「ゲゲゲの女房」「カーネーション」に次ぐワースト3位となった。

### 放送時間変更・休止
⭐︎は2022年北京オリンピックによるもの。太字は ロシア・ウクライナ戦争に伴う変更。
・午後の再放送
- ⭐︎ 2022年2月4日（第67回） - 「フィギュアスケート団体・予選（アイスダンス・リズムダンス）」放送のため、14時8分 - 14時23分に繰り下げのうえ、メインチャンネルのみで放送[注釈 183]。
- ⭐︎ 2022年2月5日（第14週） - 「スノーボード・女子スロープスタイル予選」放送のため、13時55分 - 14時10分に繰り下げのうえ、メインチャンネルのみで放送[注釈 183]。
- ⭐︎ 2022年2月8日（第69回） - 「スノーボード・女子パラレル大回転予選、男子パラレル大回転予選」放送のため、13時50分 - 14時5分に繰り下げ。
- ⭐︎ 2022年2月10日（第71回） - 「フィギュアスケート・男子シングルフリー」放送のため、15時2分 - 15時17分に繰り下げのうえ、メインチャンネルのみで放送[注釈 183]。
- ⭐︎ 2022年2月11日（第72回） - 「アルペンスキー・女子スーパー大回転」放送のため、メインチャンネルのみで放送[注釈 183]。
- ⭐︎ 2022年2月14日（第73回） - 「カーリング・女子予選 日本対中国」放送のため、13時5分 - 13時20分に繰り下げ。
- ⭐︎ 2022年2月16日（第75回） - 「アルペンスキー・男子回転1回目」放送のため、13時15分 - 13時30分に繰り下げ。
- ⭐︎ 2022年2月17日（第76回） - 「フリースタイルスキー・女子スキークロスタイムトライアル」放送のため、13時25分 - 13時40分に繰り下げ。
- 2022年3月19日・26日・4月2日・9日（第20週 - 23週総集編） -『正午のニュース』の放送時間拡大（12時 - 12時25分・12時20分以降は各地のニュース）に伴う特別編成のため、5分繰り下げの12時50分 - 13時5分に放送。
- 2022年3月21日（第98回） - 『正午のニュース』の放送時間拡大（12時 - 12時25分・12時20分以降は各地のニュース）に伴う特別編成のため、5分繰り下げの12時50分 - 13時5分に放送。
- 2022年3月31日（第106回）の再放送では、本来であれば第94回選抜高等学校野球大会決勝戦生中継のために30分繰り上げて放送する予定だったが、Eテレに迂回していたため、通常放送に復帰となった。これは『正午のニュース』の放送時間拡大に伴うものである。

・1週間総集編(日曜)再放送
- 2021年12月26日 - 10時5分 - 11時54分に『女子第33回 全国高校駅伝』中継を放送のため、休止。
- 2022年1月16日 - トンガ海底火山噴火に伴う津波警報・注意報(この現象に関して、気象庁は「津波かどうかわからない」と発表している)[214][注釈 184]関連の特設ニュースのため、休止。
- 2022年1月30日 - 11時 - 11時5分に北朝鮮ミサイル発射関連の特設ニュースを放送のため、5分繰り下げの11時5分 - 11時20分に放送。
- ⭐︎ 2022年2月6日・13日・20日 - 北京オリンピック放送のため、休止。
- 2022年2月27日 - 9時5分 - 11時54分に『第10回大阪マラソン・第77回びわ湖毎日マラソン統合大会』中継を放送のため、休止。
- 2022年3月13日 - 『明日をまもるナビ』の放送時間拡大（10時5分 - 11時5分）のため、5分繰り下げの11時5分 - 11時20分に放送。
- 2022年4月3日 - 『明日をまもるナビ　スペシャル』（10時5分 - 11時5分、NHKと民放キー局5局プロジェクト『キオク、ともに未来へ。』の参加番組）放送のため、5分繰り下げの11時5分 - 11時20分に放送。

## 総集編
- 前編（安子編を中心としたもの）：「1925 - 1962」[215]
  - 2021年12月29日 8時 - 8時59分（総合）
- 安子編、るい編、ひなた編：「1925 - 2025」[216]
  - 2022年5月1日13時30分 - 16時20分（BS4K）、5月4日14時 - 16時59分（総合）

## 関連番組

### ラジオ
- ラジオで! カムカムエヴリバディ（2021年11月1日 - 2022年3月30日、NHKラジオ第2放送）[217]
  - 大杉正明による、ドラマと連動した、週3回放送の英語講座番組。
- らじるラボ（NHKラジオ第1放送）
  - （2022年2月28日）『ラボトーク』ゲスト：金子隆博
  - （2022年4月4日）『ラボトーク』ゲスト：世良公則
- アナウンサー百年百話（NHKラジオ第2放送）
  - 2022年4月13日初回生放送[218]
  - 同4月20日初回生放送[219][注釈 185]

### テレビ
- 今夜も生でさだまさし カムカム岡山エヴリナイト!（2021年11月27日、NHK総合）※NHK岡山放送局から配信放送。
- クイズ!カムカムエヴリバディ〜ラジオと英語と日本人〜（2021年12月3日 NHK総合・関西ローカル、2021年12月29日 NHK総合・全国=総集編前編に引き続いて放送。関西は実質再放送）
  - 「ラジオ英語講座」や、その講師・平川の人物像、さらに安子（岡山）編の時代となった1940年代後半・戦後初期の日本などからクイズを出し、出演者が回答する。
- うたコン（2022年2月22日、NHK総合）※NHK大阪ホールから中継[220]
  - 「生放送!カムカム特集」と題し、ひなた役の川栄がゲストMCとして登場。ドラマ側から世良（定一役）、濱田（和子役）、徳永（吉之丞役）、AI（主題歌）が出演。
- 「NHK映像ファイル あの人に会いたい 平川唯一（ラジオ英語会話講師）」（2022年2月26日 NHK総合）
- 「かんさい熱視線・挑み続ける時代劇〜100年のエンタメ 進化の秘密〜」（2022年3月18日 NHK総合・関西ローカル）
  - ひなた編の舞台・東映太秦映画村とそこに隣接する撮影所を取材し、最新のコンピュータグラフィックや、立体画像などを生かした新たな映像技術を生かし、時代劇の新たなファン層獲得を目指す製作陣の奮闘を追った。
- 朝まで待てない！わが愛しの“カムカムエヴリバディ”大阪からカムカム愛を叫ぶ！（NHK総合 2022年4月7日=関西・岡山ローカル生放送、4月8日未明（7日深夜） = 全国放送（関西・岡山は実質再放送）
  - 最終回直前、これまでのストーリーを振り返りながら、ゲストの感想を聞く[221]
- うたコン（2022年4月26日、NHK総合）「生放送!上白石カムカムを歌う▽ジェジュン・氷川・南野」と題して、ドラマのメインテーマ曲に、作曲の金子隆博自身が歌詞を付けた「アナタヲソコニカンジタ -Amazing Moment-」を上白石萌音がテレビ初歌唱した[222]。
- 0からわかる『カムカムエヴリバディ』（2024年11月13日、NHK総合）[223]
- 『カムカムエヴリバディ』あなたが選ぶ思い出のワンシーン（前・後編）（2024年11月14日・15日、NHK総合）[223]
- SONGS（2025年2月27日、NHK）AIと上白石萌音が出演[224]。

### 舞台地での動き
- 舞台地の一つである岡山市では、北区表町の下之町町内会において2021年10月にだんじり祭りを約20年ぶりに復活する予定であったが、新型コロナウィルス禍で1年後に延期となった。しかし、祭りに使用予定の新たな山車は本作の撮影に貸与され、2021年11月5日放送の第5回の祭りの場面において登場。本来のデビューより一足先に披露されることとなった[225]。
- 東映太秦映画村では、2022年3月12日から7月10日まで、イベント『「カムカムエヴリバディ」の舞台 映画村めぐり』を開催し、ドラマで和菓子監修をした店主によるあんこを使った回転焼きも販売[226][227]。

## 関連商品
Blu-ray・DVD
- BOX1 第1週 - 第7週
  - 『連続テレビ小説 カムカムエヴリバディ 完全版 ブルーレイ BOX1』（2022年4月22日、NHKエンタープライズ、NSBX-25353）
  - 『連続テレビ小説 カムカムエヴリバディ 完全版 DVD-BOX1』（2022年4月22日、NHKエンタープライズ、NSDX-25356）

- BOX2 第8週 - 第15週
  - 『連続テレビ小説 カムカムエヴリバディ 完全版 ブルーレイ BOX2』（2022年6月24日、NHKエンタープライズ、NSBX-25354）
  - 『連続テレビ小説 カムカムエヴリバディ 完全版 DVD-BOX2』（2022年6月24日、NHKエンタープライズ、NSDX-25357）

- BOX3 第16週 - 第23週
  - 『連続テレビ小説 カムカムエヴリバディ 完全版 ブルーレイ BOX3』（2022年8月26日、NHKエンタープライズ、NSBX-25355）
  - 『連続テレビ小説 カムカムエヴリバディ 完全版 DVD-BOX3』（2022年8月26日、NHKエンタープライズ、NSDX-25358）

CD
- 連続テレビ小説「カムカムエヴリバディ」オリジナル・サウンドトラック 劇伴コレクション Vol.1（2021年12月08日、ソニー・ミュージックレーベルズ、SICX-30130）
- 連続テレビ小説「カムカムエヴリバディ」オリジナル・サウンドトラック ジャズ・コレクション（2021年12月08日、ソニー・ミュージックレーベルズ、SICX-30131/2）
- 連続テレビ小説「カムカムエヴリバディ」オリジナル・サウンドトラック 劇伴コレクション Vol.2（2022年03月02日、ソニー・ミュージックレーベルズ、SICX-30135）
- 連続テレビ小説「カムカムエヴリバディ」オリジナル・サウンドトラック CLIMAX（2022年04月27日、ソニー・ミュージックレーベルズ、SICX-30141）